# Orient-Express

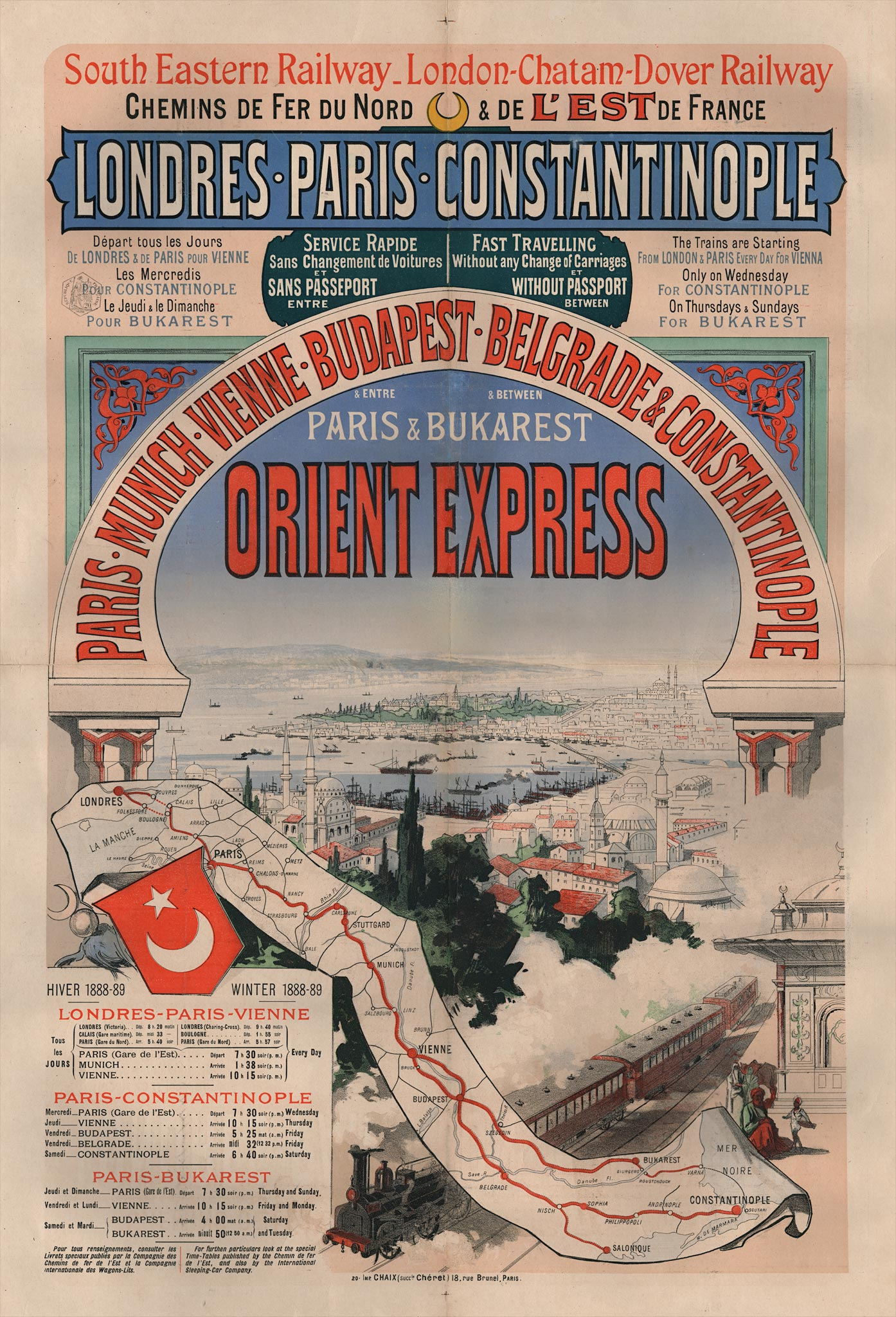
Historisches Werbeplakat des Orient-Express aus dem Jahr 1888

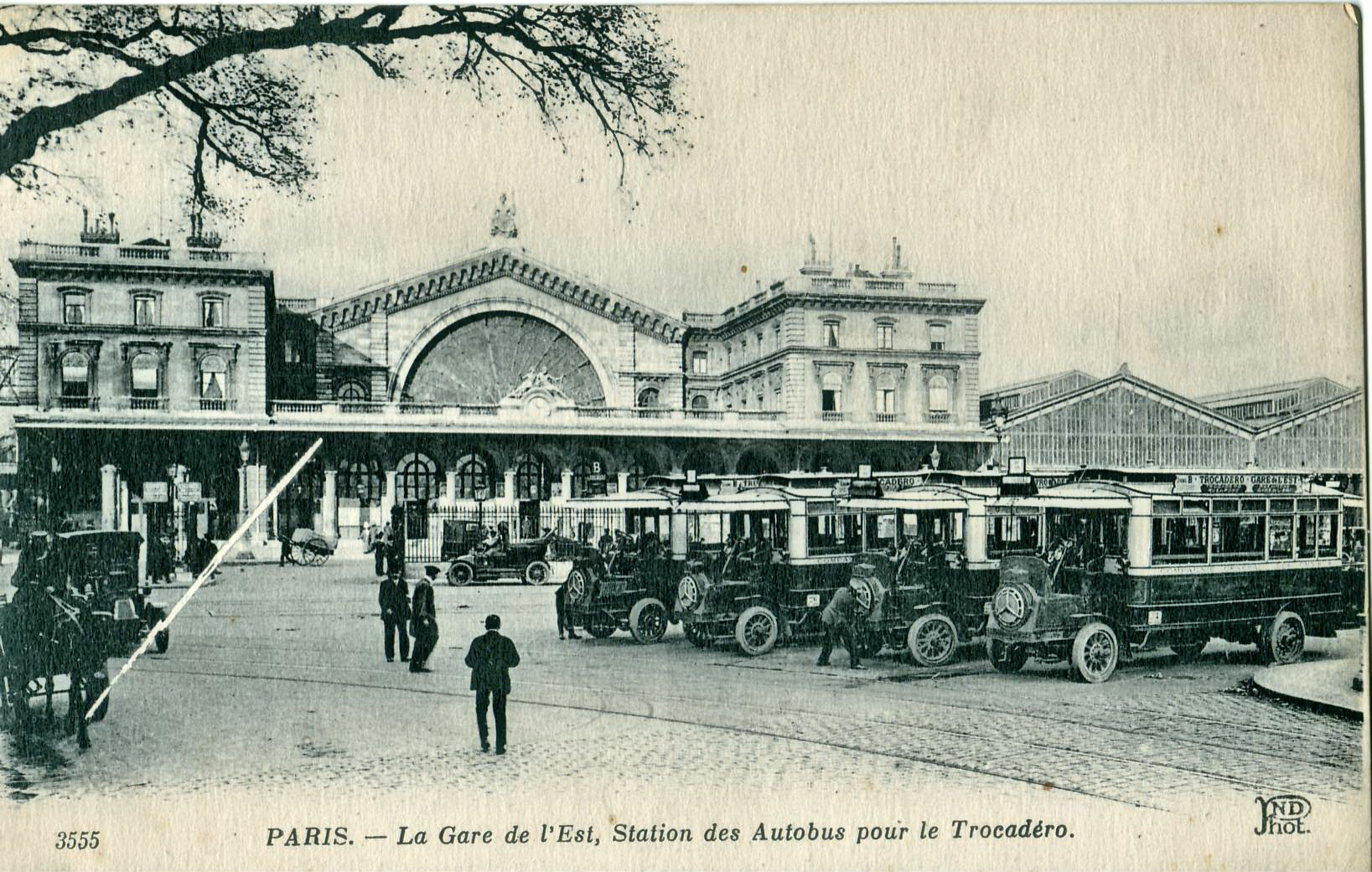
Paris, Gare de l’Est, Ausgangspunkt des Orient-Express von 1883 bis 2007

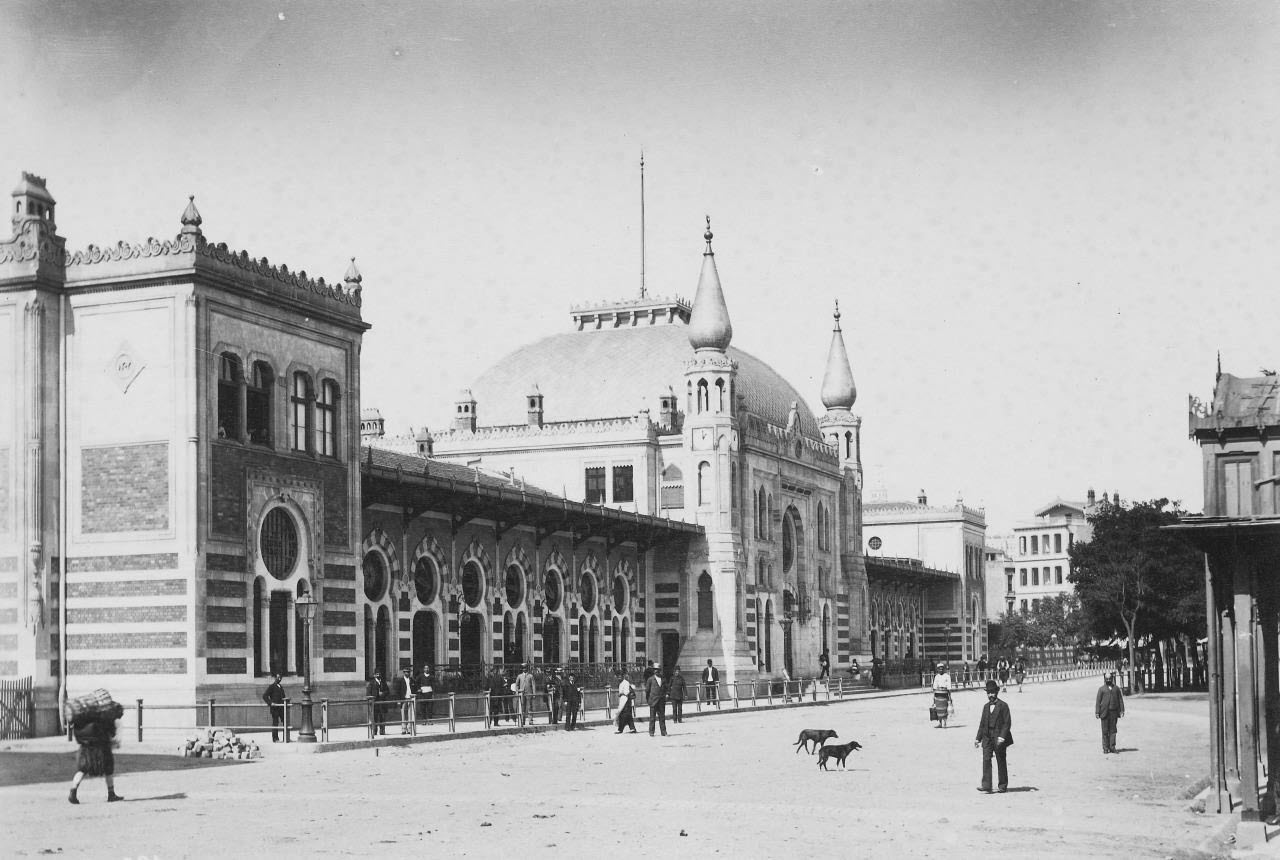
Die Endstation des Orient-Express, der Bahnhof Sirkeci, in Istanbul

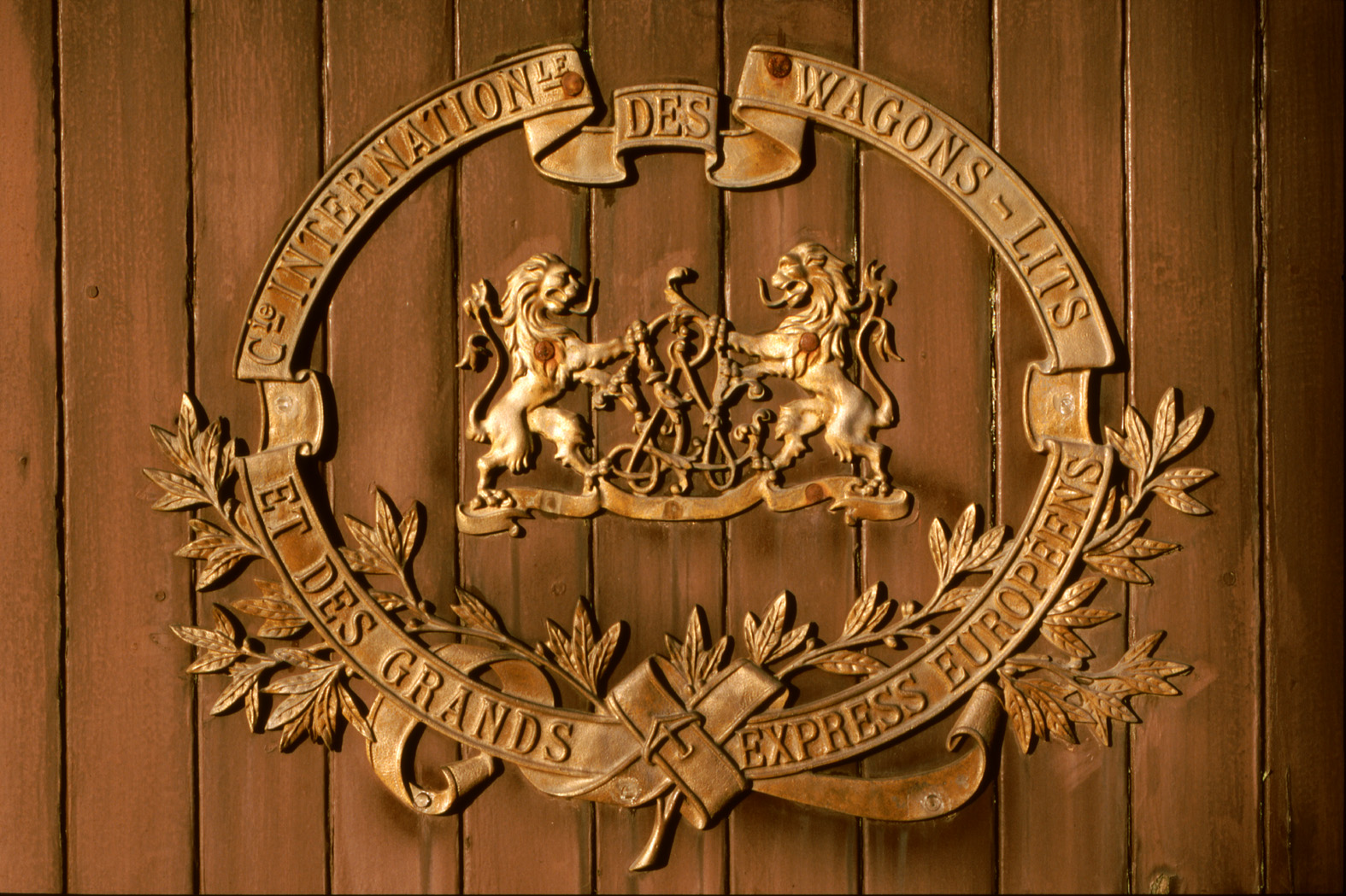
Wappen der CIWL auf dem Teakholz-WR 402 im ehemaligen Bahnmuseum Kerzers-Kallnach

Der Orient-Express war ursprünglich ein nur aus Schlaf- und Speisewagen gebildeter Luxuszug der Compagnie Internationale des Wagons-Lits (CIWL), der erstmals am 5. Juni 1883 von Paris in Richtung Konstantinopel (seit 1930 Istanbul) verkehrte. Da der Zielort noch nicht durchgehend auf der Schiene erreichbar war, mussten zunächst noch Fähr- und Schiffsverbindungen benutzt werden. Ab Sommer 1889 bestand eine durchgehende Verbindung über Süddeutschland, Wien, Budapest und Sofia nach Konstantinopel. Der oft als König der Züge und Zug der Könige bezeichnete Zug war Kernelement eines ganzen Systems von Luxuszügen, die vor allem der Verbindung von Paris und den Kanalhäfen mit verschiedenen Zielen am Mittelmeer, in Mittel- und Südosteuropa dienten.
Nach dem Ersten Weltkrieg verkehrte der Orient-Express nach Bukarest, die Verbindung zwischen Paris und Istanbul übernahm der Simplon-Orient-Express über Mailand, Venedig und Belgrad, der oft ebenfalls als Orient-Express bezeichnet wurde. Nach dem Zweiten Weltkrieg wurde die Zuggattung Luxuszug 1951 abgeschafft und die Züge in normale Schnellzüge umgewandelt, die die Bezeichnung Orient im Namen behielten. Die letzte durchgehende Verbindung zwischen Paris und Istanbul war der Direct-Orient, der 1977 eingestellt wurde. Der Zuglauf mit dem Namen Orient-Express verkehrte ab 2002 nur noch bis Wien und begann ab Juni 2007 in Straßburg statt Paris, bis er im Dezember 2009 ganz eingestellt wurde.
Seit den 1970er Jahren werden durch verschiedene Anbieter Sonder- und Touristikzüge angeboten, die ihre Namen vom historischen Orient-Express ableiten. Genutzt werden restaurierte alte Wagen der CIWL oder auf einen nostalgischen Stil umgebaute, technisch modernere Reisezugwagen. Bekannt geworden ist der Orient-Express auch als Schauplatz in Film- und Literaturklassikern, vor allem durch Agatha Christies Kriminalroman Mord im Orient-Express.

## Geschichte

### Bis zum Ersten Weltkrieg

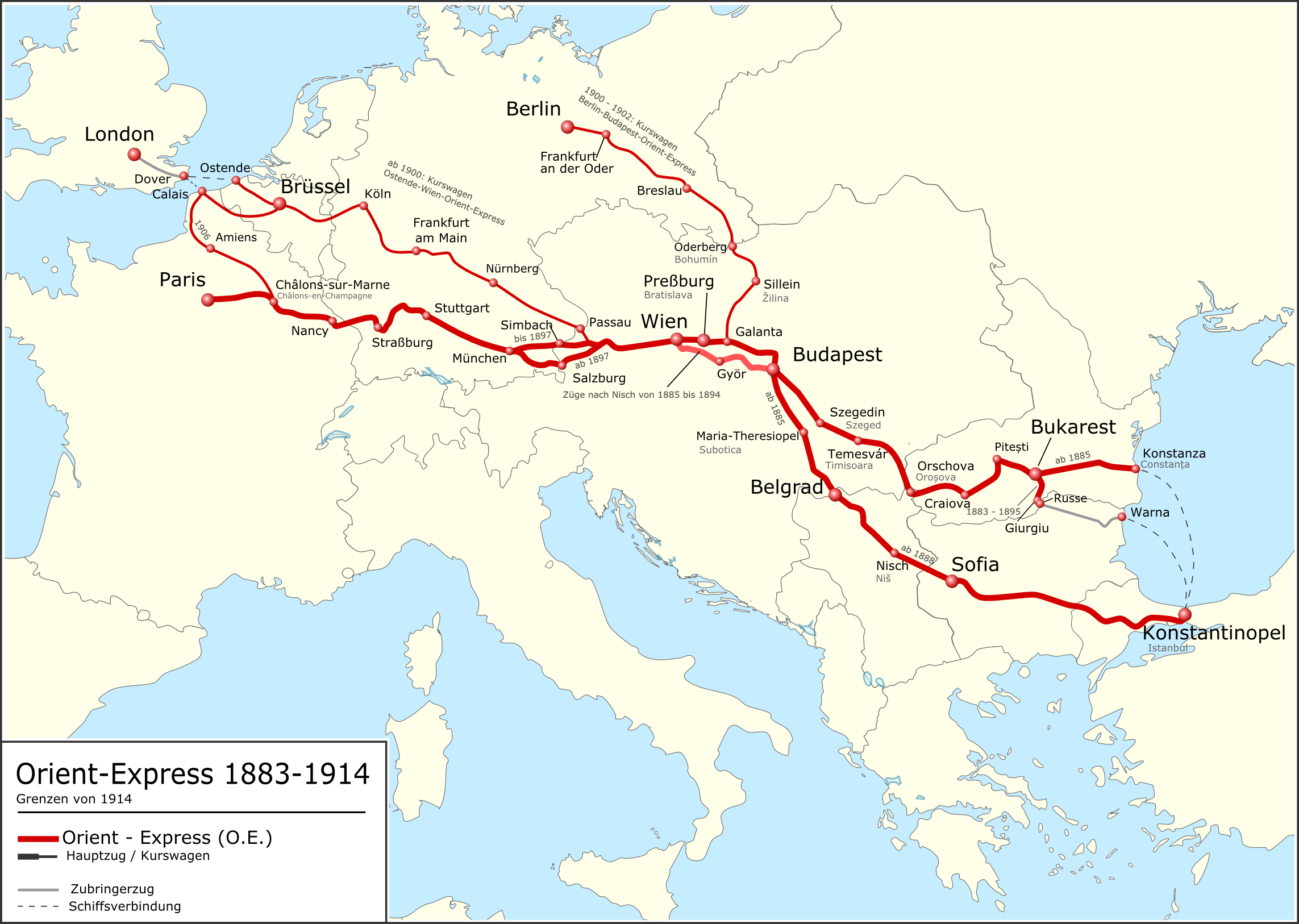
Die Route des Orient-Express bis 1914

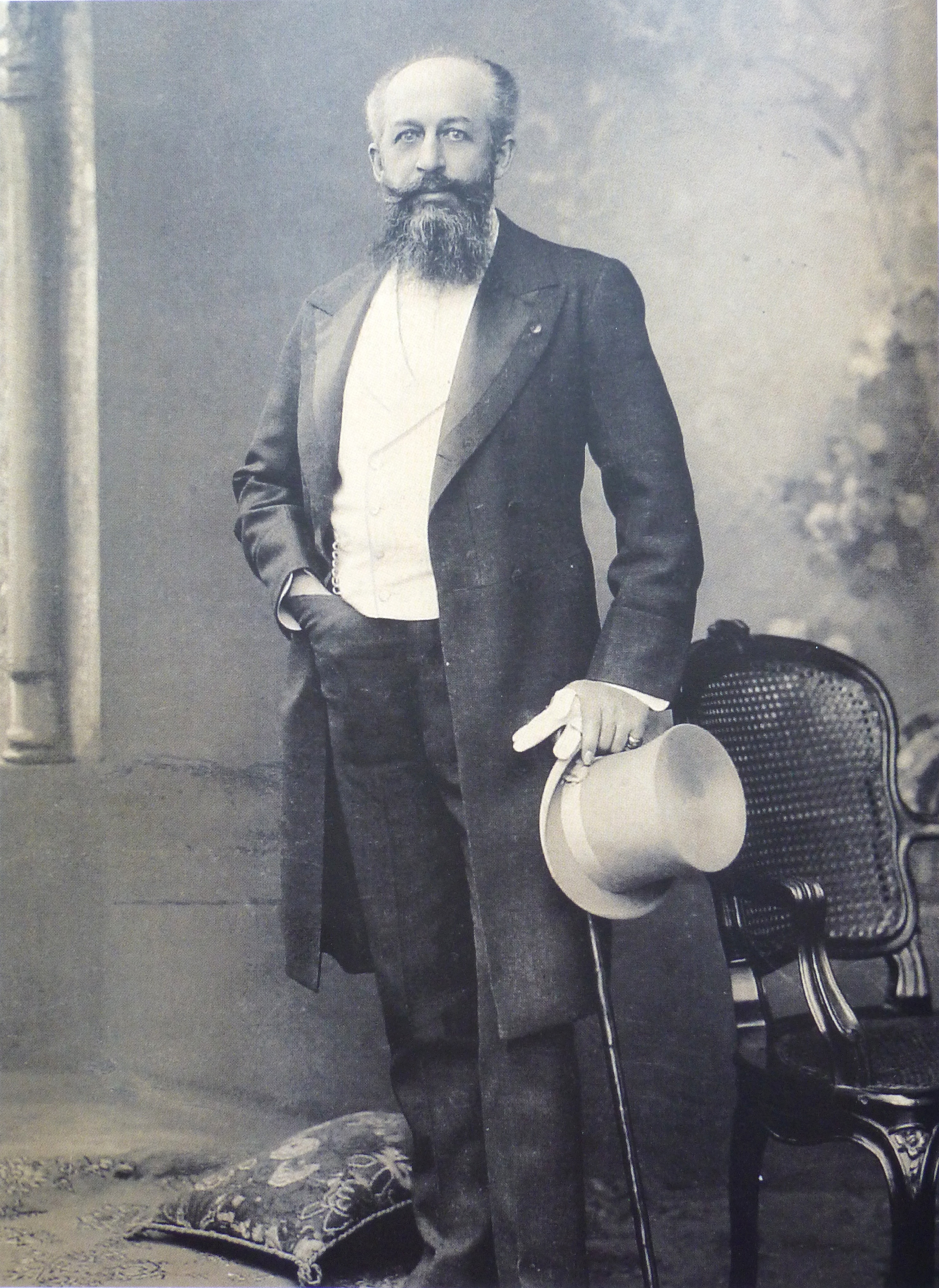
Georges Nagelmackers, Gründer der CIWL und Initiator des Orient-Express

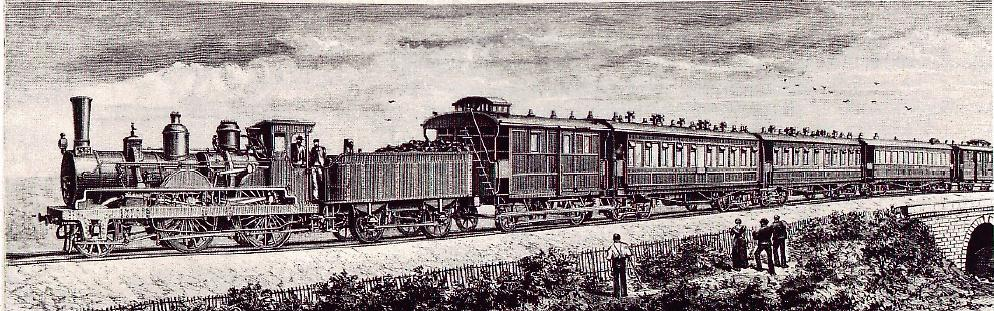
Der erste Orient-Express 1883

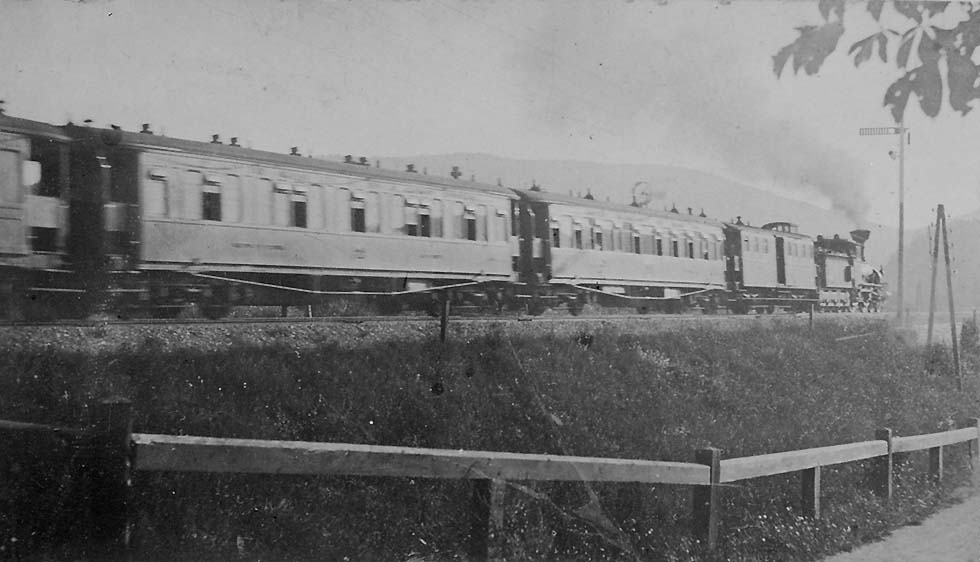
Der Orient-Express um 1885 bei Wien, bespannt mit einer Lokomotive der kkStB-Reihe 4

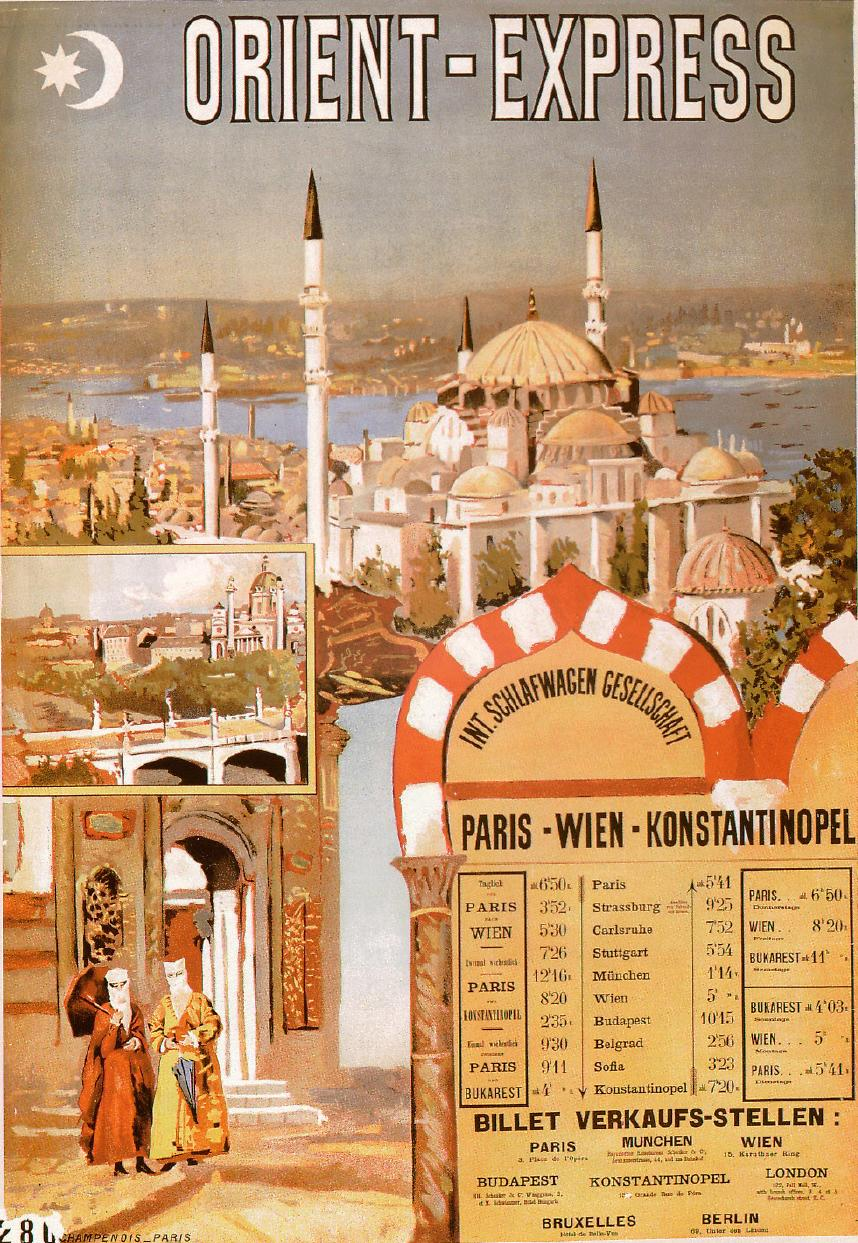
Werbeplakat für den Orient-Express aus dem Jahr 1891

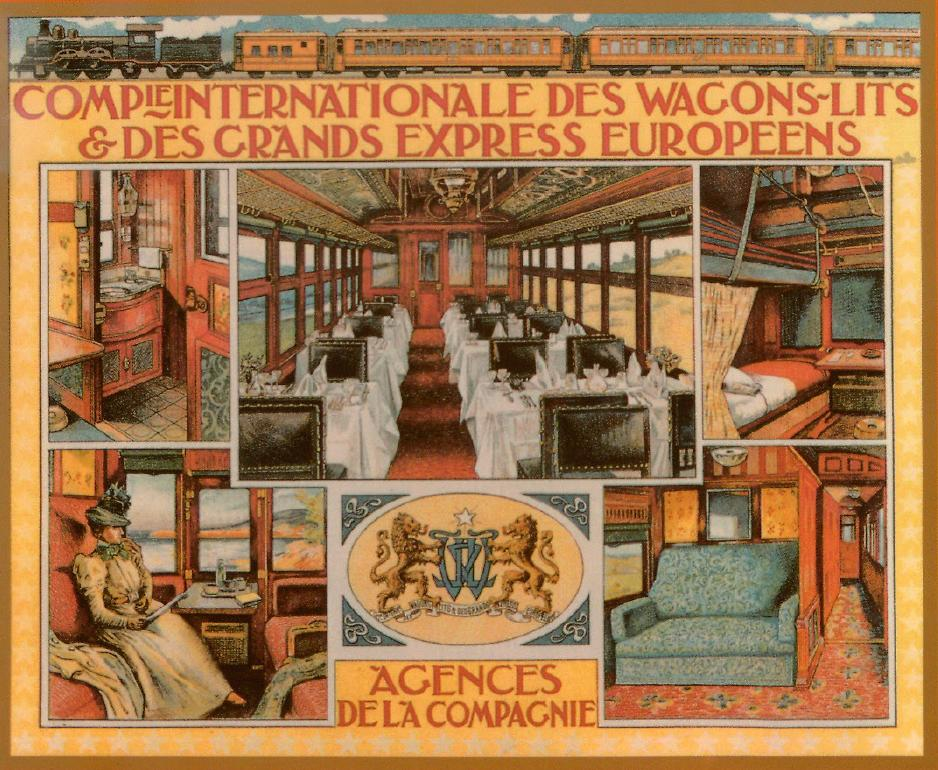
Einrichtung der CIWL-Züge, Prospekt von 1898

#### Vorgeschichte
Mit dem Zusammenwachsen der in den europäischen Staaten zunächst isoliert entstandenen Eisenbahnnetze ab etwa 1850 entstand Bedarf an internationalen Zugverbindungen ohne Umsteigen an Grenzbahnhöfen. Ebenso wuchs das Interesse an komfortablen Zügen, wie sie in den Vereinigten Staaten durch George Mortimer Pullman eingeführt worden waren. Georges Nagelmackers, der Pullmans Luxuszüge in den USA kennengelernt hatte, bemühte sich seit 1870 um die Einführung von Schlafwagen bei den europäischen Eisenbahnen.
Unabhängig davon begannen die nationalen Bahnverwaltungen mit der Einführung grenzüberschreitender Schnellzüge. Die früheste bekannte durchgehende Zugverbindung entlang der Route des späteren Orient-Express ist ein 1867 zwischen Paris und Wien verkehrender Zug, der für diese Strecke bei abendlicher Abfahrt in Paris zwei Nächte und einen Tag brauchte. Die Verbindung wurde nach der zeitweiligen Unterbrechung durch den Deutsch-Französischen Krieg 1870/71 gut nachgefragt und gehörte zu den ersten Verbindungen, auf denen Nagelmackers mit der Realisierung seiner Idee eines europäischen Luxuszugnetzes begann.

#### Gründung der CIWL und Einrichtung des Orient-Express
Nagelmackers gründete am 4. Oktober 1872 die Compagnie de Wagons-Lits, die alsbald mit den jeweiligen Bahngesellschaften die ersten Verträge über Schlafwagen zwischen Ostende und Köln, Ostende und Berlin sowie Wien und München unterzeichnete. Geldmangel zwang Nagelmackers bald dazu, den amerikanischen Investor William d’Alton Mann in die Gesellschaft aufzunehmen und sie nach drei Monaten in Mann’s Railway Sleeping Carriage Co. Ltd. umzubenennen. Mann und Nagelmackers gelang es, 1874 den ersten Schlafwagenkurs von Paris nach Wien einzurichten. Die Wagen wurden dabei in normalen Schnellzügen, damals als Courierzüge bezeichnet, mitgeführt. 1876 hatte Mann das Interesse am kontinentalen Geschäft mit Schlafwagen verloren und Nagelmackers konnte ihn auszahlen. Am 4. Dezember 1876 gründete er in Brüssel die noch existierende Compagnie Internationale des Wagons-Lits (CIWL), deren Hauptaktionär der belgische König Leopold II. wurde. Die CIWL begann rasch damit, ihr Netz an Schlafwagenkursen auszubauen.
Im Osmanischen Reich hatte ab 1869 die von Baron Maurice de Hirsch gegründete Compagnie des Chemins de fer Orientaux (im deutschen Sprachraum meist als Orientbahn bezeichnet) mit dem Bau von Strecken von Thessaloniki und Konstantinopel zur Erschließung des europäischen Teils des Osmanischen Reiches und dem Ziel eines Anschlusses an das europäische Eisenbahnnetz begonnen. Das auf dem Berliner Kongress 1878 begründete, nominell noch dem Osmanischen Reich unterstehende Fürstentum Bulgarien musste als Teil der Kongressverträge den Weiterbau der Strecken der Orientbahn übernehmen. Rumänien und Serbien, die auf dem Berliner Kongress vollständige Souveränität erreichen konnten, bauten ebenfalls Bahnstrecken mit dem Ziel, Verbindungen mit Mitteleuropa zu schaffen. 1878 wurde der erste CIWL-Schlafwagenkurs von Wien über Budapest, Szeged mit der bereits existierenden Theiß-Brücke und Temesvár nach Orșova eingeführt, wo Anschluss an Donauschiffe bestand.
Die gute Geschäftsentwicklung der CIWL und das wachsende Schienennetz in Richtung Balkan führten dazu, dass Nagelmackers Pläne für einen komplett aus Wagen der CIWL gebildeten Zug entwickelte. Auch die beteiligten Staatsbahnen entlang der Strecke Paris–Wien hatten erkannt, dass Bedarf für gesonderte Züge bestand. Entsprechende Pläne besprachen sie erstmals auf der Internationalen Fahrplankonferenz 1878. 1882 wurde vereinbart, einen solchen Zug einzusetzen und vom 10. bis 14. Oktober des gleichen Jahres verkehrte erstmals ein Train de Luxe d’Essai als reiner Schlafwagenzug der CIWL probeweise von Paris nach Wien und zurück. Die CIWL brachte hier einen ihrer ersten Speisewagen zum Einsatz, nachdem sie solche Wagen erstmals 1880 zwischen Berlin und Bebra eingesetzt hatte. Der Zug erreichte auf Hin- und Rückfahrt Durchschnittsgeschwindigkeiten von etwa 48 km/h und war drei bis vier Stunden schneller als die bis dahin eingesetzten Schnellzüge. Er wurde daher auch als Train Eclair (deutsch: Blitzzug) bezeichnet. Aufgrund dieses Erfolges konnte Nagelmackers im Februar 1883 mit allen beteiligten Bahngesellschaften die erforderlichen Verträge für den Orient-Express abschließen.
Beteiligte Bahnen waren:
- die Chemins de fer de l’Est
- die Reichseisenbahnen in Elsaß-Lothringen
- die Großherzoglich Badischen Staatseisenbahnen
- die Königlich Württembergischen Staats-Eisenbahnen
- die Königlich Bayerischen Staatseisenbahnen
- die k.k. Staatsbahnen (kkStB)
- die priv. Österreichisch-ungarische Staatseisenbahngesellschaft (StEG) und
- die Căile Ferate Române (CFR)

Vereinbart wurde zunächst ein Zuglauf von Paris nach Giurgiu, der zweimal wöchentlich verkehrte. Von Giurgiu nach Konstantinopel wurde die Verbindung mit einer Donaufähre nach Ruse, einem Zug der Orientbahn nach Warna und schließlich einem Dampfer des Österreichischen Lloyd hergestellt. Die CIWL war für die Stellung des gesamten Wagenparks zuständig, der aus mindestens je zwei Schlaf- und Gepäckwagen sowie einem Speisewagen bestehen sollte. Geregelt wurde auch die Ausstattung der Wagen mit Gas- oder elektrischer Beleuchtung, Dampfheizung und Westinghouse-Druckluftbremse. Die Wagen mussten durch Fachleute der Chemins de Fer de l’Est und der Reichseisenbahn Elsaß-Lothringen abgenommen werden. Ebenso wurden die Tarife festgelegt, zu zahlen waren ein Schnellzugbillett der ersten Klasse und 20 % Aufschlag für den Schlafwagen.
Zum ersten Mal fuhr der zunächst als Express d’Orient bezeichnete Orient-Express am 5. Juni 1883 vom Pariser Gare de l’Est in Richtung Osten als Luxuszug der damaligen ersten Wagenklasse. Die von der CIWL bestellten neuen Drehgestellwagen waren allerdings noch nicht verfügbar, so dass die meisten Wagen noch dreiachsig waren. Nur ein Schlafwagen der CIWL war bereits ein Vierachser. Nagelmackers verzichtete daher zunächst auf eine große Einweihung, diese folgte erst, als die von den CIWL-eigenen Werkstätten und der Münchner Waggonfabrik Josef Rathgeber gebauten neuen Schlaf- und Speisewagen mit Drehgestellen geliefert worden waren. Die Reisezeit von Paris bis Konstantinopel betrug 81 Stunden und 40 Minuten.
Am 4. Oktober 1883 fand am Gare de l’Est die feierliche Abfahrt zur offiziellen Einweihungsfahrt statt, zu der Nagelmackers neben Vertretern der beteiligten Bahngesellschaften und der durchfahrenen Staaten verschiedene Pressevertreter geladen hatte, unter anderem die bekannten Journalisten Henri Opper de Blowitz und Edmond About. Beide veröffentlichten begeisterte Berichte über die Fahrt, die ganz wesentlich zum Erfolg des Orient-Express beitrugen. In den durchfahrenen Ländern gab es jeweils lokale Speisen und Folklore-Darbietungen, in Rumänien empfing König Carol I. die Reisenden in Schloss Peleș.
Aufgrund der guten Nachfrage verkehrte der Orient-Express bereits ab 1. Juni 1884 zwischen Paris und Wien täglich. Die CIWL ergänzte nach dieser erfolgreichen Einführung ihres ersten Luxuszuges ihren Namen und nannte sich ab diesem Jahr Compagnie Internationale des Wagons-Lits et des Grands Express Européens. Nachdem in Serbien 1884 die Bahnstrecke zwischen Belgrad und Niš fertiggestellt worden war, wurde der Orient-Express einmal pro Woche ab Budapest bis Niš geführt. Von Niš gab es lediglich einen beschwerlichen Anschluss mit Pferdekutschen nach Sofia und weiter bis nach Belowo. Ab dort fuhren Züge der Orientbahn bis Konstantinopel. 1887 folgte nach dem Lückenschluss zwischen Serbien und der Strecke Saloniki–Skopje der Orientbahn die Verlängerung der in Niš endenden Fahrten bis ins damals osmanische Saloniki.

#### Durchgehende Schienenverbindung bis Konstantinopel
Die Bulgarische Staatsbahn stellte schließlich 1888 die Strecke von Belowo bis zur serbischen Grenze bei Dimitrovgrad (damals Zaribrod) fertig, wo Anschluss an die ebenfalls 1888 erbaute Strecke nach Niš bestand. Ab dem 12. August 1888 verkehrte der Orient-Express durchgehend über Budapest, Belgrad und Sofia bis zu einem temporären Bahnhof in Konstantinopel. Dieser wurde 1890 durch den Neubau der Müşir-Ahmet-Paşa-Station ersetzt, des Bahnhofes Sirkeci. Die Reisezeit nach Konstantinopel reduzierte sich gegenüber 1883 um über 14 Stunden.
Neben den nunmehr zweimal wöchentlich verkehrenden Zügen nach Konstantinopel verkehrte weiterhin einmal pro Woche ein Flügelzug nach Bukarest. Die CIWL konnte trotz persönlichen Einsatzes von Nagelmackers 1888 nicht verhindern, dass parallel zu ihrem Luxuszug täglich der sogenannte Konventionszug zwischen Wien und Konstantinopel verkehrte, der alle drei Klassen führte und somit eine günstigere Alternative zum Orient-Express bot. Der Verkehr dieses Zuges war bereits in einer am 9. Mai 1883 zwischen Österreich-Ungarn, Serbien, Bulgarien und dem Osmanischen Reich abgeschlossenen Eisenbahnkonvention vereinbart worden.

#### Weitere Entwicklung bis 1914

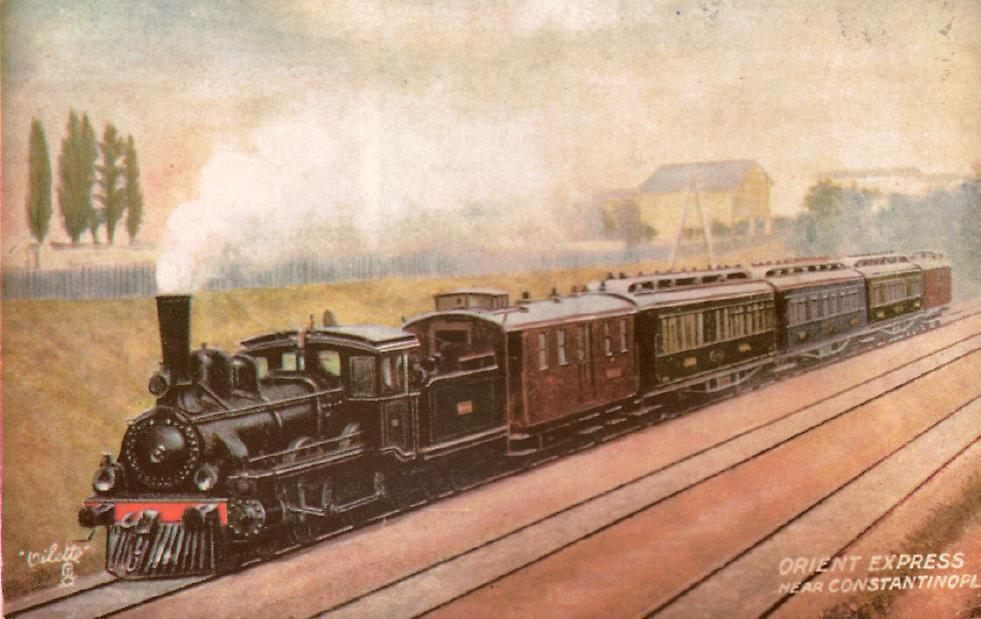
Der Orient-Express bei Konstantinopel, kolorierte Postkarte um 1900

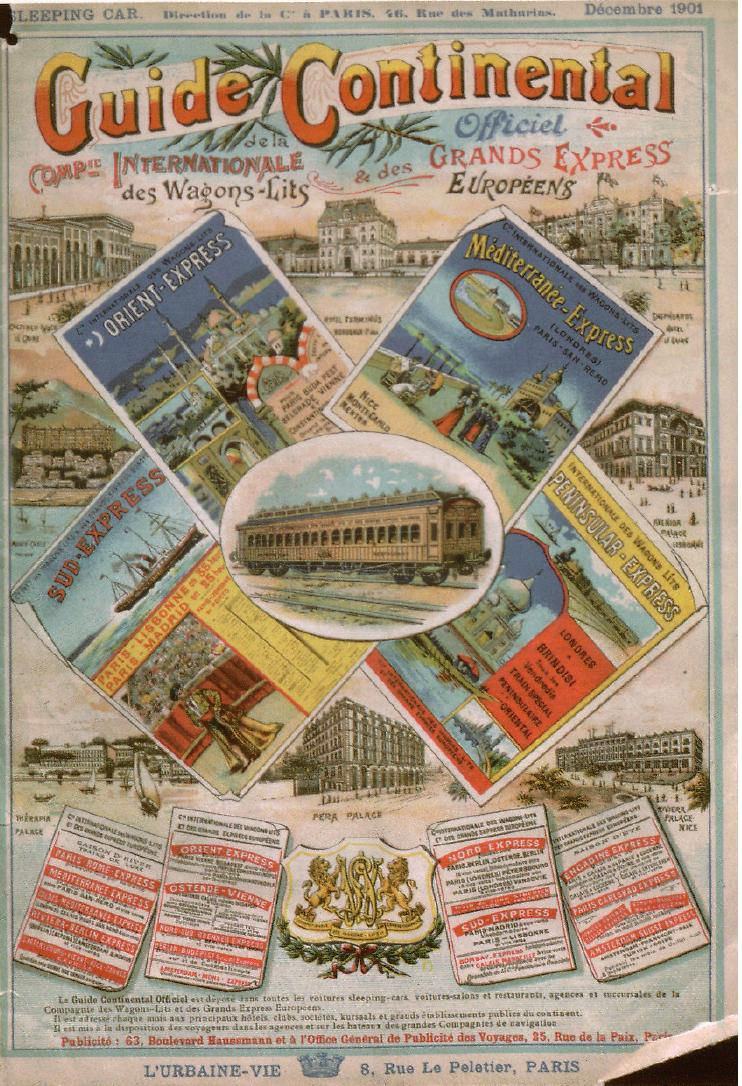
Guide Continental, Dezember 1901, Überblick über alle Luxuszüge der CIWL

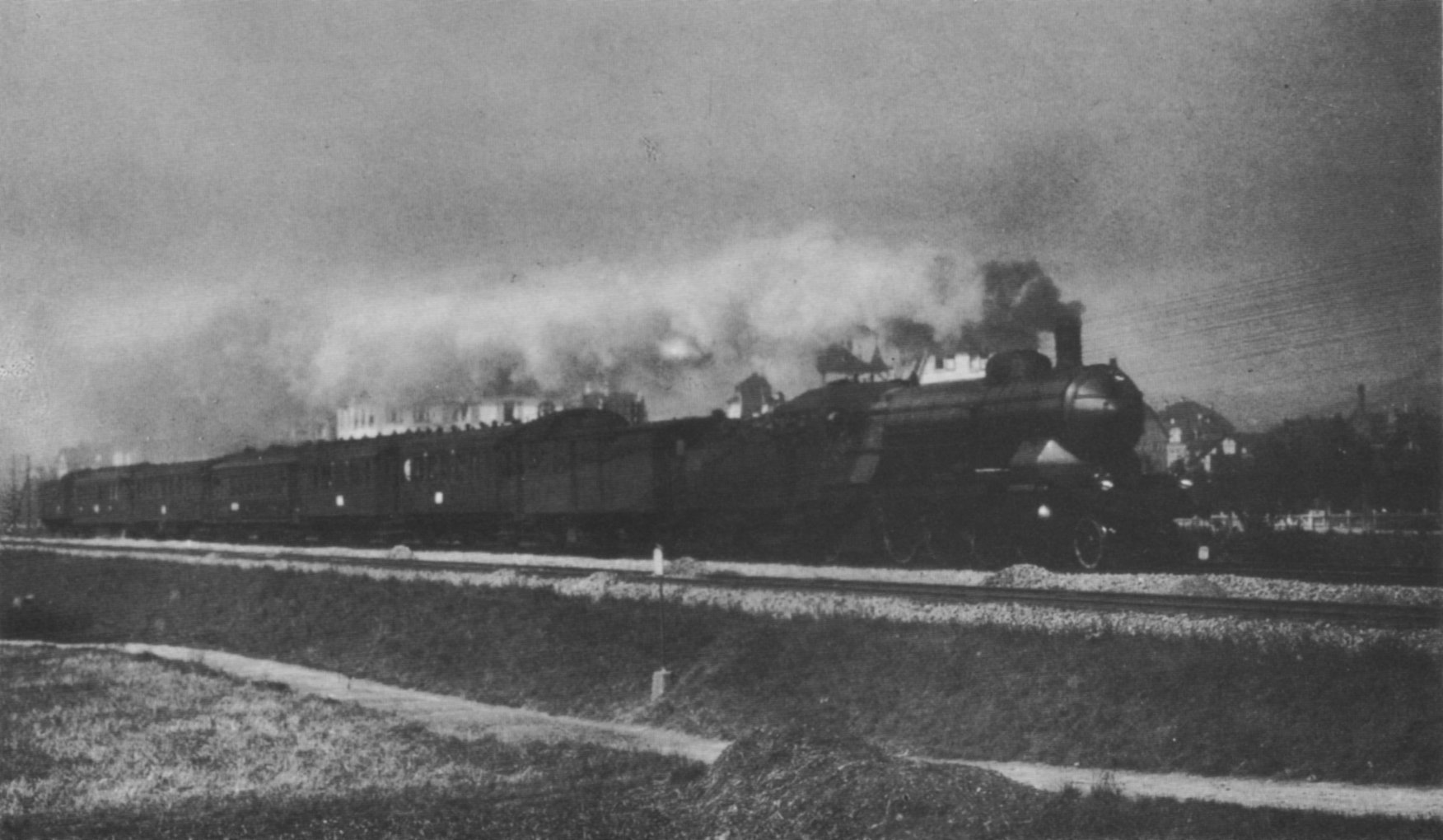
Der Orient-Express, bespannt mit Württembergischer Baureihe C, vor 1914

Die CIWL baute das Netz ihrer Luxuszüge nach der erfolgreichen Einführung des Orient-Express zügig aus. Zugleich war sie bemüht, den Orient-Express attraktiver zu machen. In Konstantinopel errichtete sie für ihre Kundschaft das Luxushotel Pera Palace, das den Fahrgästen des Orient-Express einen angemessenen Aufenthalt sichern sollte. Mit kurzen Grenzaufenthalten und wenigen Halten war der Orient-Express auf der Gesamtstrecke von Paris bis Konstantinopel 1914 im letzten Fahrplan vor Beginn des Ersten Weltkriegs über 18 Stunden schneller als die alternative Verbindung mit normalen Schnellzügen. Allerdings war nicht allein hohe Geschwindigkeit gefragt. Um dem zunehmenden Tourismus ins Salzkammergut gerecht zu werden, wurde der seit 1883 auf der kürzesten Strecke zwischen München und Linz über Simbach am Inn geführte Zug ab 1897 über die längere Strecke via Rosenheim und Salzburg geführt.
Der Orient-Express wurde bald um verschiedene Kurswagenläufe und Zubringerzüge ergänzt. Ab 1894 fuhr der ebenfalls als Luxuszug von der CIWL eingerichtete Ostende-Wien-Express als Zubringer mit abgestimmtem Fahrplan, so dass Fahrgäste von London mit Umsteigen in Wien den Orient-Express erreichen konnten. Auch über Calais und Paris gab es Zubringerzüge, die in Paris allerdings einen umständlichen Wechsel der Bahnhöfe erforderten. Der von der CIWL anlässlich der Pariser Weltausstellung 1889 eingeführte Luxuszug Club Train mit Salonwagen zwischen Calais und Paris (sowie einem britischen Pendant zwischen London und Dover) musste 1893 wegen ungenügender Nachfrage daher wieder eingestellt werden. Stattdessen wurden der Ostende-Wien-Express und der Orient-Express ab dem 1. Mai 1900 ab Wien Westbahnhof gemeinsam täglich bis Budapest geführt. Ab Budapest fuhr der Orient-Express zweimal pro Woche nach Bukarest und weiter über die 1890 eröffnete König-Karl-I.-Donaubrücke bei Fetești nach Constanța, wo Schiffsanschluss bestand. An drei anderen Wochentagen wurde die Route über Sofia nach Konstantinopel bedient. Allerdings gab es wiederholt aufgrund von Verspätungen Anschlussprobleme und bis 1909 wurden beide Züge in den Fahrplänen nur als Anschlussverbindungen geführt, obwohl die Kurswagenverbindung beibehalten wurde. Ab 1911 wurde das Fahrtenangebot nach Constanța und Konstantinopel um jeweils eine Fahrt mehr pro Woche aufgestockt.
Die Entscheidungen über Fahrtweg und Anzahl der Züge waren oft auch politisch umstritten. Die beteiligten Staaten und ihre Bahngesellschaften führten oft heftige Auseinandersetzungen, um die lukrativen Verbindungen über ihre Strecken zu führen. Die belgische SNCB versuchte beispielsweise, direkte Wagen von anderen Bahnhöfen der Kanalküste nach Wien in Konkurrenz zu Ostende zu verhindern, während sich Österreich-Ungarn gegen alle Pläne der CIWL stellte, einen Luxuszug über Triest hinaus auf einer im Vergleich zum Orient-Express wesentlich kürzeren und die Hauptstädte Wien und Budapest umgehenden Strecke durch die Donaumonarchie zu führen. Politische Auseinandersetzungen zwischen Nachbarstaaten spielten ebenfalls eine wesentliche Rolle. So wehrte sich angesichts der angespannten Beziehungen zwischen Ungarn und Rumänien die Ungarische Staatsbahn, die 1891 die ungarischen Strecken der (trotz ihres Namens privaten) Österreichisch-ungarischen Staatseisenbahngesellschaft übernommen hatte, seit Beginn vehement gegen weitere nach Rumänien fahrende Züge.
Die CIWL hatte einen Teil ihrer ersten Schlaf- und Speisewagen auf preußischen Strecken geführt, bis die Preußischen Staatseisenbahnen nach Übernahme der zuvor privaten Bahnen 1884 die Vertragsbeziehungen mit der CIWL beendeten. Seither lehnte die Preußische Staatsbahnverwaltung den Einsatz von Zügen und Wagenkursen der CIWL ab, die Einrichtung des Nord-Express konnte die CIWL erst 1896 nach elf Jahren und durch Ausnutzung der persönlichen Beziehungen zwischen den verschiedenen europäischen Herrscherhäusern durchsetzen. Erst 1900 wurde daher ein Luxuszug von Berlin nach Konstantinopel möglich. Zuvor gab es lediglich Züge und Kurswagen zwischen Berlin und Wien bzw. Budapest. Am 27. April 1900 fand die erste Fahrt des direkten Berlin-Budapest-Orient-Express statt, der anfangs täglich fuhr, aber schon bald nur mehr zweimal pro Woche verkehrte. Bereits 1902 wurde der Zug aufgrund geringer Nachfrage wieder eingestellt. 1906 erhielt der Orient-Express kurzzeitig einen direkten Schlafwagen Calais–Wien, der aber ebenfalls bald wieder eingestellt wurde. An diesen häufigen Wechseln zeigte sich, dass die reale Verkehrsbedeutung der Luxuszüge vergleichsweise gering war, auch wenn die CIWL durchaus Gewinne mit ihren Zügen, Schlaf- und Speisewagen machte. Zwar liegen keine exakten Statistiken vor, aber der Orient-Express der Vorkriegszeit soll bereits mit 14 Fahrgästen rentabel gewesen sein.

### Im Ersten Weltkrieg
Der Erste Weltkrieg zerschnitt mit seinen Fronten den Zuglauf und der Betrieb des Orient-Express musste eingestellt werden. Die französisch dominierte CIWL war den Mittelmächten ein Dorn im Auge, sie betrieben daher deren Ablösung. Als Ersatz und bewusste Konkurrenz wurde am 15. Januar 1916 der durch die MITROPA betriebene Balkanzug zwischen Berlin und Konstantinopel eingeführt, unter teilweiser Verwendung von beschlagnahmten und früher im Orient-Express eingesetzten Wagen der CIWL. Ein Teil des Zuges lief dabei ab Berlin Anhalter Bahnhof über Dresden, Prag und Wien, ein zweiter Teil über die Berliner Stadtbahn, Breslau und Oderberg. In Wien wurden Wagen aus München und zeitweise Straßburg beigestellt. Beide Zugteile fuhren dann ab Galanta vereint. Über Budapest, Belgrad und Sofia erreichte der Zug Istanbul.
Der Balkanzug führte durch das militärisch besetzte Serbien und verband so alle vier verbündeten Mittelmächte, das Deutsche Reich, Österreich-Ungarn, Bulgarien und das Osmanische Reich. Dieser Zug führte auch die damalige zweite Wagenklasse und normale Sitzwagen. Mit dem Ausscheiden Bulgariens aus dem Weltkrieg verkehrte der Balkanzug am 15. Oktober 1918 zum letzten Mal.

### Zwischen den Weltkriegen

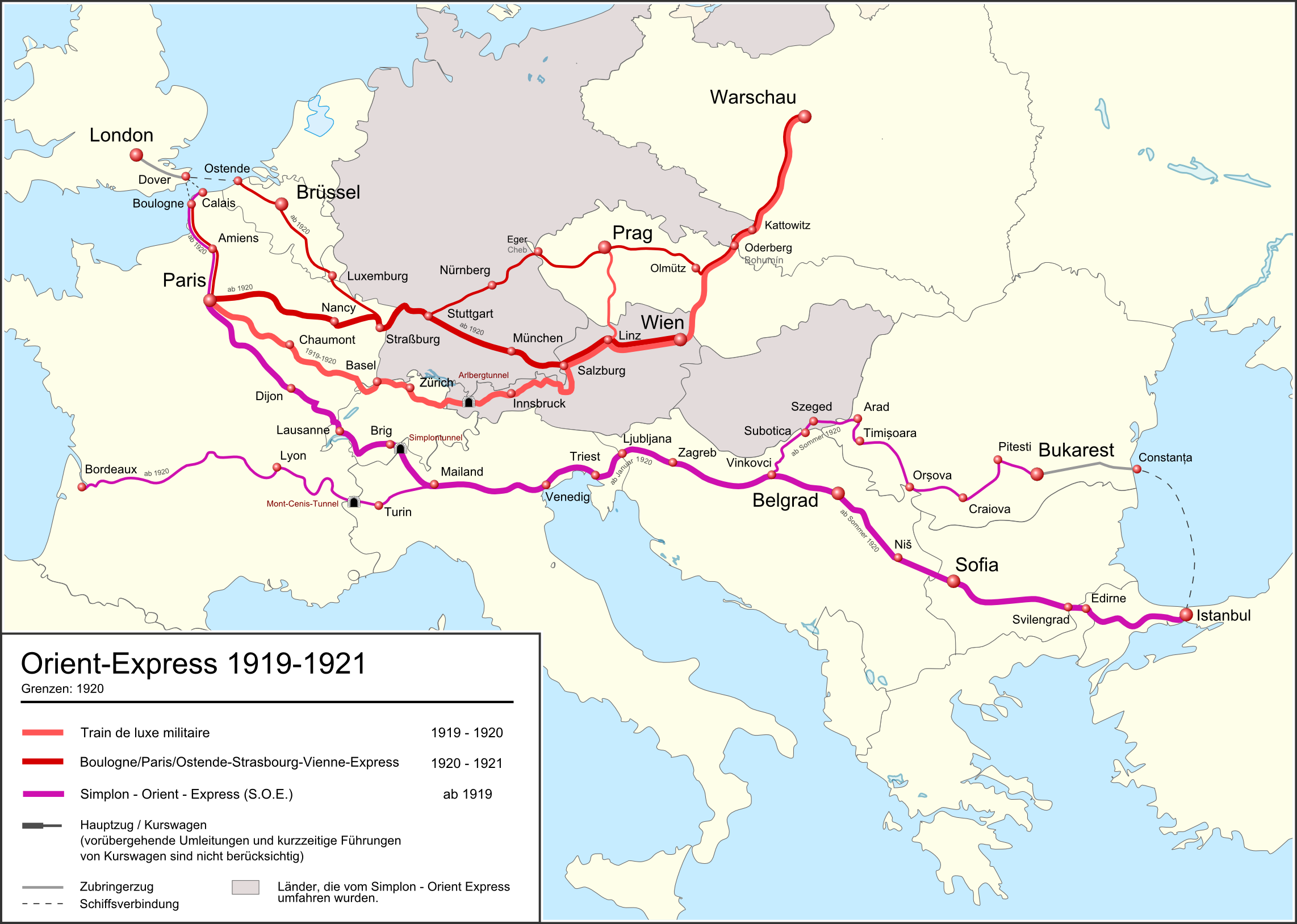
Train de luxe militaire und Simplon-Orient-Express von 1919 bis 1921

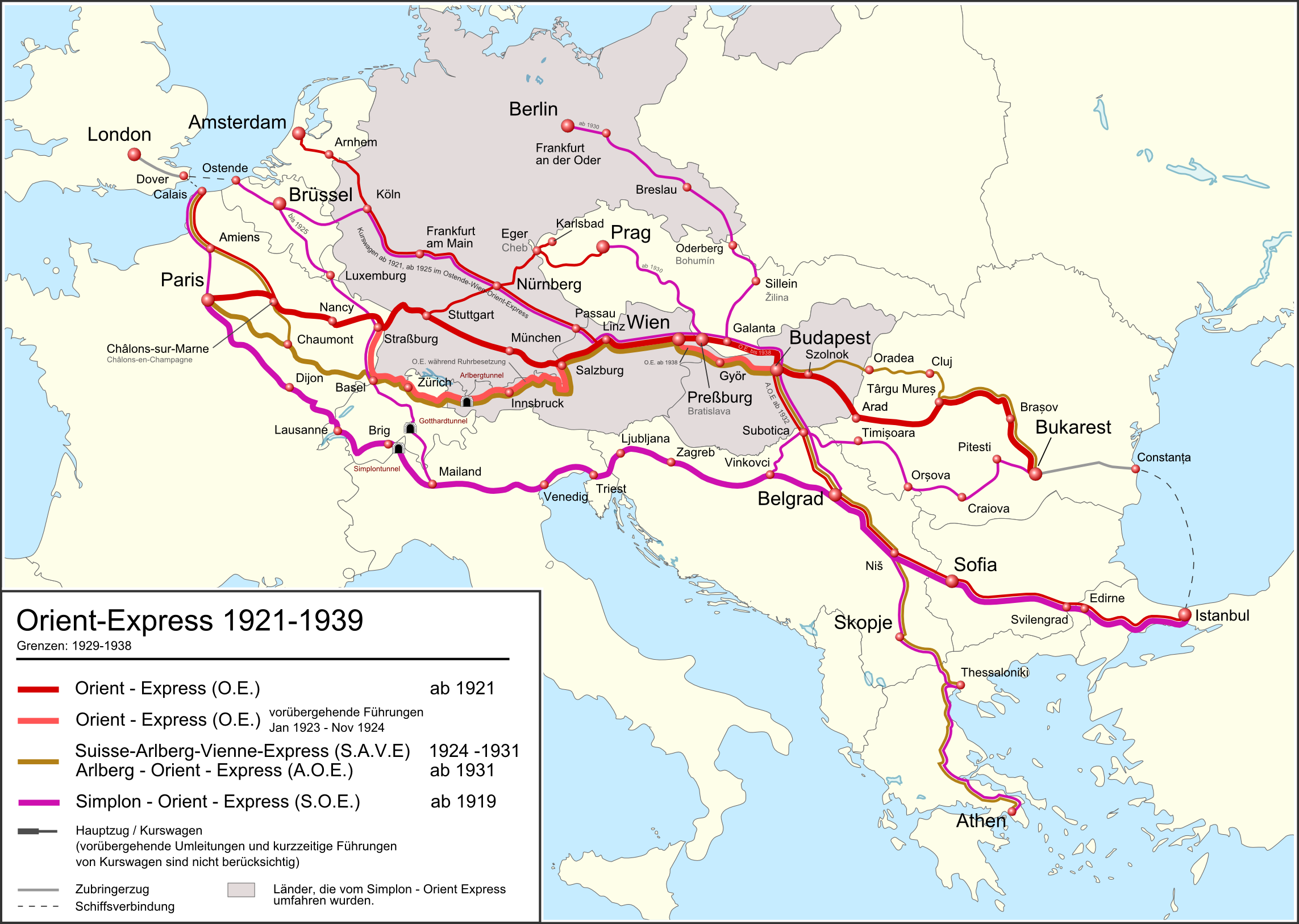
Die Zugläufe des Orient-Express-Systems von 1921 bis 1939

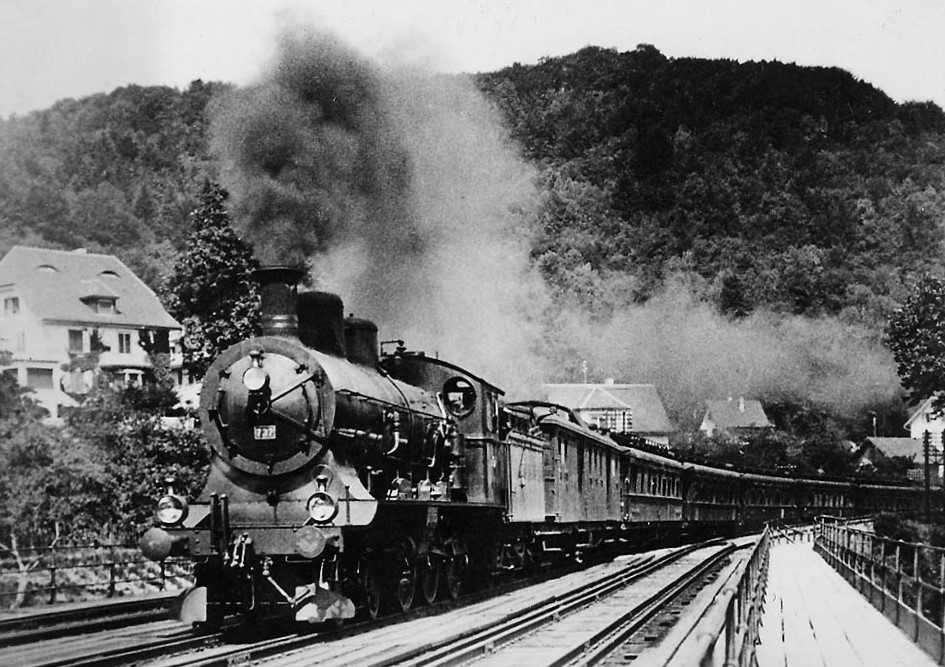
Train de luxe militaire bei Wettingen in der Schweiz

Nach Kriegsende erhielt die CIWL ihre beschlagnahmten Wagen zurück, soweit diese den Krieg überstanden hatten. Um eine Verbindung zwischen Frankreich und den neu errichteten mittel- und osteuropäischen Staaten des Cordon sanitaire zu erhalten, wurde ab Februar 1919 mit Wagen der CIWL ein sogenannter Train de luxe militaire eingerichtet, der zunächst ausschließlich für hohe Militärs der Alliierten und Politiker reserviert war, aber ab dem 20. Juni 1920 auch für zivile Reisende freigegeben war. Er wurde nicht auf der früheren Route des Orient-Express durch Süddeutschland geführt, sondern über die Schweiz und die Arlbergbahn nach Wien und weiter nach Warschau. Kurswagen nach Prag wurden in Linz abgesetzt.
Als ein Ergebnis der Pariser Friedenskonferenz 1919 und der begleitenden Verhandlungen wurde die Hauptachse des Verkehrs nach Südosteuropa von der bisherigen Route des Orient-Express über Süddeutschland und Wien auf die Verbindung über den Simplontunnel, Oberitalien und Triest verlagert, den Simplon-Orient-Express. Die zunehmende Nachfrage führte allerdings bald zur Wiedereinrichtung einer Luxuszugverbindung auch auf der klassischen Route des Orient-Express. Dessen kurzzeitige Verlagerung auf die Arlbergbahn während der Ruhrbesetzung 1923 hatte schließlich die Etablierung eines weiteren Luxuszuges durch die Alpen zur Folge, der ab 1932 als Arlberg-Orient-Express bezeichnet wurde.
In den 1920er Jahren wechselten die Züge und Kurswagen mehrfach, die CIWL probierte teilweise andere Zugläufe und Bezeichnungen aus. Einbezogen waren darin unter anderem Züge wie der Ostende-Wien-Express (auch als Ostende-Wien-Orient-Express oder Ostende-Orient-Express bezeichnet) oder der Paris-Karlsbad-Express. Um den Simplon-Orient-Express herum wurde ein ganzes System von Luxuszügen mit verschiedenen Kurswagenläufen aufgebaut. Ab 1932 bestand schließlich ein System aus drei verschiedenen Zugläufen, alle ausgehend von Paris, das bis zu Beginn des Zweiten Weltkrieges Bestand hatte.

#### Der Simplon-Orient-Express

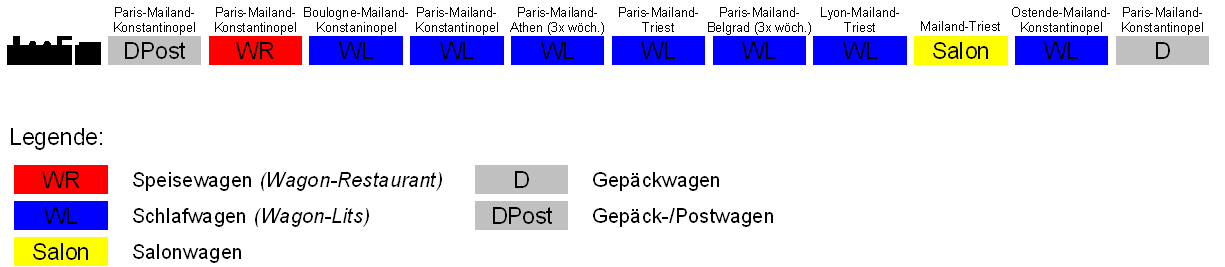
Zugbildung des Simplon-Orient-Express 1921 (Abschnitt Mailand-Triest)

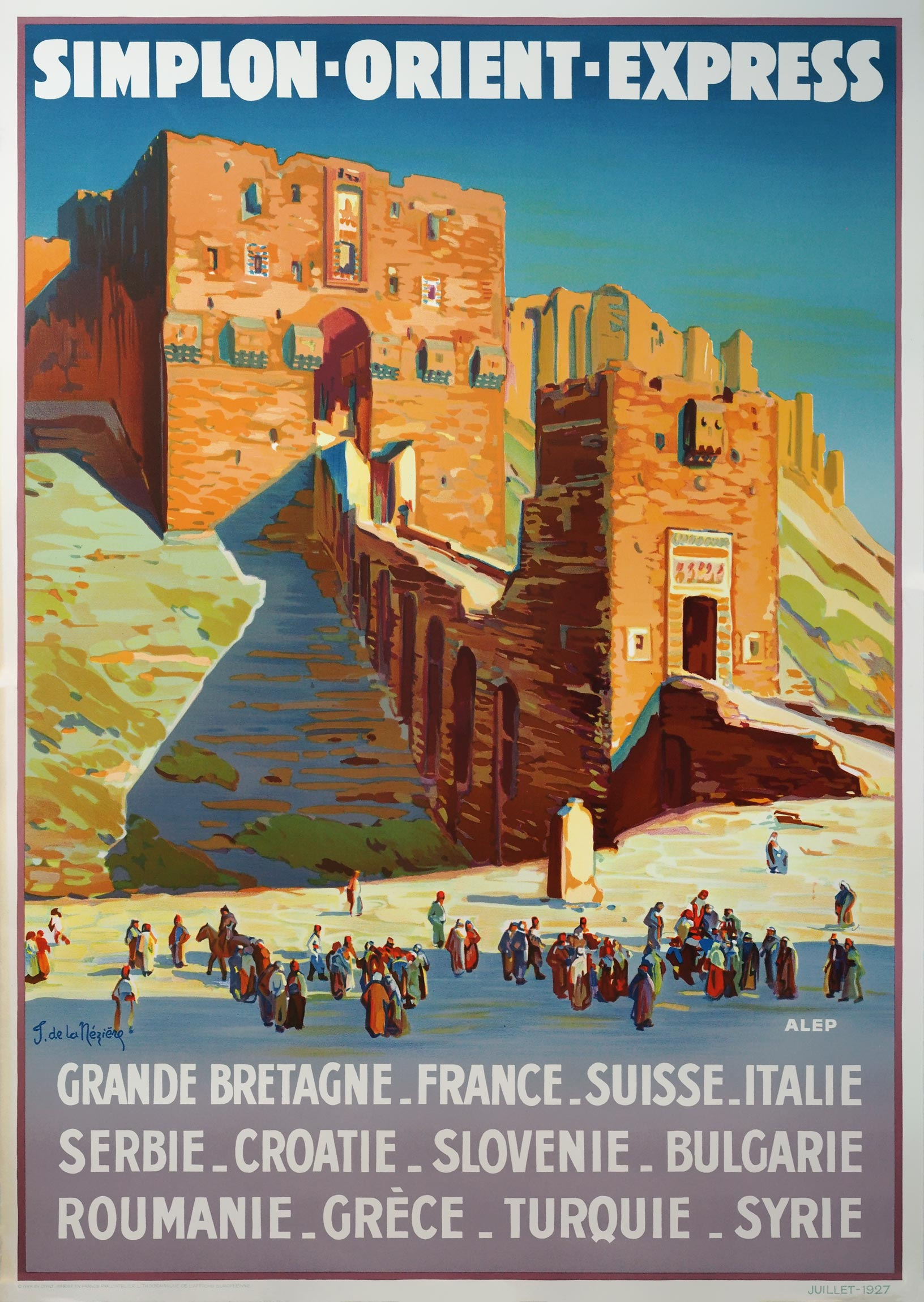
Werbeplakat für den Simplon-Orient-Express

Parallel zur Pariser Friedenskonferenz verhandelten die Ententemächte über die Wiedereinführung des Orient-Express. Einigkeit bestand, dass die besiegten Staaten, vor allem das Deutsche Reich, vom wichtigen Verkehr nach dem vorderen Orient und dem Balkan ausgeschlossen werden sollten. Am 22. August 1919 wurde zwischen Frankreich, Belgien, Großbritannien, Italien, Rumänien, Griechenland und Jugoslawien eine entsprechende Konvention unterzeichnet, die für zehn Jahre alle direkten Zug- oder Wagenläufe durch Deutschland und über Wien hinaus nach Südosteuropa ausschloss. Auch die Niederlande und die Schweiz, die im Weltkrieg neutral geblieben waren, traten der Konvention bei. Die CIWL war anfangs vom Erfolg des Zuges nicht überzeugt. Sie übernahm auf Druck der Entente-Mächte die Betriebsführung, kündigte aber an, einen Ausgleich für die erwarteten Verluste zu fordern.
Bereits vor Abschluss der Konvention verkehrte am 11. April 1919 erstmals der Simplon-Orient-Express von Paris über die Schweiz, den Simplontunnel und Mailand nach Triest. Anschlusszüge sicherten die Verbindung über Zagreb bis Belgrad. Damit umging der Zug nicht nur das besiegte Deutschland, sondern auch Österreich und Ungarn. Ab Januar 1920 fuhr der Simplon-Orient-Express durchgehend bis Belgrad und im Sommer des gleichen Jahres bis Istanbul sowie mit Kurswagen nach Bukarest. Ein Vorgänger dieses Zuges verkehrte bereits ab 1906 als Simplon-Express durch den in diesem Jahr in Betrieb genommenen Tunnel bis Mailand und später Venedig, zuletzt ab 1912 bis Triest. Eine Weiterführung in Richtung Balkan war, wie bereits erwähnt, vor dem Krieg von Österreich-Ungarn abgelehnt worden.
Ebenfalls ab 1920 begann der Simplon-Orient-Express seine Fahrt bereits in Calais, meist allerdings in Kombination mit anderen CIWL-Zügen. Ein Jahr später erhielt der Zug auch einen Schlafwagen nach Athen, das damit erstmals eine umsteigefreie Bahnverbindung nach Westeuropa erhielt. Um Belgien einen Anschluss an den Zug zu gewährleisten, wurde ein Kurswagen von Ostende über Brüssel und Straßburg nach Istanbul eingeführt, der den Simplon-Orient-Express in Mailand erreichte. Dieser Kurswagen durchfuhr insgesamt neun Länder, er wurde allerdings nach wenigen Jahren 1925 wieder eingestellt. Der Versuch eines 1920 eingeführten Zugteils von Bordeaux und Lyon nach Mailand war bereits 1921 wieder mangels Nachfrage beendet worden. 1927 richtete die CIWL den Anatolien-Express als Schlafwagenzug zwischen Istanbul und der neuen türkischen Hauptstadt Ankara ein, der Fahrplan war so gestaltet, dass Reisende des Simplon-Orient-Express mit Schiffen unter Regie der CIWL direkten Anschluss im Bahnhof Istanbul Haydarpaşa erhielten. Ab 1930 bestand zudem Anschluss an den Taurus-Express nach Aleppo und Rayak, der ebenfalls unter Regie der CIWL betrieben wurde.
Der Simplon-Orient-Express fuhr als einziger Zug des Orient-Express-Systems der Zwischenkriegszeit täglich. In Paris verkehrte er abends ab dem Gare de Lyon, wo die mit dem Flèche d’Or kommenden Kurswagen von Calais zugestellt wurden. Über Lausanne erreichte er Brig und durchfuhr nachts den namensgebenden Simplontunnel. Weiter verkehrte er am nächsten Morgen über Mailand und Venedig nach Triest. Hinter Triest begann die zweite Nachtstrecke, die über Ljubljana, Zagreb und Vinkovci nach Belgrad führte. In Vinkovci wurde der Zugteil nach Bukarest ausgesetzt, der dorthin unter Umgehung ungarischen Gebiets über Subotica und Timișoara geführt wurde. Durchlaufende Wagen bis Constanța, wie sie vor dem Krieg existierten, wurden allerdings nicht mehr eingeführt. Als Ersatz verkehrte ab 1933 ein CIWL-Zug mit Pullman- und Speisewagen von Bukarest nach Constanța, der nach dem rumänischen König Carol I. als Fulgur Regele Carol I. bezeichnet wurde.
Der Hauptteil des Zuges wurde in Belgrad je nach Verkehrstagen durch Kurswagen des Orient-Express sowie aus Berlin, Ostende oder Prag verstärkt, die mit einem Nachtzug aus Budapest kamen, während die Wagen nach Athen an einen normalen Schnellzug abgegeben wurden. Der Simplon-Orient erreichte schließlich über Sofia und Svilengrad die Türkei, nach der dritten Nacht wurde am nächsten Morgen der Bahnhof Istanbul Sirkeci erreicht.
Parallel zum Simplon-Orient-Express verkehrte ab 1921 als Direct Orient ein normaler Schnellzug Paris–Triest, der auch Sitzwagen führte.
Bei seiner Einführung war der Simplon-Orient-Express aufgrund der nach dem Krieg heruntergewirtschafteten Strecken und der zeitraubenden, gegenüber der Vorkriegszeit erheblich ausgeweiteten Pass-, Zoll- und Devisenkontrollen eine Nacht und einen Tag länger unterwegs als der Orient-Express im letzten Friedensfahrplan von 1914. 1930 hatte er fast wieder die Fahrtzeit von 1914 erreicht. In den Folgejahren gelang es, ihn weiter zu beschleunigen und 1939 benötigte der Simplon-Orient nur noch etwa 56 Stunden, eine Fahrtzeit, die für die Strecke Paris–Istanbul nach dem Zweiten Weltkrieg erst wieder 1974 erreicht wurde.

#### Der Orient-Express

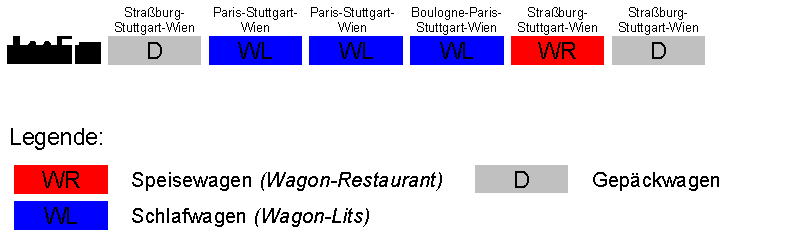
Zugbildung des Orient-Express 1921 (Abschnitt Stuttgart-München)

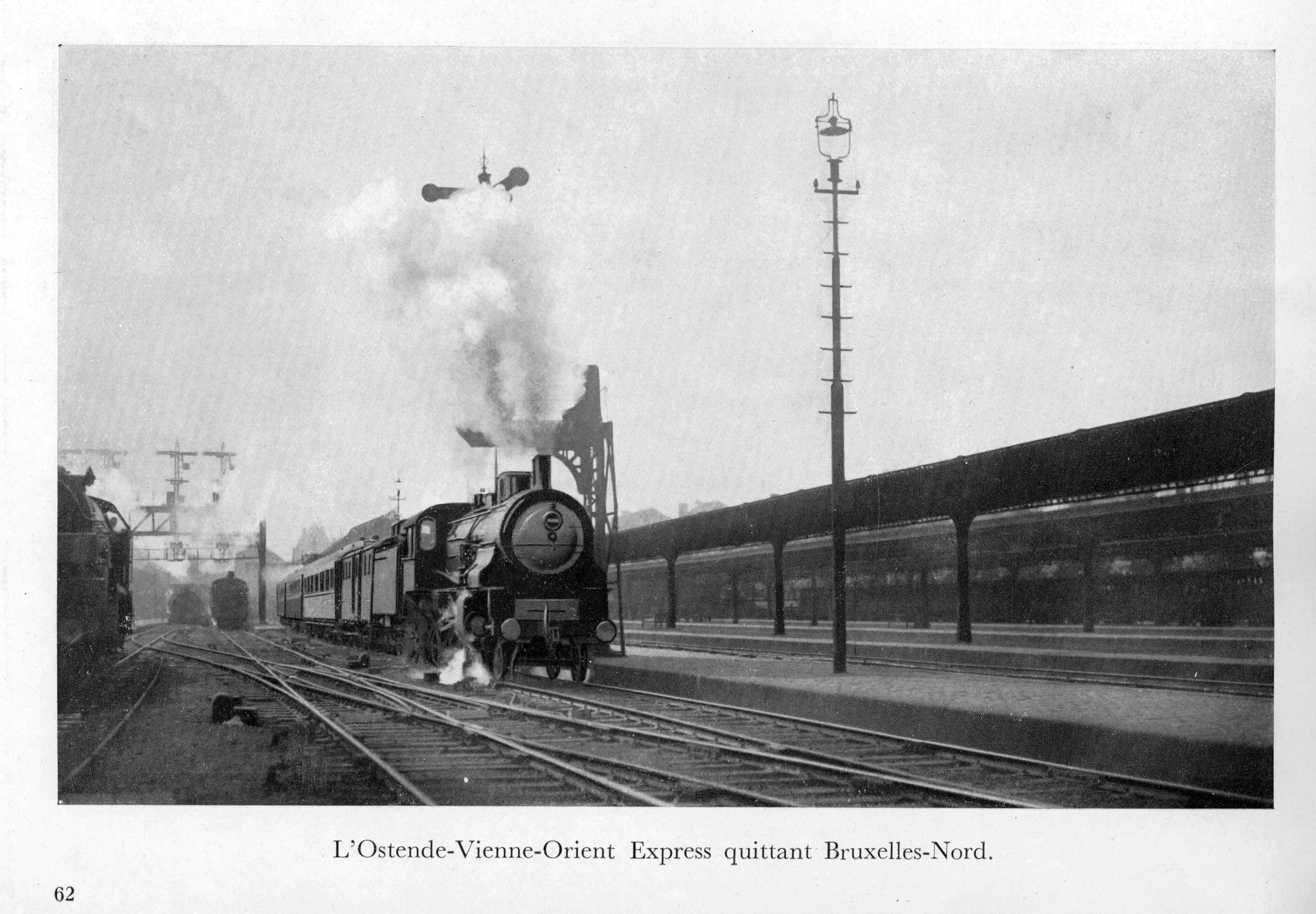
Der Ostende-Wien-Orient-Express mit Kurswagen nach Bukarest und Istanbul im Brüsseler Nordbahnhof Ende der 1920er Jahre

Der Friedensvertrag von Versailles legte in Artikel 367 fest, dass internationale Züge durch die Deutsche Reichsbahn entsprechend den Anforderungen der Siegermächte und mindestens mit der Geschwindigkeit der besten innerdeutschen Züge auf den jeweiligen Strecken zu befördern waren. Unter Ausnutzung dieser Klausel wurde der Train de luxe militaire 1920 für Normalreisende freigegeben und auf seiner herkömmlichen Route über Straßburg und München geführt. Zur Unterscheidung vom Simplon-Orient-Express wurde der Zug über Süddeutschland zunächst als Calais/Boulogne/Paris/Ostende-Strasbourg-Vienne-Express bezeichnet. Ein Flügel dieses Zuges fuhr ab Straßburg als Calais/Boulogne/Paris/Ostende-Prague-Varsovie-Express bis nach Warschau. Nachdem auf Basis des Artikels 367 ab 1921 wieder direkte Schlafwagen Paris–Köln–Berlin–Warschau eingeführt wurden, ging die Benutzung des Warschauer Zugteils rapide zurück und der Zuglauf wurde auf Prag beschränkt. Ab dem Sommerfahrplan 1921 erhielt der Zug seinen traditionellen Namen zurück und wurde von Wien über Bratislava und Budapest bis nach Bukarest verlängert. Allerdings verkehrte er abweichend von der Vorkriegsroute nicht mehr über Szeged und Timișoara, sondern über Arad, da die alte Strecke seit Kriegsende auf einem kurzen Abschnitt durch Jugoslawien lief. Entsprechend der Konvention von 1919 gab es keine Wagen von Paris nach Istanbul, nur kurzzeitig verkehrte ein Schlafwagen von München nach Istanbul.
Im Januar 1923 wurde der Orient-Express durch Deutschland infolge der Ruhrbesetzung wieder eingestellt und auf die Arlbergstrecke verlagert. Erst ab 30. November 1924 verkehrte der Orient-Express wieder durch Süddeutschland, allerdings nur mit Wagen bis Bukarest. Erst 1932, zwei Jahre nachdem die 1920 abgeschlossene Konvention abgelaufen war, erhielt der Orient-Express wieder einen Schlafwagen Paris–Istanbul, der allerdings aufgrund schwacher Nachfrage von 1933 bis 1935 nur bis Belgrad lief.
Der Orient-Express über die klassische Route via Straßburg–Stuttgart–München verkehrte nur an drei Wochentagen, im letzten Fahrplan vor dem Krieg jeweils dienstags, donnerstags und samstags. Trotz der schlechten Nachfrage beantragte die Deutsche Reichsbahn auf der Fahrplankonferenz 1938 eine Ausweitung des Orient-Express durch Einführung eines täglichen Verkehrs. Die CIWL und die übrigen beteiligten Bahngesellschaften lehnten dies allerdings ab. Die Fahrplanlage dieses jeweils abends gegen 20 Uhr vom Gare de l’Est verkehrenden Zuges war über Jahrzehnte die Basis für fast den gesamten Schnellzugverkehr in Mitteleuropa. Nicht nur die französischen Bahnen, auch alle anderen mitteleuropäischen Bahnverwaltungen orientierten sich an der Fahrplanlage dieses Zuges. Anders als der Simplon-Orient-Express bekam der Orient-Express seine Kurswagen von Calais nicht bereits in Paris, sondern erst in Châlons-sur-Marne beigestellt, wohin sie von der Kanalküste ein normaler Schnellzug gebracht hatte. Über Straßburg und Karlsruhe erreichte der Orient-Express Stuttgart, wo am frühen Morgen Kurswagen nach Karlsbad und Prag als Paris-Karlsbad-Prag–Express abgehängt wurden. Vor dem Ersten Weltkrieg war diese Verbindung mit einem eigenen Zug direkt ab Paris bedient worden.
Gegen Mittag erreichte der Orient-Express nach seiner Fahrt über München und Salzburg Linz, wo Kurswagen aus dem Ostende-Wien-Express zugestellt wurden. Über Wien Westbahnhof und Bratislava (nur bis 1938, ab dann direkt über Hegyeshalom) erreichte der Zug am Abend den Budapester Ostbahnhof. Dort wechselten die Kurswagen nach Istanbul in einen normalen Nachtzug nach Belgrad, wo sie dem Simplon-Orient-Express beigestellt wurden. Der Hauptteil des Zuges fuhr während der Nacht über Szolnok, Arad und Sighișoara nach Bukarest, das er gegen Mittag erreichte.

#### Der Arlberg-Orient-Express

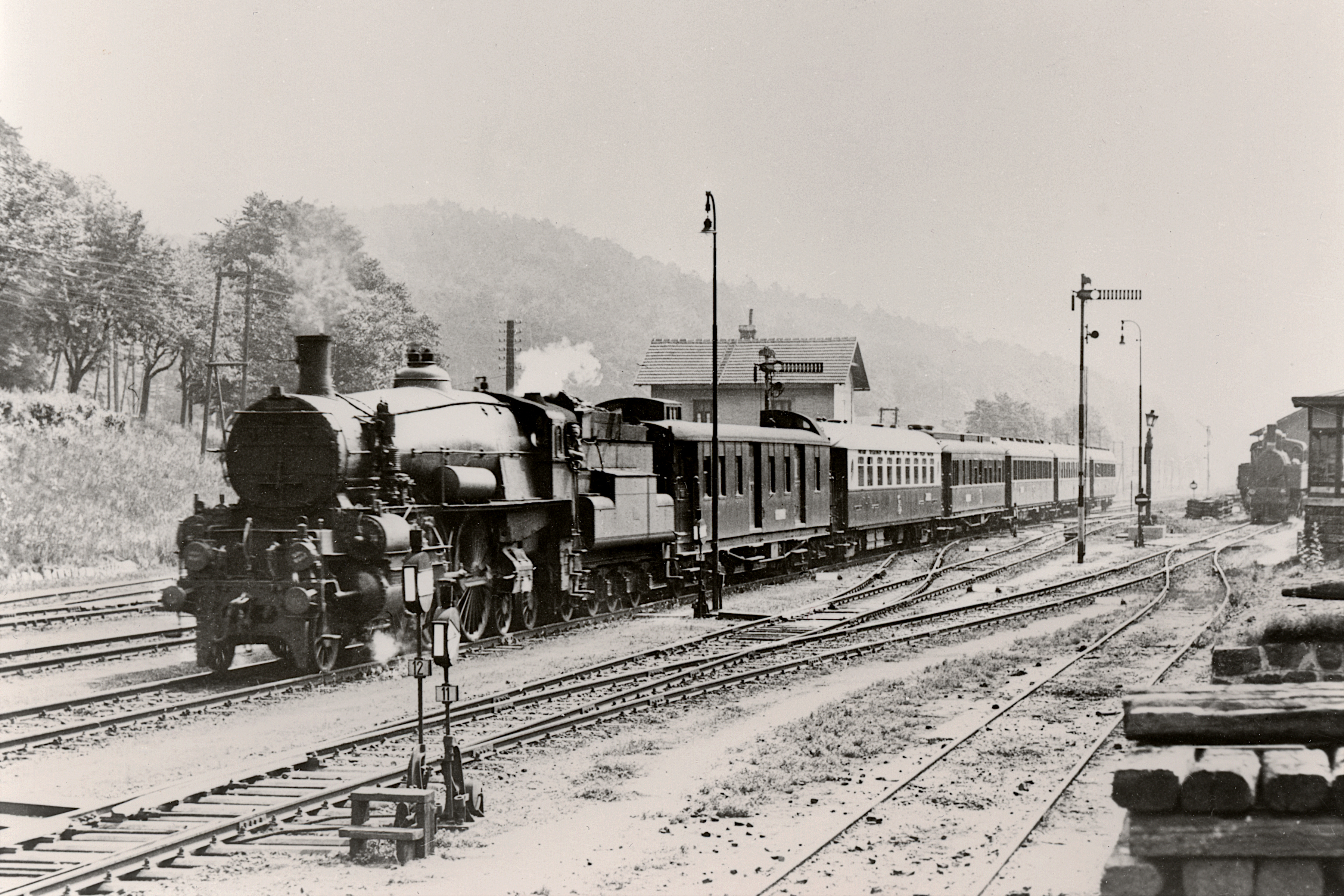
Der Arlberg-Orient-Express passiert am 9. Juni 1930 den Bahnhof Rekawinkel auf der österreichischen Westbahn, gezogen von 310.30, als zweiter Wagen hinter der Lokomotive der Pullman-Wagen nach Basel

Nachdem der Orient-Express nach Ende der Ruhrkrise ab November 1924 wieder über Süddeutschland fuhr, führte die CIWL auf der Umleitungsstrecke neu den Suisse-Arlberg-Vienne-Express ein. Sowohl der zunehmende Tourismus in die Alpen als auch die Anbindung der Bankenmetropole Zürich hatten dem umgeleiteten Orient-Express eine gute Nachfrage beschert, die nun eine dauerhafte Verbindung rechtfertigte. Ab 1926 führte der Suisse-Arlberg-Vienne-Express in der Schweiz und Österreich auch Schlafwagenplätze zweiter Klasse und wurde daher in den Fahrplänen nicht mehr als Luxuszug, sondern lediglich als Schlafwagenzug bezeichnet. 1927 erhielt der Zug einen Kurswagen nach Bukarest. Im Sommer 1930 bekam er zwischen Basel und Wien einen Pullman-Salonwagen beigestellt, der sich aber nicht rentierte und nach Ende des Sommerfahrplans wieder aus der Zuggarnitur verschwand. Ab Sommerfahrplan 1931 fuhr er, nunmehr umbenannt, als Arlberg-Orient-Express bis nach Budapest. Zugleich erhielt er wieder die Zuggattung Luxuszug, da aufgrund der Weltwirtschaftskrise und der nachlassenden Auslastung auch in den anderen Luxuszügen der CIWL die zweite Klasse eingeführt wurde. Geschäftsführende Verwaltung war bis 1932 die Chemins de fer de l’Est, ab da die SBB.
Der Arlberg-Orient-Express fuhr komplementär zum Orient-Express ebenfalls an drei Wochentagen zur gleichen Zeit ab dem Gare de l’Est, jeweils montags, mittwochs und freitags. Zugleich führte er seit 1925 als Oberland-Express Kurswagen nach Interlaken und als Engadin-Express Kurswagen nach Chur. Diese Zweigzüge behielt der Zug auch nach seiner Umbenennung. Wie der Orient-Express führte der Arlberg-Orient-Express Kurswagen aus Calais, die in Chaumont zugestellt wurden. Nach der Nachtfahrt über Basel, Zürich-Enge und Sargans erreichte der Zug am nächsten Morgen die namensgebende Arlbergbahn. Bereits vor dem Krieg hatte der Tourismus nach Österreich eine große Bedeutung, der Zug bediente daher wichtige Fremdenverkehrsorte wie St. Anton am Arlberg und Kitzbühel. Über die Giselabahn wurde Salzburg erreicht.
Ab dem Winterfahrplan 1936 verkehrte zusätzlich an den Tagen, an denen der Arlberg-Orient-Express nicht fuhr, der Tirol-Express in der gleichen Fahrplanlage, allerdings nur zwischen Paris und Salzburg. Damit gab es einen täglichen Luxuszug von Paris bzw. der Kanalküste in die Tiroler Wintersportorte. Ein wesentlicher Auslöser für die gestiegene Nachfrage und die Einführung des Tirol-Express war der Winterurlaub, den der damalige Prince of Wales und spätere König Edward VIII. 1935 in Kitzbühel verbracht hatte.
Anders als der Orient-Express übernahm der Arlberg-Orient-Express keine Kurswagen aus dem Ostende-Wien-Express. Der Arlberg-Orient-Express verkehrte wie der Orient-Express über Wien Westbahnhof nach Budapest, er endete aber dort und fuhr zudem abweichend über Hegyeshalom und nicht über Bratislava. Kurswagen führte er nur nach Athen und Bukarest (über Oradea, nicht über Arad), aber nicht nach Istanbul. Ein Antrag der SBB zur Führung eines Schlafwagens bis nach Istanbul hatte auf der Fahrplankonferenz 1934 keinen Erfolg.

### Im Zweiten Weltkrieg
Mit Ausbruch des Zweiten Weltkriegs wurden der durchgehende Orient-Express über Süddeutschland und der Arlberg-Orient-Express über das damals deutsche Österreich eingestellt. Der Orient-Express fuhr noch bis Mai 1940 auf der Strecke München–Bukarest, für Reisende aus der Schweiz gab es einen Kurswagen aus Zürich. Die Bewirtschaftung übernahm die Mitropa. Auch der Simplon-Orient-Express verkehrte bis kurz vor Kriegseintritt Italiens gegen Ende des Westfeldzugs im Mai/Juni 1940 durchgehend. Bis April 1941 verblieb er noch auf dem Abschnitt Lausanne–Istanbul.
Angesichts des Kriegszustands bemerkenswert war, dass der Simplon-Orient-Express noch bis zum 25. Mai 1940 ab Belgrad CIWL-Kurswagen aus Berlin führte. Zwischen Belgrad und Istanbul waren damit Wagen aus Paris wie aus Berlin in einem Zug vereint, mithin den Hauptstädten zweier miteinander im Kriegszustand befindlichen Länder.
Ab April 1941 – ein genaues Datum ist nicht bekannt – musste die CIWL nach Beginn des Balkanfeldzugs den Simplon-Orient-Express auch auf seinem restlichen Laufweg einstellen. Alle Kurse im deutschen Machtbereich waren an die MITROPA abzutreten, die Schlafwagenläufe von Berlin nach Belgrad, Athen und Sofia sowie von Paris nach Budapest über München und Wien einrichtete. Inoffizieller Nachfolger des Orient-Express wurde der D 148/147, der Schlafwagenkurse der MITROPA von Berlin über Wien bis Sofia sowie von Paris über München bis Budapest führte. Die CIWL blieb allerdings in Italien und der Türkei aktiv und führte bis 1943 Kurswagen von Rom und Turin nach Belgrad und Sofia. Die Verbindung in die Türkei war nur mehr mit Umsteigen in Sofia und an der Grenze in Svilengrad möglich. Mit dem Sturz Mussolinis 1943 endeten die CIWL-Wagenläufe und 1944 beendete auch die MITROPA ihre Schlafwagenläufe in Richtung Balkan.

### Nach dem Zweiten Weltkrieg

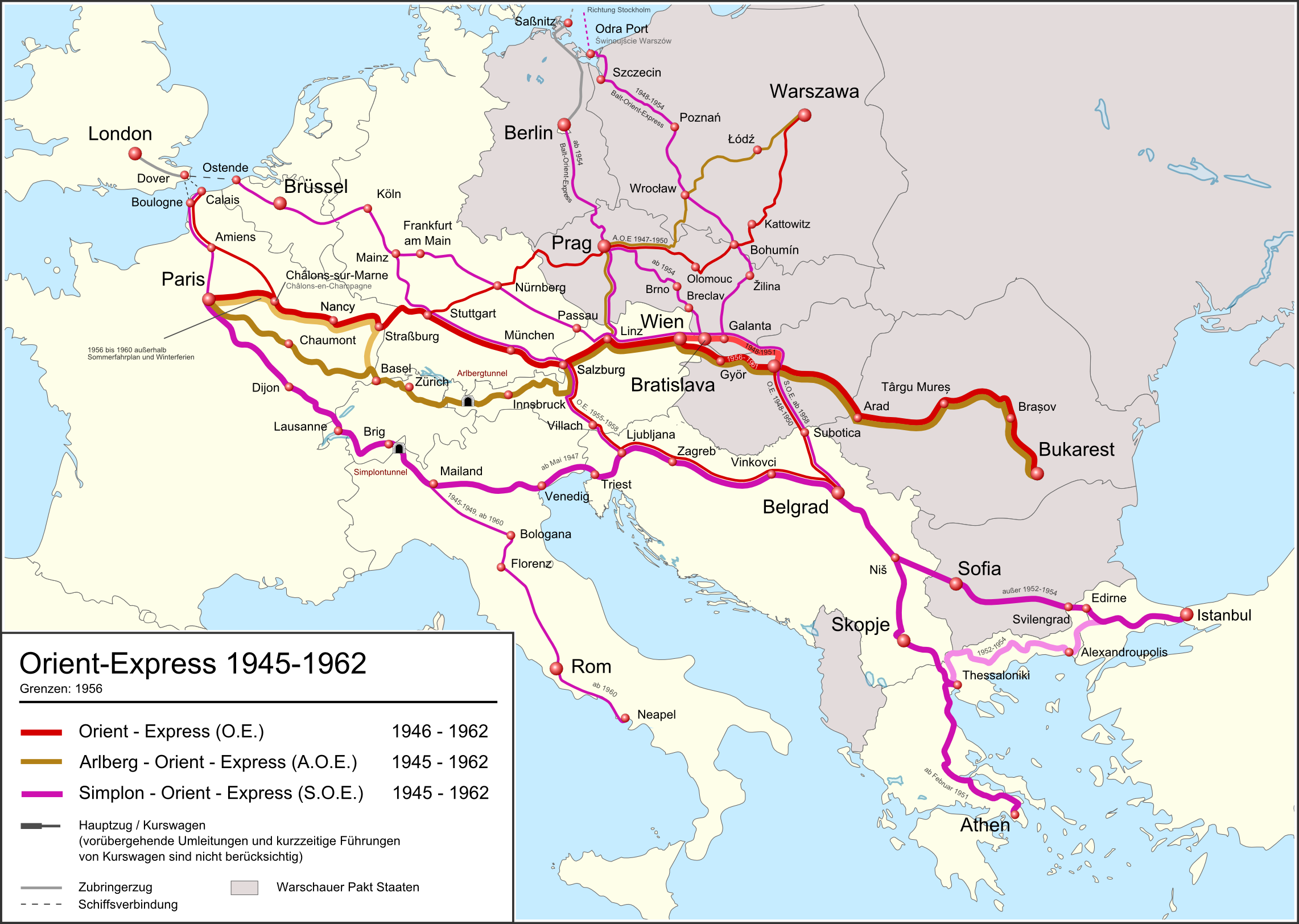
Die Züge des Orient-Express-Systems von 1945 bis 1962

#### Die Folgen des Eisernen Vorhangs

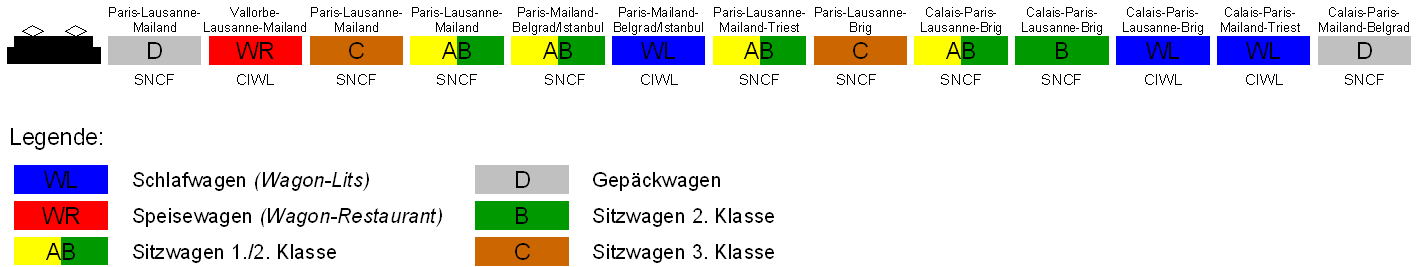
Zugbildung des Simplon-Orient-Express 1949 (Abschnitt Lausanne-Brig)

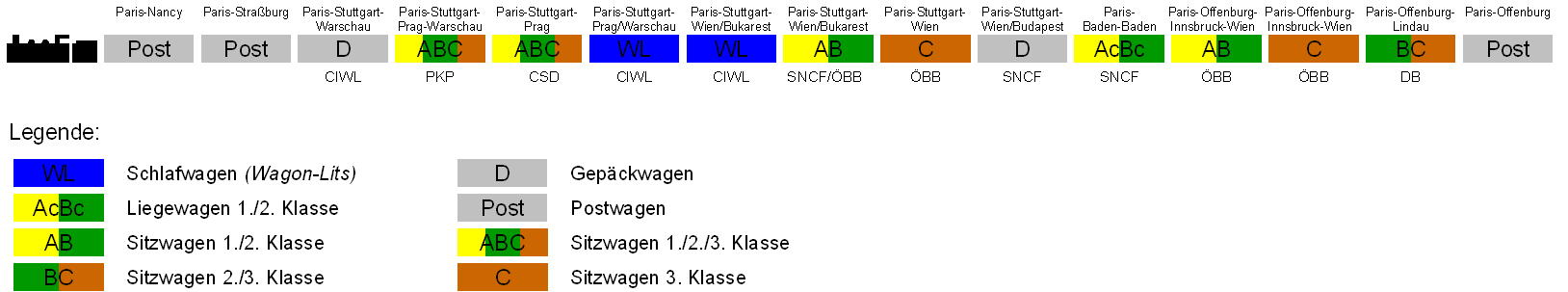
Zugbildung des Orient-Express 1950 (Abschnitt Paris-Nancy)

Nach dem Ende des Zweiten Weltkriegs verkehrten der Simplon-Orient-Express, der Orient-Express und der Arlberg-Orient-Express wieder, beginnend ab September 1945. Allerdings führten alle Züge auch normale Sitzwagen und wurden ab 1950 nicht mehr als Luxuszüge der CIWL, sondern als normale Schnellzüge der beteiligten Bahnverwaltungen eingestuft. Süddeutsche Eisenbahner bezeichneten den Orient-Express allerdings noch in den 1970er-Jahren umgangssprachlich als „Lux“. Die CIWL beschränkte sich auf den Betrieb der Schlaf- und Speisewagen. Zunächst wurden ab September 1945 der Arlberg-Orient- und ab November des gleichen Jahres der Simplon-Orient-Express wieder eingeführt, der Orient-Express verband erst seit dem 1. April 1946 wieder Paris mit Stuttgart, München und Wien.
Alle drei Züge konnten nur schrittweise auf ihre früheren Routen zurückkehren, zerstörte Strecken und Brücken sowie der Mangel an Kohle verhinderten eine schnelle Rückkehr zum Vorkriegsstand. Hinzu kamen bis 1949 die Auswirkungen des Griechischen Bürgerkriegs und die Folgen der kommunistischen Machtübernahme in den osteuropäischen Staaten. Der Simplon-Orient-Express fuhr zunächst nur zwischen Paris und Venedig, erst ab 1947 konnte er wieder bis Istanbul verkehren. Geplant war sogar ein direkter Anschluss an einen Zug ab Istanbul Haydarpaşa bis nach Kairo, nachdem 1946 eine durchgehende Eisenbahnverbindung zwischen der Türkei und Ägypten fertiggestellt worden war. Ab 1947 fuhr der Arlberg-Orient-Express wieder bis Bukarest und führte einen Schlafwagen nach Warschau. Ab 1948 bediente der Orient-Express ebenfalls seine Vorkriegsroute von Paris bis Bukarest.
Ergänzt wurde das System der Züge ab 1948 durch den Balt-Orient-Express, der den Zuglauf Stockholm–Belgrad erhielt. Von diesem Zug übernahm der Simplon-Orient Kurswagen nach Istanbul, allerdings nicht als durchgehender Wagenlauf aus Stockholm. 1950 führte der Orient-Express erstmals auch Wagen dritter Klasse. Ab 1951 wurden Kurswagen aus dem Tauern-Express in das System integriert.
Mit Errichtung des Eisernen Vorhangs sank die Nachfrage im Zugverkehr nach Osteuropa rapide. Aufwändige Grenzkontrollen und Devisenbestimmungen reduzierten die Fahrgastzahlen erheblich, lediglich Diplomaten, die aufgrund ihrer Pässe weniger Probleme bei den Grenzkontrollen hatten, verblieben den Orient-Express-Zügen als Kundschaft. Die CIWL musste zudem Schritt für Schritt auf ihre Betriebsrechte in den mittel- und osteuropäischen Ländern verzichten. Nur die Schlafwagenkurse aus Westeuropa verblieben der Gesellschaft. Entsprechend der Nachfrage und der politischen Entwicklung wurden die Zugläufe des Orient-Express-Systems in den 1950ern wiederholt verändert und zeitweise bis nach Wien zurückgezogen. Zwischen Belgrad und Istanbul wurde der Simplon-Orient-Express ab 1952 für einige Jahre unter Umgehung Bulgariens über Thessaloniki umgeleitet. Erst 1954 kehrte er wieder auf seine normale Route zurück. Um Probleme mit bulgarischen Transitvisa zu vermeiden, gab es allerdings noch weiterhin für einige Jahre über Thessaloniki laufende Kurswagen nach Istanbul. Im Unterschied zur Vorkriegszeit bekam daher der 1950 nach Ende des Bürgerkriegs eingerichtete Athener Zweig des Simplon-Orient eine wesentlich größere Bedeutung als der Istanbuler Flügelzug. Der Orient-Express fuhr ab 1951 nur bis Wien und kehrte erst nach dem Ungarischen Volksaufstand 1956 wieder auf seine Route über Budapest bis Bukarest zurück.
1960 wurden die direkten Kurswagen ab Calais für den Simplon-Orient-Express eingestellt, es verblieben nur die Kurswagen zum Orient-Express. Um wenigstens eine Umsteigeverbindung zu sichern, wurde der Flèche d’Or bis zum Gare de Lyon verlängert.

#### Das Ende des alten Orient-Express-Systems 1962

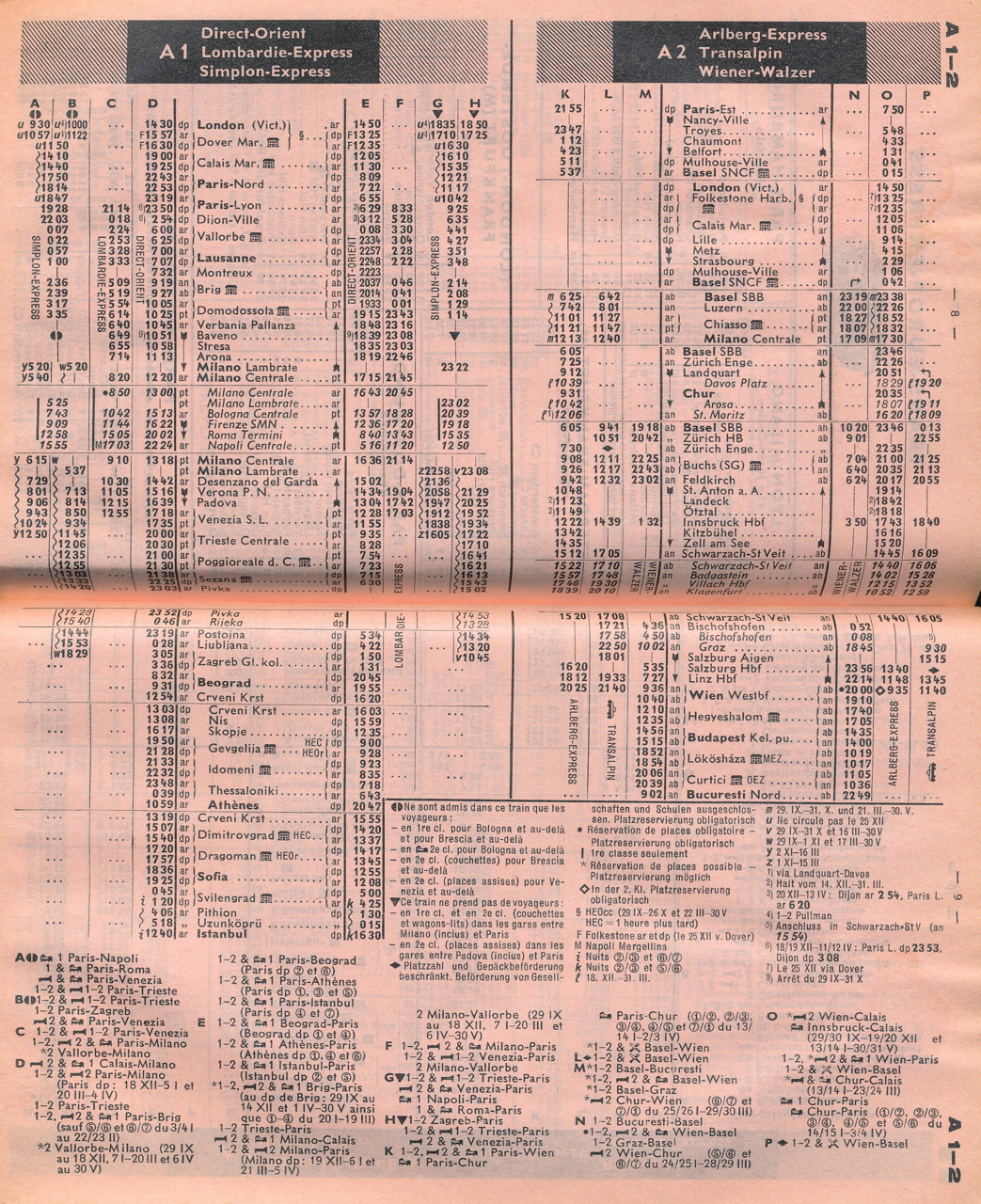
Fahrplan des Direct-Orient, des Arlberg-Express und des Simplon-Express, Winter 1963/64

1961 beschloss die Europäische Fahrplankonferenz eine grundlegende Umstrukturierung und damit das Ende des bisherigen Systems der Orient-Express-Züge mit seinen verschiedenen Kurswagen. Der Arlberg-Orient verkehrte daher 1962 zum letzten Mal, es verblieb der Arlberg-Express als normaler Nachtzug zwischen Paris und Wien, ohne weiterführende Kurswagen. Der seit 1950 wieder verkehrende Direct-Orient Paris-Belgrad übernahm vom Simplon-Orient-Express die Schlafwagenkurse nach Istanbul, die bis dahin noch geführten direkten Kurswagen von Calais bis Istanbul entfielen. Es verblieben lediglich jeweils zwei- bis dreimal wöchentlich verkehrende Schlafwagenkurse von Paris nach Istanbul bzw. nach Athen. Der verbleibende Simplon-Express fuhr nur noch bis Belgrad. Der Orient-Express über Süddeutschland wurde bis Wien verkürzt, erst ab 1964 verkehrte er wieder bis Budapest, ab 1971 bis nach Bukarest. Kurswagen ab München nach Athen und Istanbul wurden unabhängig vom Orient-Express mit einem separaten Zug geführt, der ab 1966 als Tauern-Orient bezeichnet wurde. Ab Belgrad übernahmen als normale Schnellzüge der Marmara-Express nach Istanbul und der Athenes-Express nach Athen die Kurswagen des Direct-Orient und des Tauern-Orient.
Ein letztes besonderes Merkmal des Arlberg-Expresses aus seinen Zeiten als Luxuszug war die Umfahrung des Zürcher Hauptbahnhofs mit einem Halt im Bahnhof Zürich Enge. Damit konnte das Kopfmachen mit Wechsel der Zuglok eingespart und die Fahrzeit verkürzt werden. Ab 1969 fuhr der Arlberg-Express wie die andere Fernzüge in die Halle des Zürcher Hauptbahnhofs, sodass auch ein Lokwechsel notwendig wurde.

#### Der letzte Direct-Orient bis Istanbul

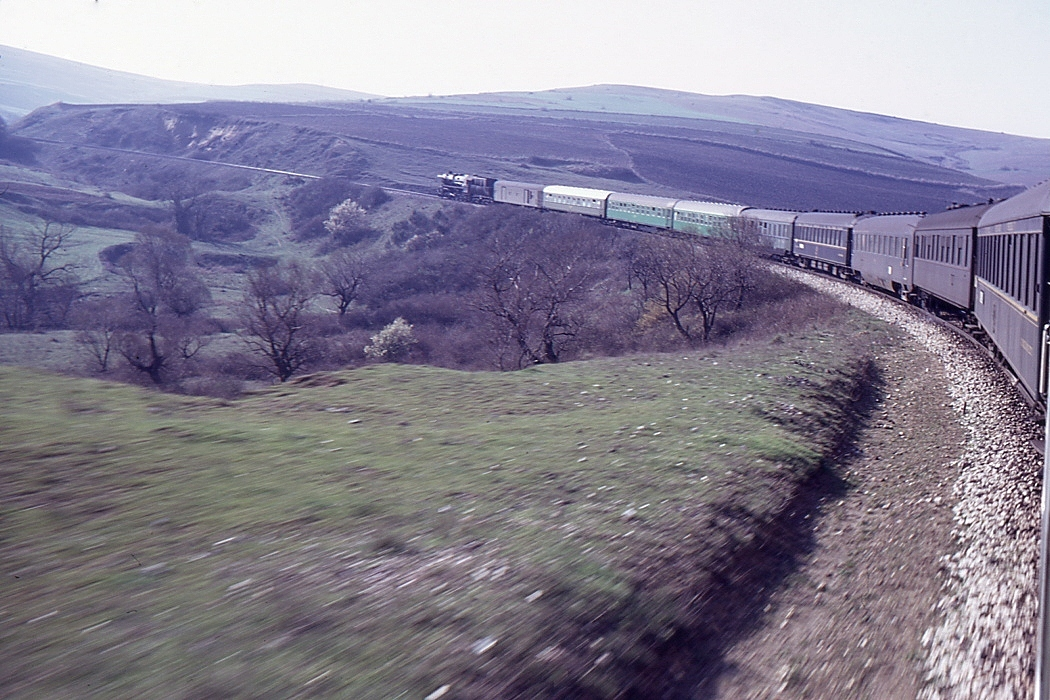
Der Direct-Orient-Marmara-Express um 1970 zwischen Pehlivanköy und Istanbul

Zunächst sorgte der sogenannte Gastarbeiterverkehr seit etwa Mitte der 1960er Jahre für eine starke Zunahme des Verkehrs in Richtung Osteuropa und Balkan, die Bahngesellschaften reagierten darauf mit Einrichtung weiterer Züge und Kurswagenläufe zwischen Westeuropa und Balkan, etwa ab 1963 mit dem Hellas-Express. Die vorhandenen Züge wurden der zunächst wieder steigenden Nachfrage angepasst, der Direct-Orient wies oft eine Länge von mehr als 500 m auf, was etwa 19 bis 20 Wagen entspricht. Gleichzeitig nahm aber auch die Kritik an den zunehmenden Unpünktlichkeiten und dem Zustand der Züge zu. Verschiedene Anläufe der beteiligten Bahnen, die gebotene Qualität zu verbessern und Pünktlichkeit und Komfort auf ein zeitgemäßes Niveau zu heben, scheiterten. 1969 stufte die Deutsche Bundesbahn den Orient-Express auf ihrem Streckenabschnitt vom Fernschnellzug (F) zum Schnellzug (D) zurück. Die Schlafwagenkurse verloren seit Beginn der 1970er Jahre zunehmend Fahrgäste an den Luftverkehr, beim Direct-Orient sank die Zahl der Schlafwagenreisenden von 1972 bis 1976 um 20 %. 1972 verschwand mit dem vom Tauern-Orient in Belgrad auf den Direct-Orient übergehenden Schlafwagen München–Istanbul der letzte Schlafwagenkurs zwischen Deutschland und der Türkei.
Beim Direct-Orient gelang es den beteiligten 13 Eisenbahn- und neun Schlaf- und Speisewagengesellschaften ebenfalls nicht, ihn pünktlicher und attraktiver zu gestalten, der Betrieb wurde damit seit Anfang der 1970er defizitär und der Direct-Orient erwarb sich einen Ruf als langsamster internationaler Zug. Auf der Fahrplankonferenz 1975 wurde schließlich das Ende des durchgehenden Zugverkehrs von Paris nach Istanbul beschlossen. Der Direct-Orient fuhr am 19. Mai 1977 das letzte Mal fahrplanmäßig vom Pariser Gare de Lyon nach Istanbul, der gesamte Zuglauf entfiel. Diese letzte Schlafwagenfahrt war schnell nach Bekanntwerden der Einstellung bereits Monate vorher ausgebucht, die letzte Fahrt des Direct-Orient fand unter erheblicher medialer Aufmerksamkeit statt und wurde vielfach als Ende einer Epoche empfunden.
Die Direktverbindung Paris–Istanbul wurde durch eine Umsteigeverbindung mit dem Venezia-Express ab Venedig nach Belgrad ersetzt. Auch der Simplon-Express von Paris nach Belgrad bot zumindest noch Anschlüsse nach Athen. 1979 entfiel auch der Tauern-Orient zwischen München und Belgrad, es verblieben der Hellas-Express, der Akropolis und der Istanbul-Express als Züge von Mitteleuropa nach Athen bzw. Istanbul. Ein kurzzeitiger Versuch, mit dem als reiner Schlaf- und Liegewagenzug verkehrenden Attika von München nach Athen ab 1989 wieder ein höherwertiges Angebot auf die Schienen zu bringen, scheiterte am Ausbruch der Jugoslawienkriege. Zunächst mussten alle Züge aus Mitteleuropa nach der Türkei und Griechenland über Budapest umgeleitet werden, aber nach und nach wurde der durchgehende Zugverkehr zwischen Mittel- und Südosteuropa bis 1993 endgültig eingestellt. Seither müssen Fahrgäste entweder in Belgrad oder Budapest umsteigen. Auch nach dem Ende der Jugoslawienkriege kam es nicht zu einer Wiederaufnahme des direkten Verkehrs.

#### Der Orient-Express von 1962 bis 2009

ÖBB-Faltblatt Zugbegleiter aus dem Jahr 1990, in Österreich lautete die Zuggattung bis 1991 Expresszug (Ex)

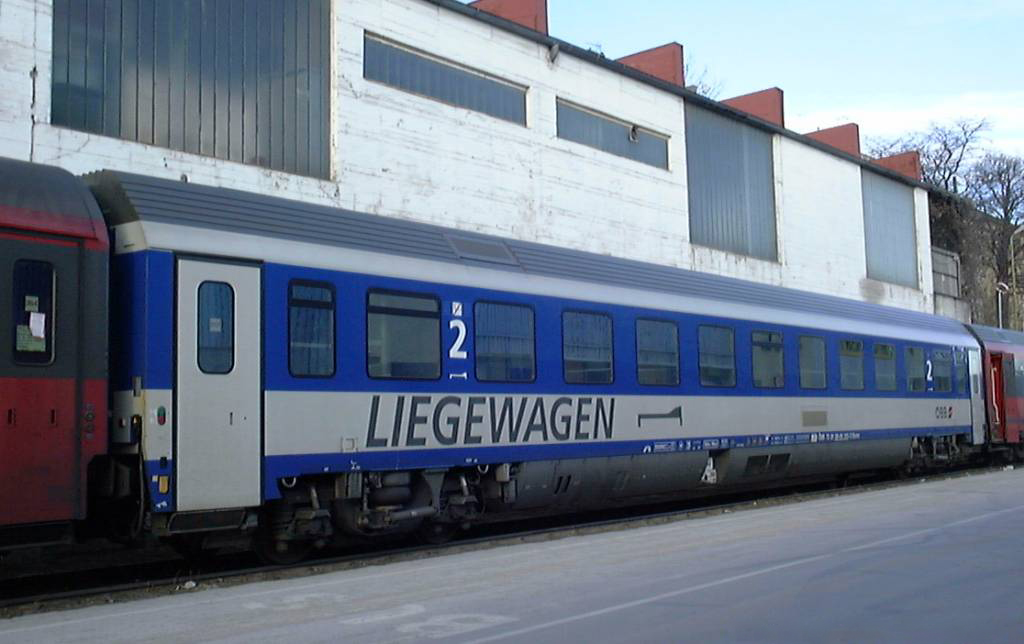
Ein zuletzt im Orient-Express zwischen Wien und Straßburg eingesetzter moderner ÖBB-Liegewagen

Der Orient-Express fuhr dagegen weiterhin als Nachtzug zwischen Paris und Wien über Straßburg und München. Ab 1965 wurde er wieder bis Budapest verlängert, ein Jahr später wurde der Schlafwagen Paris–Bukarest wieder eingeführt, zunächst als Kurswagen. Als ab 1971 durchgehender Zug bis Bukarest fuhr der Orient-Express nur im Sommerfahrplan, im Winterfahrplan verkehrten ab Budapest lediglich Kurswagen. Die von der CIWL bewirtschafteten Schlafwagenkurse nach Bukarest blieben bis 1991 im Fahrplan, auch führte der Orient-Express in den meisten Jahren auf Teilabschnitten einen Speisewagen. Zwischen Budapest und Bukarest verkehrte der Zug zuletzt nur noch an drei Wochentagen. 1991 wurde der Zuglauf auf Paris–Budapest verkürzt, zudem entfiel der zuletzt zwischen Stuttgart und Budapest eingereihte Speisewagen. 1999 wurde nochmals ein Schlafwagen Paris–Bukarest eingeführt, allerdings nicht durch die CIWL, sondern durch die CFR bewirtschaftet. 2001 stellte die CFR diesen Schlafwagenlauf wieder ein, nachdem er zuletzt nur zweimal pro Woche gefahren wurde.
Ab dem Sommerfahrplan 2001 fuhr der Orient-Express als EuroNight (EN) nur mehr zwischen Wien und Paris. Ab Dezember 2002 war das nach Einstellung des Eurocity Mozart die einzig verbliebene Direktverbindung zwischen beiden Städten. Einige Zeit lang führte der Zug Kurswagen von Wien über Salzburg nach Venedig, die allerdings im Kursbuch als eigener EN Allegro Don Giovanni ausgewiesen waren.
Zum kleinen Fahrplanwechsel am 9. Juni 2007 wurde aufgrund der Aufnahme des Verkehrs auf der TGV-Neubaustrecke zwischen Paris und Straßburg der Zuglauf auf die Route Wien–Straßburg verkürzt. Zudem stellten fortan die Österreichischen Bundesbahnen (ÖBB) statt der Société nationale des chemins de fer français (SNCF) das Wagenmaterial. Der Zug wurde fortan von den ÖBB in Eigenregie geführt, in Deutschland wurden Fahrkarten der Deutschen Bahn AG nur gegen Zahlung eines (Reservierungs-)Zuschlags anerkannt. Zusätzlich führte der Zug Kurswagen zwischen Wien und Amsterdam, die als eigener Zug CNL Donau-Kurier geführt werden. Diese Kurswagen hingen bis beziehungsweise ab Karlsruhe am Orient-Express. Bis zum 8. Dezember 2007 fuhr die Kurswagengruppe nach Dortmund Hbf, ab 9. Dezember 2007 fuhren diese Kurswagen nach Amsterdam Centraal. Zwischen 9. Dezember 2007 und 14. Dezember 2008 hielt der Zug in Wels Hbf, im Gegensatz dazu wurde Stuttgart Hbf vorübergehend über die Stuttgarter Güterumgehungsbahn umfahren. Anstelle der Kurswagen nach Amsterdam führte das Zugpaar ab Dezember 2008 Kurswagen von Budapest nach Frankfurt am Main.
Bis zum 14. Dezember 2009 fuhr der Orient-Express täglich zwischen Straßburg und Wien. Mit der Einstellung dieses Nachtzuges kam nach 126 Jahren das Ende des fahrplanmäßigen Orient-Express. Der Zug bestand zuletzt aus Schlaf-, Liege- und Sitzwagen der ÖBB und der MÁV. Die Kurswagen von Frankfurt nach Budapest, zu denen auch ein Speisewagen zählte, wurden als eigenständiger EuroNight Danubius bezeichnet und zwischen Karlsruhe und Wien gemeinsam mit dem Orient-Express geführt.

### Verkehre seit Einstellung des Orient-Express
Aufgrund der Jugoslawienkriege endete der Betrieb der noch verbliebenen Züge zwischen Mitteleuropa und den Balkanstaaten spätestens Anfang der 1990er Jahre. Die jahrzehntelang durch Orient-Express und Simplon-Orient-Express geprägten Verkehrsbeziehungen sind damit seitdem auf der Schiene nicht mehr möglich. Mit der Einstellung des verbliebenen Zuglaufs 2009 waren auf fast dem gesamten Laufweg des früheren Orient-Express keine durchgehenden Verbindungen mehr möglich. Lediglich zwischen Budapest und Bukarest verblieb weiterhin ein Nachtzug. Der Laufweg des Simplon-Orient-Express weist zwischen Paris und Belgrad keine durchgehende Verbindung mehr auf, Fahrten zwischen Budapest, Belgrad, Sofia und Istanbul erfordern jeweils mehrfaches Umsteigen. Fast alle Verbindungen wurden im Zuge der COVID-19-Pandemie ab Frühjahr 2020 suspendiert.
Im Zuge der zunehmenden Forderungen aus der Politik und von Fahrgästen nach einer Verkehrswende bauen einzelne europäische Bahnen seit einigen Jahren ihr Nachtzugprogramm wieder aus, vor allem die ÖBB sieht darin inzwischen ein zukunftsträchtiges Geschäftsfeld, das sie unter dem Markennamen ÖBB Nightjet betreibt. Seit Dezember 2021 verkehrt auch zwischen Paris und Wien ein Nightjet (NJ 468/469), bislang dreimal pro Woche. Die Züge verkehren entlang der früher vom Orient-Express bedienten Route via Straßburg, Karlsruhe, München und Salzburg. Aus markenrechtlichen Gründen steht die Bezeichnung Orient-Express hier jedoch nicht mehr zur Verfügung (siehe Abschnitt Touristikzüge). Zwischen Wien und Bukarest verkehrt täglich ein von ÖBB, MÁV und CFR betriebener Nachtzug (D 346/347 Dacia), womit der über 2400 km lange Schienenweg einer der historischen Routen zwischen Paris und Bukarest zurzeit (Stand Herbst 2022) mit nur einem Umstieg zu bewältigen ist.

### Berühmte Fahrgäste

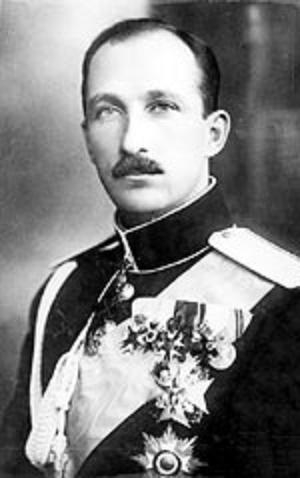
Wohl der bekannteste Lokführer des Orient-Express: Zar Boris III. von Bulgarien

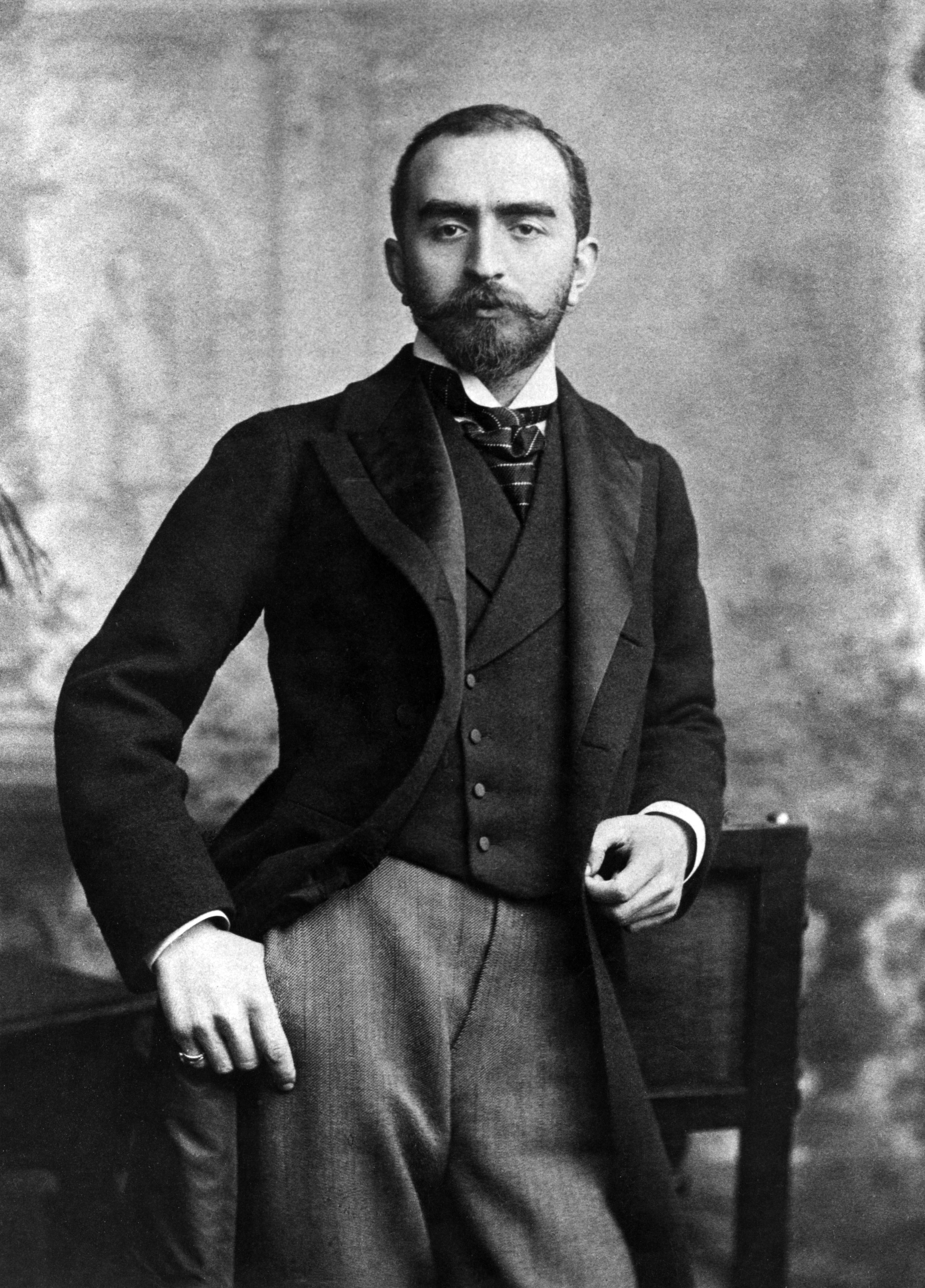
Der Ölmagnat Calouste Gulbenkian war über Jahrzehnte Stammgast im Orient-Express

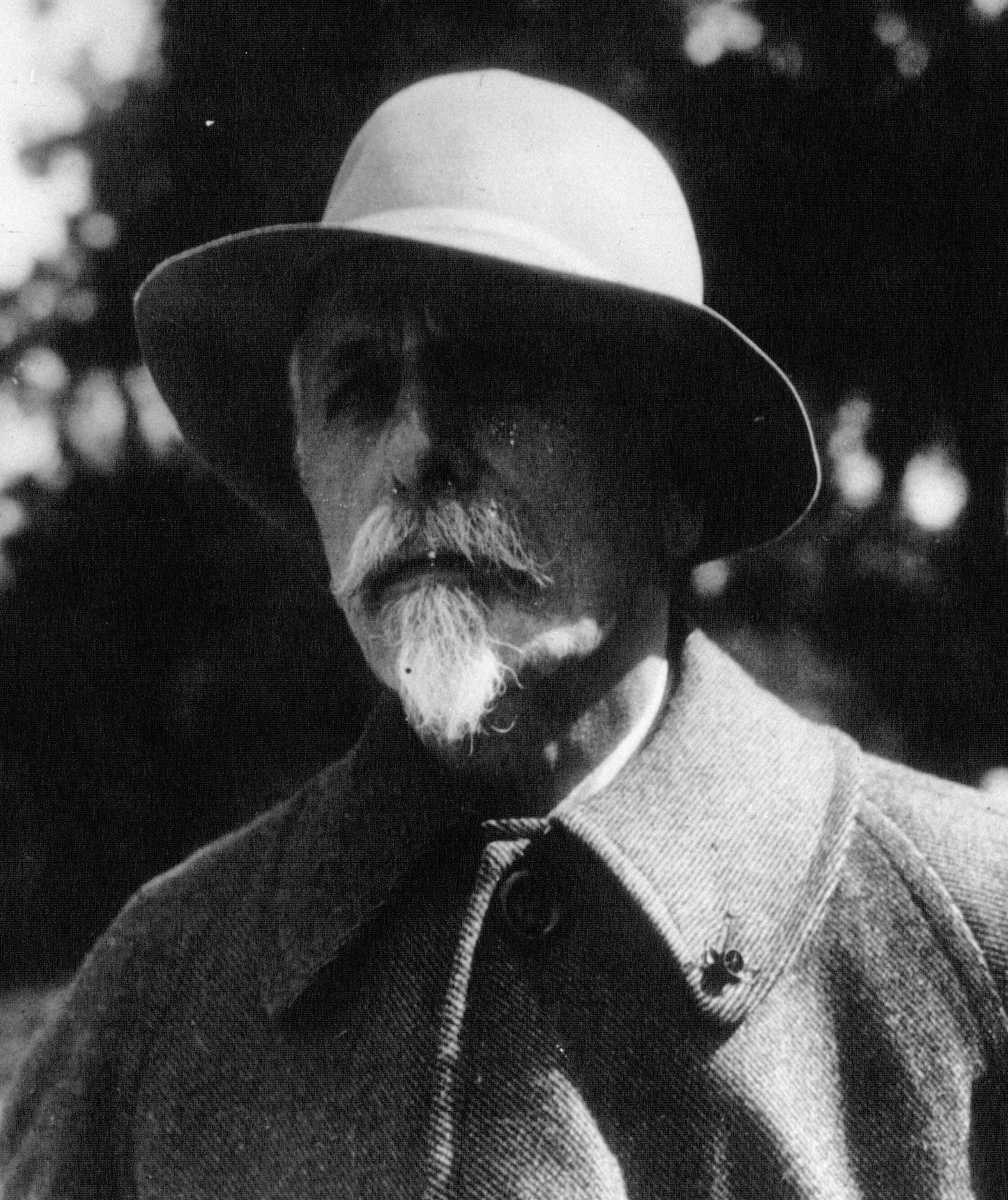
Der Waffenhändler Basil Zaharoff verliebte sich im Orient-Express in seine spätere Frau María del Pilar, Duquesa de Villafranca de los Caballeros, die mit dem Prinzen Francisco de Borbón verheiratet war, einem Cousin des Königs von Spanien Alfons XII.

Der König der Züge erhielt den Beinamen Zug der Könige aufgrund der vielen königlichen Fahrgäste. Zu den bekanntesten Fahrgästen des Orient-Express zählen unter anderem König Ferdinand I. von Bulgarien und sein Sohn Boris III., die zudem beide wiederholt selbst die Lokomotive des Orient-Express auf dem bulgarischen Abschnitt führten. Während Boris III. die dazu erforderlichen Berechtigungen als Lokomotivführer besaß, war dies bei Ferdinand I. nicht der Fall. Sein Fahrstil führte angeblich wiederholt zu Beschwerden von Fahrgästen.
Weitere bekannte Fahrgäste aus dem Hochadel waren König Konstantin I. und Paul I. von Griechenland, Prinzregent Paul von Jugoslawien, der Herzog von Windsor, Erzherzogin Marie Valerie, Aga Khan III. und dessen Sohn Aly Khan. Als Aktionär der CIWL war Leopold II. von Belgien regelmäßiger Fahrgast. Andere Herrscher wie König Carol I. von Rumänien ließen ihren Hofsalonwagen an den Orient-Express anhängen. Regelrechte Probleme aufgrund der Vielzahl der Hofsalonwagen bekamen die CIWL und die beteiligten Bahnen, als anlässlich der Beerdigung des englischen Königs Edward VII. im Mai 1910 aus allen Staaten Europas Herrscher und Prinzen nach London unterwegs waren. Aufgrund der zulässigen Zuglast musste beispielsweise der rumänische Kronprinz Ferdinand auf die Hälfte seiner vorgesehenen sechs Wagen verzichten. Nach seiner Absetzung 1924 verließ auch der letzte Kalif, Abdülmecit II., die Türkei mit dem Orient-Express. Indische Maharadschas gehörten zu den Fahrgästen, die gerne einen ganzen Wagen buchten.
Zu den immer wieder in Berichten über den Orient-Express zu findenden Geschichten über prominente Fahrgäste gehört auch die Legende, dass Königin Maria von Rumänien im Orient-Express einer in den Wehen liegenden Mitreisenden bei der Geburt ihres Kindes als Hebamme assistierte, nachdem sich kein anderer Fahrgast dazu in der Lage sah. Ihr Sohn, König Carol II., war ebenfalls Stammgast des Orient-Express. Ein letztes Mal nützte er ihn, als er bei seiner Flucht im September 1940 zusammen mit seiner Geliebten Magda Lupescu mehrere Sonderwagen, gefüllt mit Kunstschätzen und Wertsachen, im Bahnhof București Nord an den Simplon-Orient-Express (der zu dieser Zeit kriegsbedingt nur noch bis Italien fuhr) hängen ließ.
Stammkunden waren auch sonstige Adlige, Politiker, Diplomaten, Industrielle, Bankiers und Künstler. Ein besonders treuer Fahrgast war der Waffenhändler Basil Zaharoff, der über 30 Jahre hinweg immer das Abteil Nr. 7 im Orient-Express buchte und in ihm seine spätere Frau kennenlernte. Sonderwünsche hatte auch der deutsche Bankier Carl Fürstenberg, der jeweils alle Betten seines Abteils buchte. Andere bekannte regelmäßige Fahrgäste waren die Schauspielerin Sarah Bernhardt, die Tänzerin Mata Hari, der englische Bankier Sir Ernest Cassel, der vor dem Ersten Weltkrieg als Bergbauingenieur in Europa tätige spätere US-Präsident Herbert Hoover und der Ölmagnat Calouste Gulbenkian. Bei seiner ersten Fahrt auf der Flucht vor einem Armenier-Pogrom in Konstantinopel 1896 führte er angeblich dabei seinen Sohn in einem Teppich versteckt bei sich.
Nach dem Ersten Weltkrieg konzentrierte sich die prominente Kundschaft weitgehend auf den Simplon-Orient-Express. Eugenio Kardinal Pacelli, der spätere Papst Pius XII. nutzte ihn für eine Visite südosteuropäischer Diözesen, Politiker wie Pierre Laval, Sir Robert Vansittart oder Maurice Hankey fuhren mit dem Simplon-Orient-Express zu diplomatischen Konferenzen. Aber auch Journalisten, Künstler und Literaten wie Elsa Maxwell, Arturo Toscanini oder F. Scott Fitzgerald gehörten zu den regelmäßigen Kunden. Dabei fanden sich auch Vertreter aus den entgegengesetzten politischen Lagern – so fuhr 1937 der deutsche Außenminister Konstantin Freiherr von Neurath mit dem Simplon-Orient-Express nach Bulgarien, wie ein Jahr zuvor der Marschall der Sowjetunion Michail Nikolajewitsch Tuchatschewski in Richtung Westen. Aber auch der Orient-Express über Süddeutschland und der Arlberg-Orient-Express sahen in der Zwischenkriegszeit viele prominente Fahrgäste. Eine kuriose Anekdote war die Fahrt des Geigers Jascha Heifetz, der während des Aufenthalts in Wien aus dem geöffneten Wagenfenster Sigmund Freud konsultierte. Freud selbst fuhr nach dem Anschluss Österreichs mit seiner Familie am 4. Juni 1938 mit dem Orient-Express aus seiner Heimatstadt in die Emigration nach Paris und von dort mit dem Night Ferry nach London. Anders als viele Emigranten und Flüchtlinge dieser Zeit blieb er dank Begleitung durch einen Angehörigen der amerikanischen Botschaft an der Grenze in Kehl weitgehend unbehelligt.
Nach dem Zweiten Weltkrieg wechselte die prominente Kundschaft bald zum Flugzeug. Neben dem letzten rumänischen König Michael I., der mit dem Orient-Express 1948 ins Exil fuhr, gehörten in den 1950er Jahren unter anderem Fürstin Gracia Patricia von Monaco und Brigitte Bardot zu den gelegentlichen Benutzern des Orient-Express.

### Unfälle und besondere Ereignisse
Bekannt wurden die Züge des Orient-Express-Systems nicht nur durch ihren Luxus und das Publikum aus dem europäischen Hoch- und Finanzadel, sondern auch durch Unfälle und einige spektakuläre Vorfälle.

#### Unfälle
Der Orient-Express und seine Flügelzüge waren wiederholt von Unfällen betroffen. So gab es am 9. April 1910 bei Vitry-le-François und am 7. Dezember 1927 bei Istanbul Entgleisungen. Beim Eisenbahnunfall von Pont-sur-Yonne fuhr ein anderer Schnellzug am 3. November 1919 auf einen Simplon-Orient-Express in Pont-sur-Yonne auf, dabei starben 20 Menschen, über 100 wurden verletzt. 1921 entgleiste ein Zug in Rumänien und 1924 stieß der Istanbuler Zugteil bei Belgrad mit einem Güterzug zusammen. Am 6. November 1929 stieß ein Orient-Express bei Vitry-le-François mit einem stehenden Güterzug zusammen, der Lokomotivführer, der Heizer und ein Schaffner kamen dabei ums Leben.
Der folgenschwerste Unfall war der Eisenbahnunfall von Istanbul am 21. Oktober 1957. Kurz hinter Istanbul stieß der Simplon-Orient-Express frontal mit einem Nahverkehrszug zusammen, wobei 95 Menschen starben und 150 verletzt wurden.

#### Besondere Ereignisse
Den Fahrgästen des Eröffnungszugs 1883 war von der CIWL geraten worden, aus Sicherheitsgründen eine Waffe mit sich zu führen. Entgegen den verbreiteten Befürchtungen über die Unsicherheit von Balkan und Orient gab es mit Ausnahme einer bereits zwischen Ulm und München heißgelaufenen Achse des Speisewagens keine besonderen Vorkommnisse.
Die fahrplanmäßigen Züge waren anders als der Eröffnungszug wiederholt durch Störungen des Zuglaufs, kriegerische Ereignisse und kriminelle Aktivitäten betroffen. Bereits 1883 hatten Banditen auf der Strecke von Russe nach Warna, die der Anschlusszug des Orient-Express bis 1888 benutzte, einen Bahnhof überfallen. 1891 brachte der griechische Räuber Athanasios den Zug 100 km westlich von Konstantinopel zum Entgleisen, entführte vier Männer und ließ diese erst frei, nachdem 8000 Pfund Sterling in Gold Lösegeld gezahlt worden war. Da die Entführten deutsche Geschäftsleute waren, schaltete sich in die Bemühungen um ihre Freilassung sogar Kaiser Wilhelm II. ein. Die verschiedenen Balkankriege führten mehrfach zu wochen- und monatelangen Unterbrechungen des Zuglaufs. Eine Cholera-Epidemie 1892 in der Türkei verursachte ebenfalls Unterbrechungen und vor allem eine rapide sinkende Nachfrage.
Seit den 1920er Jahren nutzten zudem Drogenschmuggler den Orient-Express, was eine Begleiterscheinung des Zuges bis zu seiner Einstellung bleiben sollte. 1948, in den Nachkriegswirren, schätzte ein Schaffner, dass 40 % der Fahrgäste als Schwarzhändler oder mit Schmuggelware unterwegs waren. Auch die unruhigen Zeiten nach Ende des Ersten Weltkriegs wirkten sich auf den Betrieb aus. 1924 wurde in Ungarn eine Brücke gesprengt, ein darauf zufahrender Orient-Express konnte noch rechtzeitig angehalten werden. Dagegen hatte das von dem ungarischen Eisenbahn-Attentäter Sylvester Matuska 1931 verübte Bombenattentat auf einen Anschlusszug des Arlberg-Orient-Express nach Budapest schwerere Folgen. Bei Biatorbágy stürzte der Zug vom Eisenbahnviadukt Biatorbágy, nachdem Matuska die Schienen gesprengt hatte. Dabei starben 24 Menschen. Die ebenfalls im Zug befindliche amerikanische Tänzerin Josephine Baker überlebte das Attentat unverletzt.
Verwicklungen gab es auch dadurch, dass der Orient-Express bevorzugt von Diplomaten genutzt wurde. Bereits kurz nach dem Betriebsbeginn hatte die britische Regierung bei der CIWL für ihre King’s messengers, die als diplomatische Kuriere Post zu den diversen Botschaften und Konsulaten transportieren, ein Abteil pro Woche fest buchen lassen. Die französische Regierung buchte für ihre diplomatischen Kuriere ebenfalls ein festes Abteil. Neben diesen offiziellen Kunden fuhren Agenten und Spione ebenfalls gerne mit dem Orient-Express. Da die meisten Agenten möglichst inkognito blieben, kam es nur selten zu ernsten Zwischenfällen und viele in der Literatur zu findende spektakuläre Fälle erwiesen sich als Legenden oder weniger dramatische Ereignisse. Ein letzter bekannter Fall passierte im Jahr 1950, als ein US-Militärattaché tot auf den Gleisen im Tunnel unter dem Pass Lueg gefunden wurde. Vermutet wird, dass er von Ostblock-Agenten überfallen, beraubt und aus dem Arlberg-Orient-Express, der inzwischen ein normaler Schnellzug war, gestoßen wurde, worauf ihn nachfolgende Züge überrollten. Die schrittweise Errichtung des Eisernen Vorhangs in den 1950er-Jahren führte zudem wiederholt zu Grenzsperrungen und Umleitungen.
Mehrfach wurden Orient-Expresse auch durch Naturereignisse aufgehalten. Vor allem auf den von Simplon-Orient- und Arlberg-Orient-Express benutzten alpinen Strecken führten Murenabgänge und Erdrutsche zur Einstellung und teilweise monatelangen Umleitungen. Schneeverwehungen brachten ihn wiederholt zum Stillstand. 1907 wurde ein Zug zwischen Konstantinopel und Edirne elf Tage vom Schnee blockiert. Dies wiederholte sich 1929 mehrfach, der strenge Winter 1928/29 führte nicht nur auf dem Balkan, sondern auch in Mitteleuropa zu erheblichen Behinderungen. Ein Simplon-Orient-Express wurde in diesem Winter in der Türkei bei Çerkezköy fünf Tage eingeschneit, was Agatha Christie zu ihrem Roman Mord im Orient-Express inspirierte. Einen echten Mord gab es dagegen im Orient-Express, soweit bekannt, nie.
Aufsehen erregte dagegen der italienische Rennfahrer Carlo Abarth mit einer Wettfahrt gegen einen der damals als kulturelle und technische Spitzenleistung geltenden Orient-Express-Züge. Er schlug 1934 bei einer Fahrt von Ostende nach Wien den Ostende-Orient-Express mit seinem Motorradgespann.

## Fahrzeuge

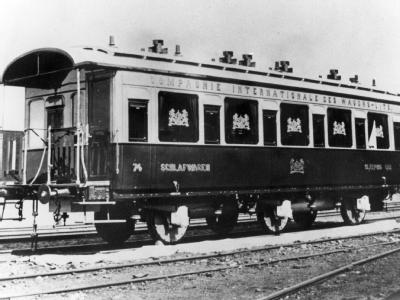
1883 im Orient-Express eingesetzter dreiachsiger Schlafwagen, CIWL-Nr. 74

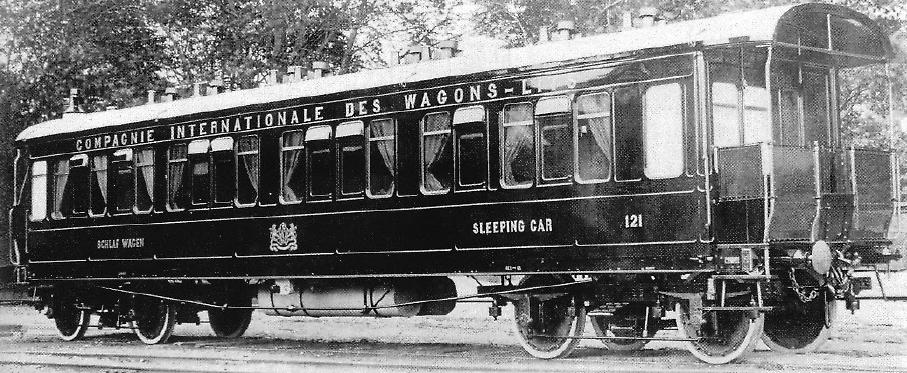
CIWL-Schlafwagen 151, 1883 von Rathgeber gebaut

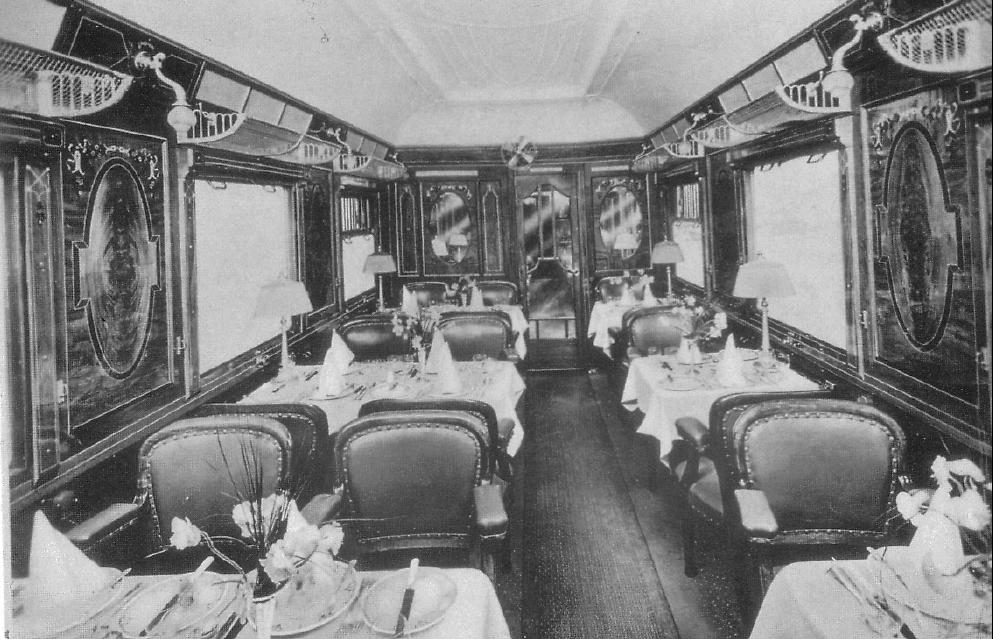
Speiseraum eines CIWL-Speisewagens, vor 1900

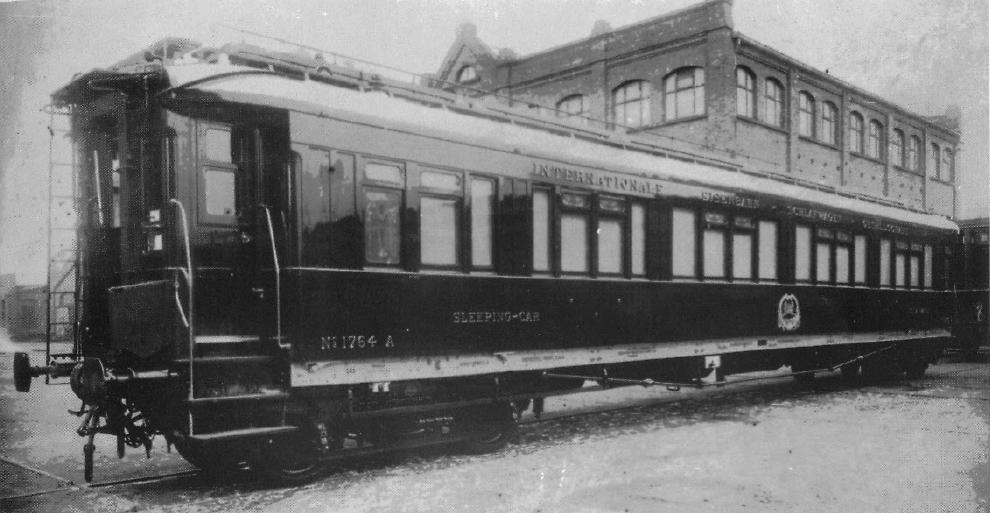
CIWL-Schlafwagen 1764A, 1908 von MAN geliefert

Vor allem aufgrund seiner Schlaf- und Speisewagen und dem darin gebotenen Komfort wurde der Orient-Express rasch populär, wobei der gebotene tatsächliche Komfort allerdings nicht immer dem Ruf und der Legende entsprach, die sich der Luxuszug bald erworben hatte. Die beteiligten Bahngesellschaften setzten jeweils ihre modernsten Schnellzuglokomotiven ein, in Kriegs- und Nachkriegszeiten wurden allerdings auch Güterzuglokomotiven eingesetzt.

### Wagen
In der Regel bestanden der Orient-Express und die weiteren Luxuszüge des Orient-Express-Systems nur aus Schlaf-, Speise- und Gepäckwagen. Salon- und Pullmanwagen setzte die CIWL nur gelegentlich auf Teilstrecken ein, ihr Einsatz war ansonsten auf die seit 1925 etablierten Pullman-Expresszüge beschränkt. Die meisten Versuche dieser Art, etwa auf den landschaftlich reizvollen Strecken des Arlberg-Orient-Express, erwiesen sich als nicht rentabel. Zuletzt gab es 1949 einen Versuch mit einem Pullmanwagen auf dem Abschnitt Basel–Wien. Normale Sitzwagen der Eisenbahngesellschaften, über deren Strecken die Züge rollten, wurden erst nach dem Zweiten Weltkrieg eingesetzt. Bis 1971 blieben die Schlaf- und Speisewagen im Besitz der CIWL, danach gingen sie auf den TEN-Pool der Staatsbahnen über, die CIWL übernahm nur mehr die Bewirtschaftung.
Die CIWL hatte zur Einführung des Orient-Express 1883 neue Wagen bestellt, die allerdings zum Betriebsbeginn noch nicht geliefert waren. Ab Juni 1883 setzte die Gesellschaft daher noch überwiegend dreiachsige Schlaf- und Speisewagen ein. Erst im Herbst desselben Jahres konnten die von Rathgeber in München gelieferten neuen Wagen mit Drehgestellen den Betrieb übernehmen. Zunächst ließ die CIWL für jeden ihrer Luxuszüge individuelle Fahrzeugserien entwickeln. Diese wurden zum Teil von verschiedenen europäischen Waggonbauunternehmen geliefert, zum Teil in CIWL-eigenen Werkstätten erbaut. Ab etwa 1910 wurde der Fahrzeugpark vereinheitlicht und es entstanden große Serien einiger weniger Fahrzeugtypen. Noch bis 1922 wurden die Wagen aber jeweils in festen Umläufen eingesetzt, erst danach wurden sie in der Regel nicht mehr speziell für bestimmte Züge verwendet. Während die Schlaf- und Speisewagen ab Herbst 1883 durchwegs vier- und sechsachsige Drehgestellwagen waren, setzte die CIWL noch bis kurz vor dem Ersten Weltkrieg auch im Orient-Express zwei- oder dreiachsige Gepäckwagen ein.
Bereits vier Jahre nach Einführung des Zuges nahm die CIWL 1887 eine neue Fahrzeugserie für den Orient-Express in Dienst und auch in den kommenden Jahren wechselten die eingesetzten Wagen häufig. Nach 1890 führte die CIWL, wie auch die meisten mitteleuropäischen Bahnverwaltungen, allmählich Wagen mit Faltenbälgen ein, die einen geschützten und sicheren Übergang zwischen den Wagen ermöglichten. Bis dahin hatten die Wagen noch offene Einstiegsbereiche.
Ab Mitte der 1880er Jahre bis 1922 beschaffte die CIWL alle Wagen mit der charakteristischen Außenverkleidung aus Teakholz, nur bei einigen nicht im Orient-Express eingesetzten Salon- und Pullmanwagen wurde der Fensterbereich cremefarben gestaltet. Die letzten Schlafwagenserien dieser Bauart wurden als Typ R bezeichnet, teilweise wurden ältere Wagen in diesen Typ umgebaut. Alle Wagen waren mit Aufbauten aus Holz ausgeführt.

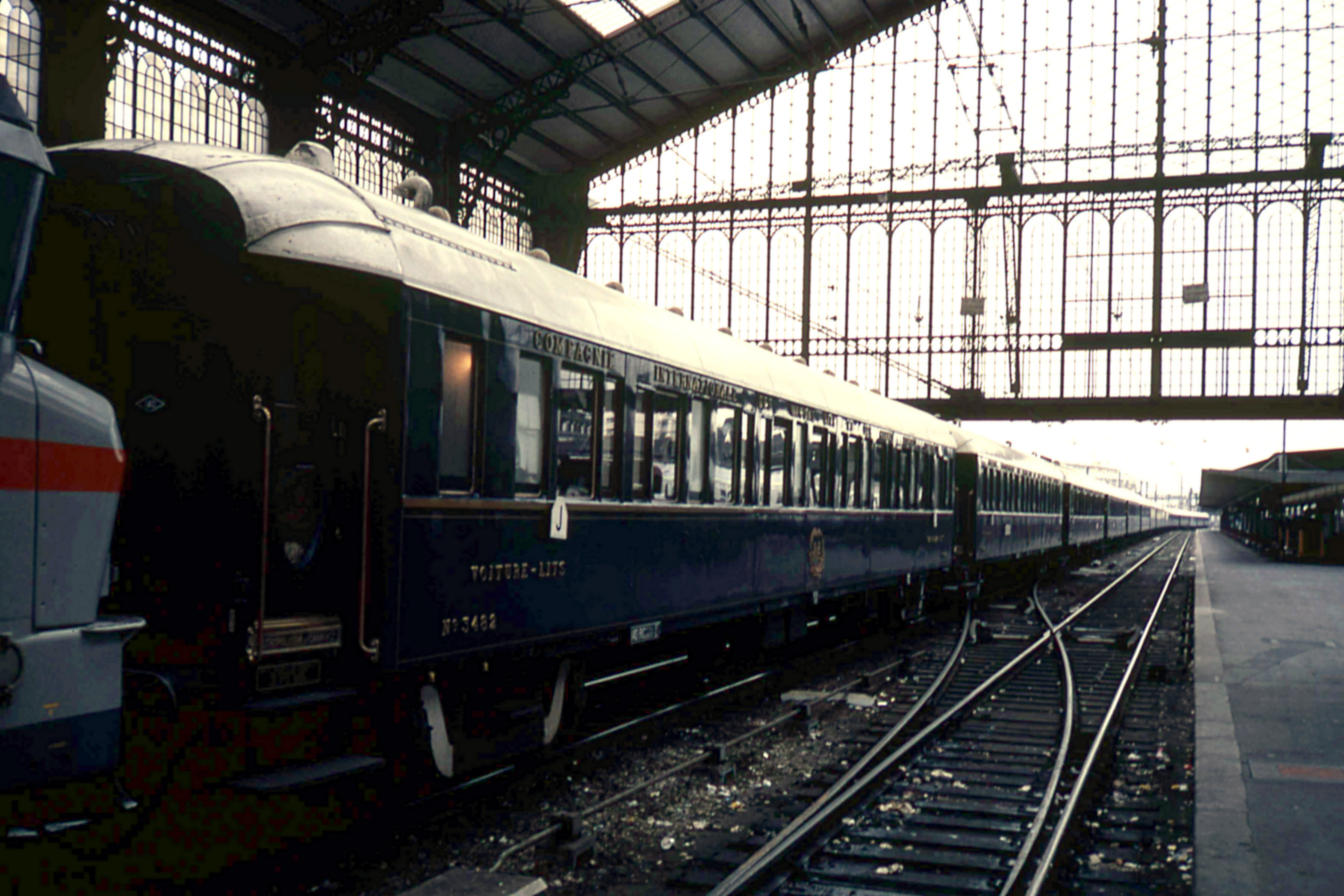
Schlafwagen des Typs Lx

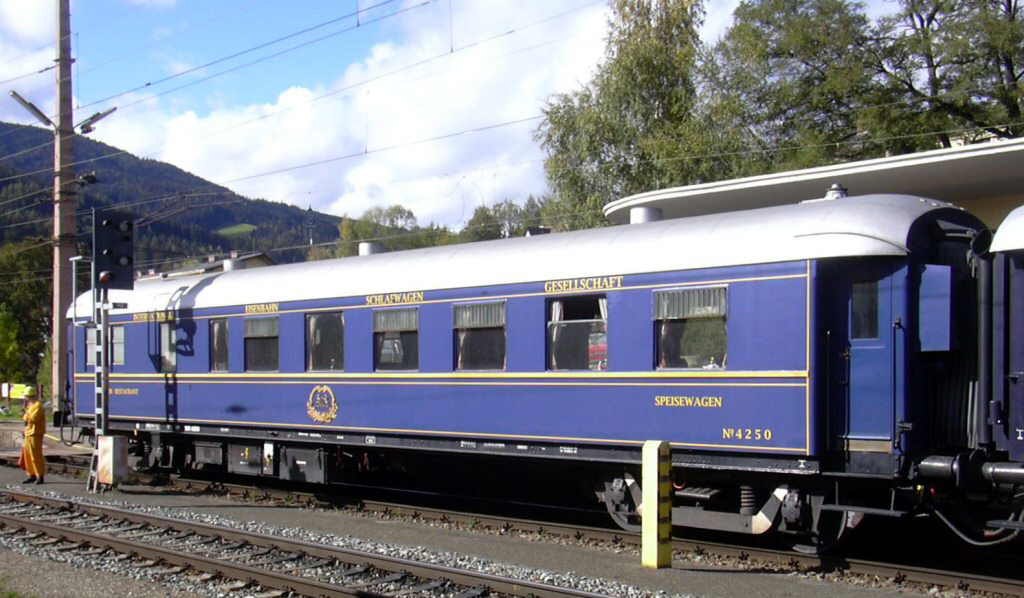
1944 gebauter CIWL-Speisewagen

Ab 1922 beschaffte die CIWL nur noch Schlafwagen mit Stahlaufbauten, deren neue Farbgebung in Dunkelblau mit goldener Beschriftung bald für die gesamte CIWL-Flotte typisch wurde. Ab 1926 wurden auch entsprechende Speisewagen geliefert. Die letzten Teakholzwagen stellte das Unternehmen allerdings erst nach dem Zweiten Weltkrieg ab, nachdem sie nur noch in untergeordneten Diensten eingesetzt wurden.
Die erste Serie der blauen Ganzstahlwagen wurde als Typ S bezeichnet und für den entsprechend der Farbe später Train Bleu genannten Luxuszug von Calais bzw. Paris an die französische Riviera beschafft. Der Orient- und der Simplon-Orient-Express erhielten die blauen Wagen ab 1926. Vom Typ S wurden verschiedene Serien beschafft, die Wagen hatten vier Zweibett- und acht Einbett-Abteile. Mit der Weltwirtschaftskrise musste die CIWL die zweite Klasse in ihren Luxuszügen einführen, um rentabel zu bleiben. Damit kamen ab 1930 auch die komplett mit Zweibettabteilen ausgestatteten Wagen der Typen Z und Y zum Einsatz. Dagegen wurde der durch seine Einsätze im Train Bleu und den verschiedenen Touristik-Zügen wie dem Nostalgie-Istanbul-Orient-Express und dem Venice-Simplon-Orient-Express bekannte Typ Lx mit seiner besonders luxuriösen Ausstattung vor dem Zweiten Weltkrieg regulär nicht im Orient-Express-System eingesetzt. Nur auf einigen abschnittsweise im Simplon-Orient- oder dem Orient-Express mitgeführten Kurswagenläufen verkehrten Wagen vom Typ Lx bzw. den Unterbauarten Lx10, Lx16 und Lx20. Dafür erhielt der Simplon-Orient-Express als Besonderheit ab 1930 einen Gepäckwagen mit Duschabteil.
Nach 1945 wurden noch zeitweise alte Teakholzwagen vom Typ R im Simplon-Orient-Express eingesetzt, aber bald vom Dienst in diesem Zuglauf zurückgezogen. Der Typ S blieb noch bis 1965 im Einsatz, zuletzt zwischen Paris und Bukarest. Die ursprünglich nur Einbett-Abteile führenden Lx-Wagen wurden bald ganz oder teilweise auf Zweibett-Abteile umgebaut und verkehrten nach dem Krieg ebenfalls in den Zügen des Orient-Express-Systems. Bis Ende der 1960er Jahre wurden sie ebenfalls durch neuere Wagen ersetzt, wie auch die Typen Z und Y. Ab 1955 kamen die ersten neuen Schlafwagen vom Typ P zum Einsatz. Die CIWL baute diese nach Lizenz des amerikanischen Fahrzeugherstellers Budd mit Außenwänden aus rostfreiem Stahl. Auch die 1964 beschafften Fahrzeuge des Typs MU kamen im Orient-Express zum Einsatz.
Seit etwa Mitte der 1960er Jahre unterschieden sich die verbliebenen Zugläufe und Wagen des Orient-Express-Systems nicht mehr nennenswert von anderen internationalen Fernzügen in Europa. Ab 1968 führte die CIWL den einheitlichen Typ T2 ein, den auch die DSG einsetzte und der ab 1971 im Zuge des TEN-Pools von den beteiligten Staatsbahnen weiter beschafft wurde. Seit den 1950er Jahren gab es in den Zügen zudem Liegewagen, die von den beteiligten Staatsbahnen gestellt wurden.
Die blauen Stahlspeisewagen der Vorkriegszeit blieben bis 1966 auf Teilabschnitten in einigen Zügen des Orient-Express-Systems, grundsätzlich setzte die CIWL aber ab 1950 neugelieferte Speisewagen ein, bis ab 1962 schrittweise der Einsatz von Speisewagen endete. Auf den ost- und südosteuropäischen Strecken endete der Einsatz von CIWL-Speisewagen mit Ausnahme der griechischen und türkischen Strecken bereits 1950, die dortigen Staatsbahnen setzten aber noch jahrelang ältere, von der CIWL übernommene Speisewagen ein.
Bis zur endgültigen Einstellung des Orient-Express 2009 bestand sein Wagenpark noch aus Sitz-, Schlaf- und Liegewagen der beteiligten Staatsbahnen.

### Lokomotiven

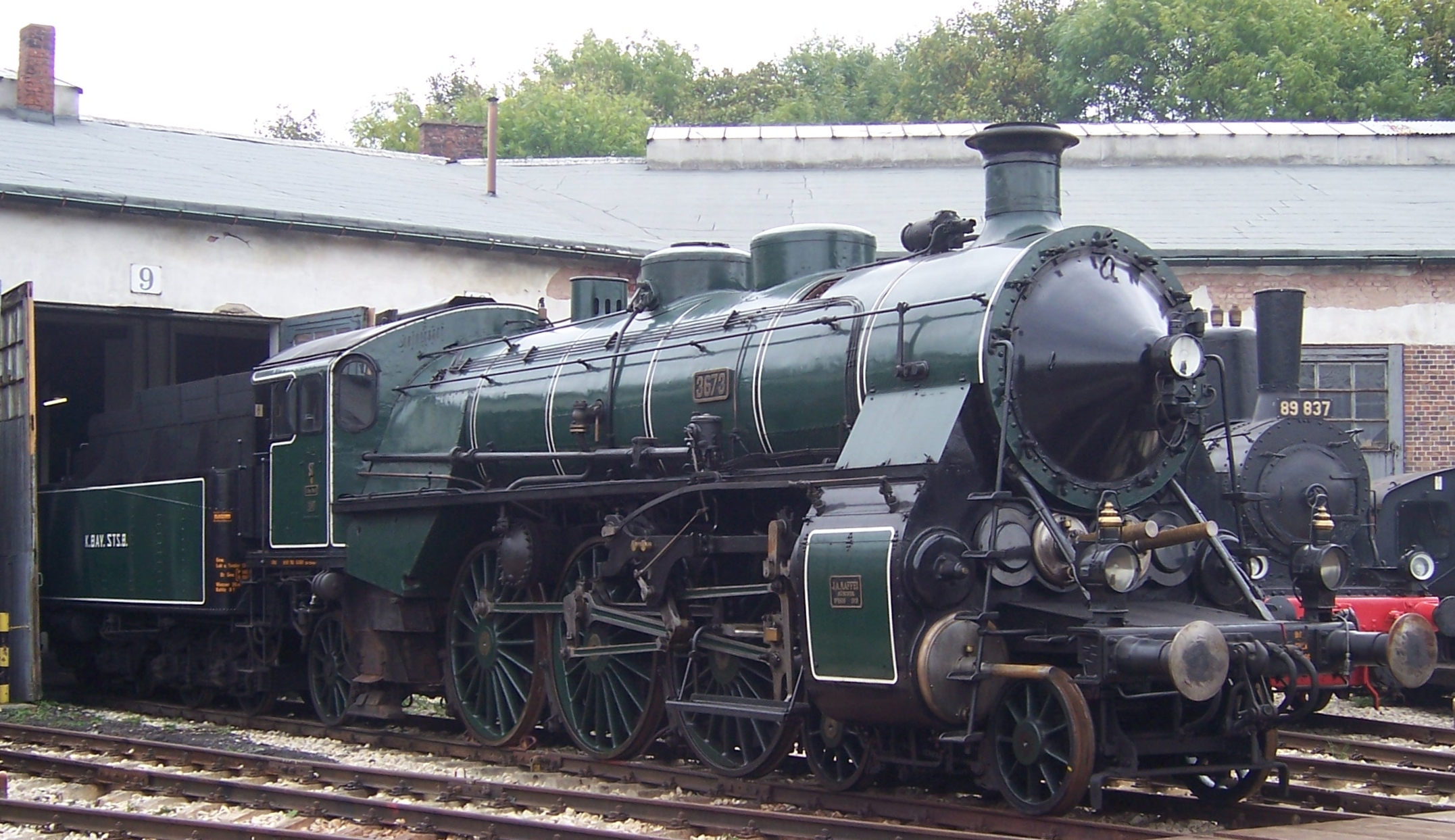
Bayerische S 3/6 wurden für ihre Einsätze vor dem Rheingold bekannt, sie bespannten jedoch auch den Orient-Express

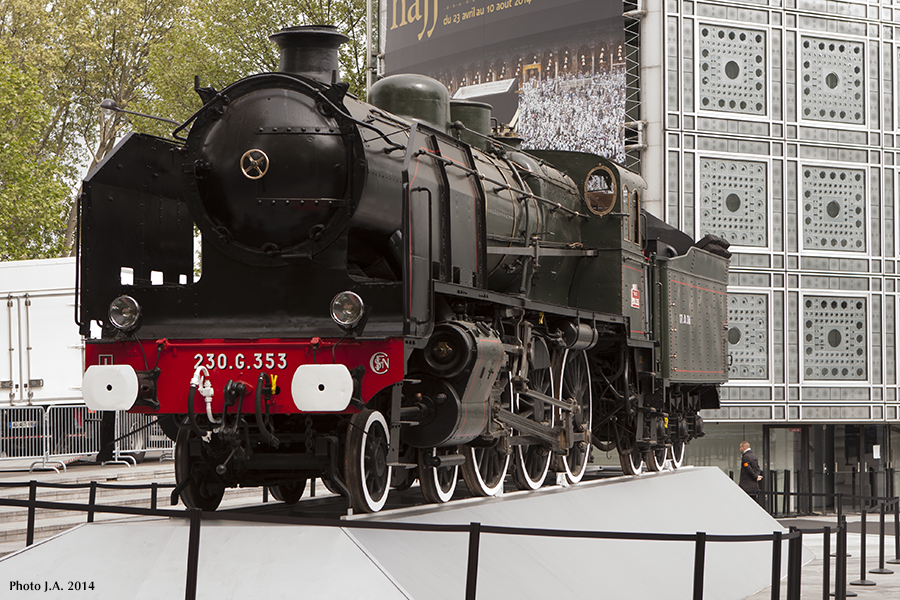
Die Film-Zuglokomotive des Orient-Express PO 4353 (SNCF 230 G 353) im Jahr 2014 als Ausstellungsstück vor dem IMA

Bei der ersten Fahrt des Orient-Express wurden etwa 20 verschiedene Lokomotiven eingesetzt, bedingt durch die acht beteiligten Bahnen und die relativ geringe Reichweite der damaligen Lokomotiven. Anders als etwa der Rheingold der Deutschen Reichsbahn, der auch für die ab 1928 eingesetzten Loks der ehemals bayrischen Baureihe 18.4-5 bekannt ist, wird daher in der Fachliteratur mit dem Orient-Express keine bestimmte Lokomotivbaureihe verbunden. Die beteiligten Staatsbahnen setzten jeweils ihre modernsten Lokomotiven ein, so dass vor dem Orient-Express und den weiteren Zügen des Systems im Laufe der Jahre fast alle Schnellzuglok-Baureihen der jeweiligen Bahnverwaltungen zum Einsatz kamen. Dagegen zählte die durch ihren Einsatz vor dem Orient-Express in der Agatha-Christie-Verfilmung Mord im Orient-Expreß bekannte französische Dampflokomotive 4353 der Reihe PO 4200 der Chemin de fer de Paris à Orléans nie zu den planmäßigen Lokomotiven. Sie ist dennoch aufgrund des Films so bekannt, dass sie das Institut du monde arabe (IMA) 2014 als Blickfang für seine Ausstellung zum Orient-Express einsetzte.

#### 1883 bis 1914
Die eingesetzten Lokomotiven der ersten Jahre sind weitgehend unbekannt. Die beteiligten Bahnen setzten zu dieser Zeit fast durchwegs Schnellzug-Dampflokomotiven verschiedener Bauarten mit der Achsfolge 1’B ein. Ab etwa 1890 kamen zunehmend Lokomotiven mit der Achsfolge 2’B zum Einsatz. Einige Bahnen verwendeten auch Lokomotiven der Achsfolge 1’B1’, wie etwa die Königlich Württembergische Staatsbahn, die vor dem Orient-Express ab 1892 die Württembergische E einsetzte. Ein Sonderfall war das Einzelexemplar der Bayerischen AA I mit der ungewöhnlichen Achsfolge 2’aA1, das 1896 bis 1897 den Orient-Express zwischen München und Simbach bespannte. Die Lokomotiven mit zwei gekuppelten Achsen waren allerdings bald von den steigenden Zugmassen und dem Wunsch nach höheren Geschwindigkeiten überfordert, so dass ab etwa 1900 bis 1910 alle Bahnen Lokomotiven mit drei gekuppelten Achsen vor dem Orient-Express zum Einsatz brachten. Zu den letzten Zweikupplern gehörte die Württembergische ADh, die noch bis 1908 vor dem Orient-Express eingesetzt wurde.
In den letzten Jahren vor dem Ersten Weltkrieg wurden vor dem Orient-Express folgende Lokomotivbaureihen eingesetzt:
- Chemins de Fer de l’Est: 3100 (Achsfolge 2’C, ab 1907)
- Reichseisenbahnen in Elsaß-Lothringen: S 9 (Achsfolge 2’C, ab 1908) und S 12 (Achsfolge 2’C1’, ab 1909)
- Großherzoglich Badische Staatseisenbahnen: Badische IV f (Achsfolge 2’C1’, ab 1908)
- Königlich Württembergische Staats-Eisenbahnen: Württembergische C (Achsfolge 2’C1’, ab 1909)
- Königlich Bayerische Staatseisenbahnen: Bayerische S 3/6 (Achsfolge 2’C1’, ab 1908), von 1907 bis 1910 zeitweise Bayerische S 2/6 (Achsfolge 2’B2’)
- k.k. österreichische Staatsbahnen: Reihe 310 (Achsfolge 1’C2’, ab 1911), 109 (Achsfolge 2’C, ostwärts von Wien, ab 1902 als StEG 36.5)
- Königlich ungarische Staatsbahnen: Reihe 301 (Achsfolge 2’C1’, ab 1911)
- Rumänische Staatsbahnen: Reihe 231 (Achsfolge 2’C1’, ähnlich Bay S 3/6, ab 1913)
- Serbische Staatsbahnen: SDŽ 151 bis 158 (Achsfolge 1’C1’, ab 1912, spätere JŽ-Reihe 04)
- Bulgarische Staatsbahnen: Reihe 09 (Achsfolge 2’C1’, 1912 als Einzelexemplar speziell für den Orient-Express geliefert), BDŽ-Baureihe 27 (Achsfolge 1'D, ab 1911)
- Orientbahn: CFO IX (Achsfolge 2’C, ab 1908), CFO XIV (Achsfolge 1’C1’, ab 1911)

#### 1919 bis 1940

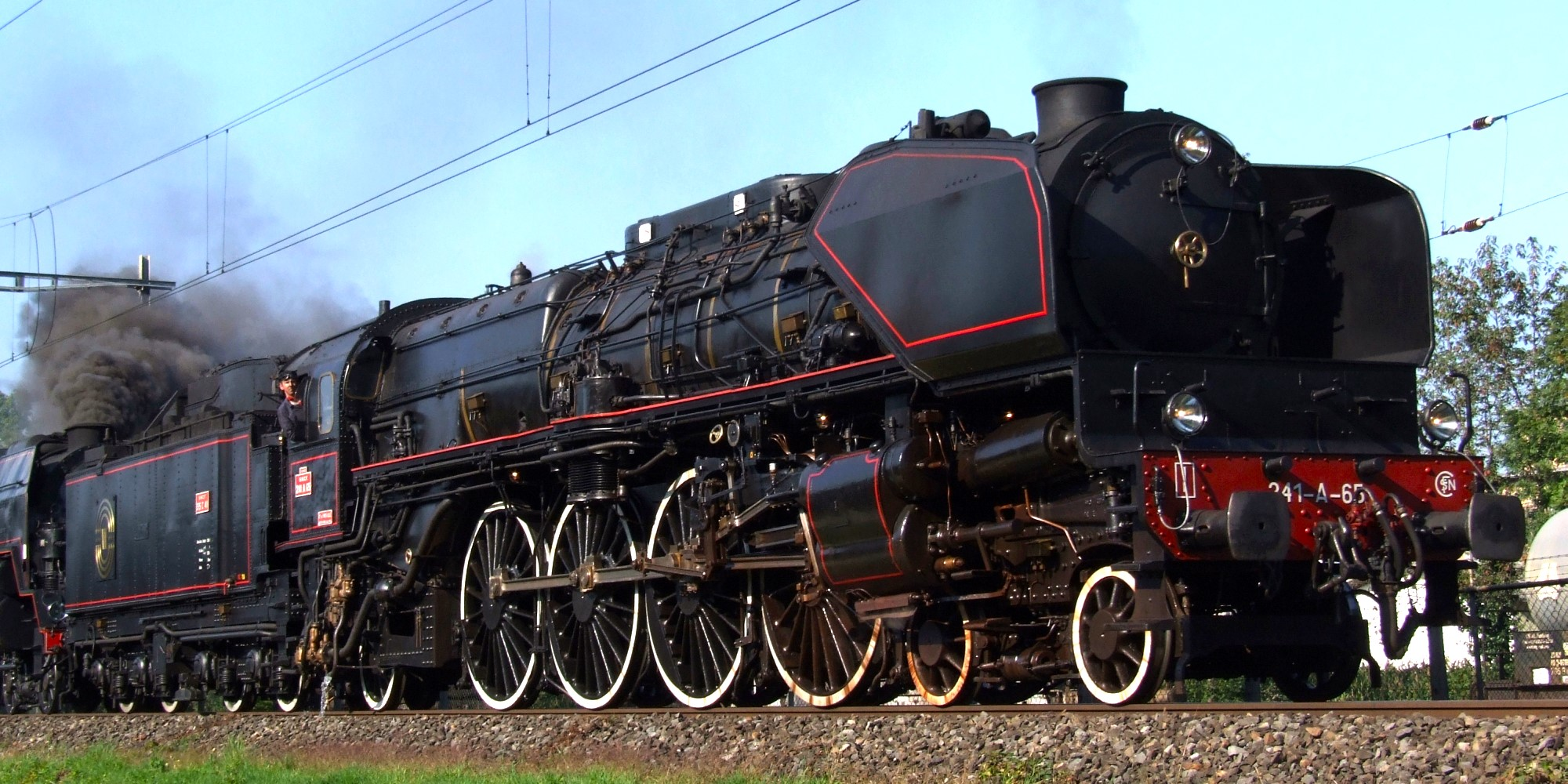
Zu den größten vor dem Simplon-Orient-Express eingesetzten Loks gehörte die 241A der französischen Ostbahn

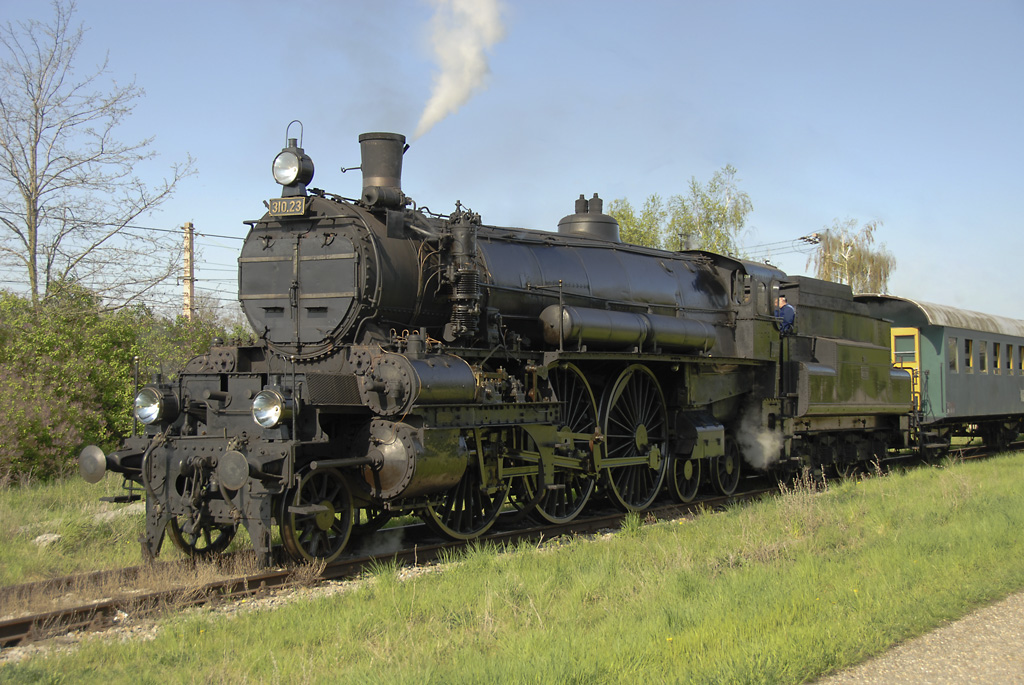
Mehrere Jahrzehnte wurden Lokomotiven der Reihe 310 von KkStB bzw. BBÖ vor dem Orient-Express eingesetzt, als Reihe 375.0 auch von der ČSD

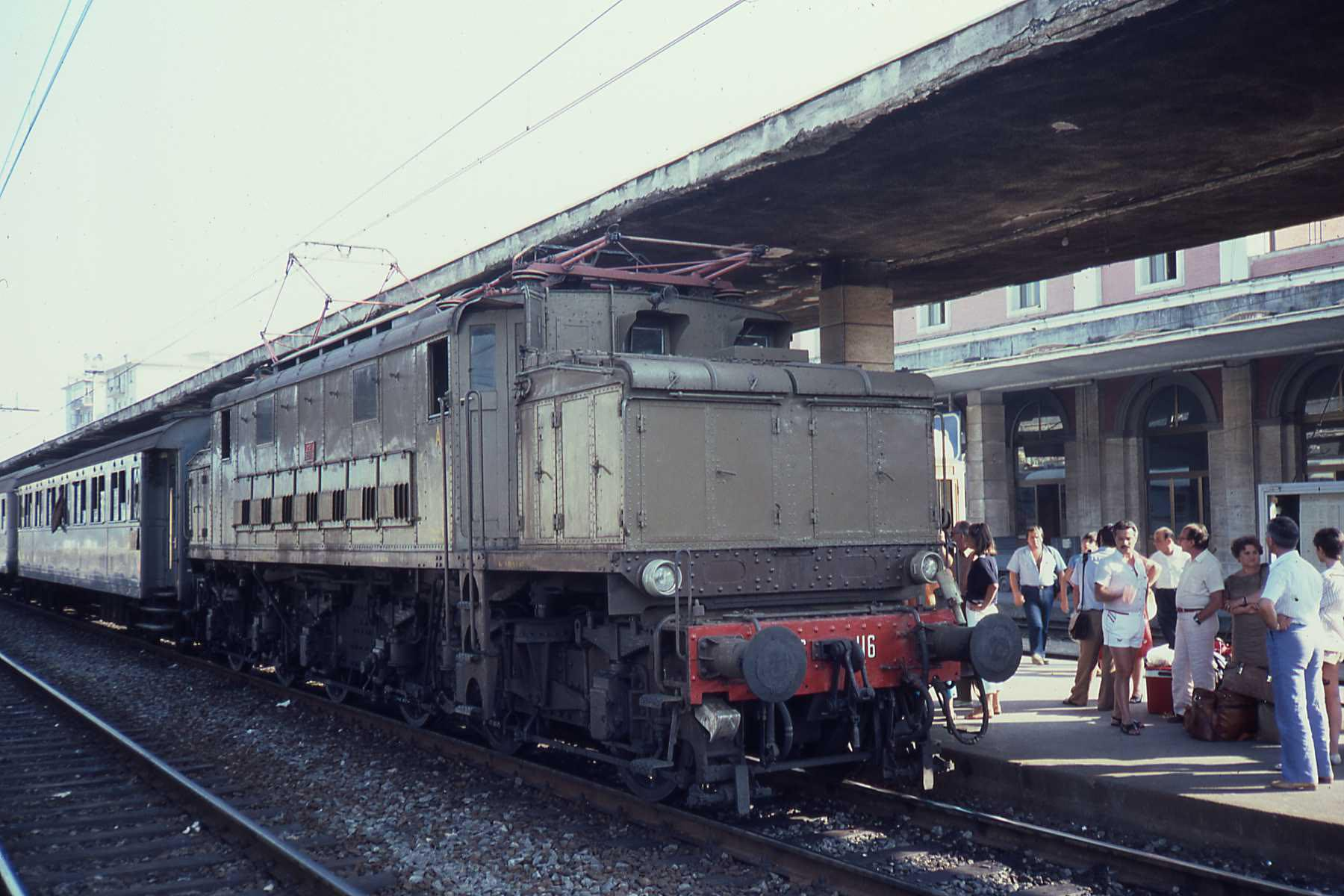
Zu den ersten vor dem Simplon-Orient-Express eingesetzten elektrischen Lokomotiven gehörte die Reihe E 626 der FS

Bereits vor dem Ersten Weltkrieg begann bei verschiedenen europäischen Bahnverwaltungen die Elektrifizierung einzelner Strecken. Mit der Ausdehnung des Orient-Express zu einem ganzen Zugsystem wurden dessen Zugläufe daher auf ersten Abschnitten von elektrischen Lokomotiven befördert. Die vor dem Krieg verwendeten Dampflokomotiven wurden in den 1920er Jahren großteils durch neuere Maschinen ersetzt.
Die französischen Bahnen – mit Einführung des Simplon-Orient-Express war auch die PLM in das Netz einbezogen worden – setzten bis 1939 überwiegend ihre modernsten Schnellzuglokomotiven, sowohl moderne Pacifics als auch die großen Mountains der Achsfolge 2’D1’ ein. Die Ostbahn setzte ihre Reihe 241 ein, die PLM die 241 A. Auf den steigungsreichen Strecken bis zur schweizerischen Grenze bespannte die PLM den Simplon-Orient-Express mit Lokomotiven der Reihe 141 E und älteren Mikado-Baureihen. Die wieder französische AL in Elsaß-Lothringen verwendete weiterhin ihre Vorkriegsbaureihen S 9 und S 12.
Die Deutsche Reichsbahn setzte zunächst weiterhin die verschiedenen Schnellzugbaureihen ihrer Vorgängerbahnen ein, die sie 1925 als Baureihe 18 einordnete. Ab 1927 wurde der Abschnitt zwischen Stuttgart und Salzburg schrittweise elektrifiziert, die DR ersetzte die württembergische Reihe C und die bayrischen S 3/6 vor dem Orient-Express durch elektrische Schnellzuglokomotiven, zunächst die Reihen E 16 und E 17. In den 1930er Jahren kamen auch Lokomotiven der Baureihen E 04 und zuletzt E 18 zum Einsatz. Zwischen Straßburg bzw. Kehl und Stuttgart verschwanden die badischen IV f zugunsten der Reihe 39.
Nach dem Ersten Weltkrieg begann die Schweiz mit der zügigen Elektrifizierung ihres Bahnnetzes. Die Dampflokomotiven vom Typ A 3/5 bespannten damit den Simplon-Orient- und den Arlberg-Orient-Express nur wenige Jahre und wurden bis 1930 vollständig von den neuen Ae 3/6 I und Ae 4/7 abgelöst. Die Ae 3/6 I kamen lediglich auf kurzen Abschnitten wie beispielsweise zwischen Sargans und Buchs SG zum Einsatz, auf den meisten Abschnitten waren Ae 4/7 als planmäßige Bespannung vorgesehen.
In Österreich wurden in den 1920er Jahren ebenfalls verschiedene Strecken mit Fahrleitung überspannt. Vor dem Arlberg-Orient-Express lösten daher die Lokomotiven der Reihe 1100 auf der Arlbergbahn ab 1924 die zuvor eingesetzten der Reihe 81 ab. Auf den Talstrecken übernahmen die Lokomotiven der Reihen 1570 und 1670 die Bespannung der Luxuszüge von den Dampflokomotiven der Reihen 113 und 110. Östlich von Salzburg blieben die von den BBÖ als Reihe 310 übernommenen Gölsdorf-Lokomotiven bis 1938 die Stammbespannung des Orient-Express, sie wurden dann von den neuen Tenderlokomotiven der Reihe 729 abgelöst. Vor dem Arlberg-Orient-Express hatten sich diese Loks bereits seit 1933 bewährt. Die ebenfalls neu beschafften schweren Schnellzuglokomotiven der Reihe 214 kamen vor den vergleichsweise leichten Orient-Express-Zügen nicht zum Einsatz. Die kurzen Abschnitte zu den neuen Grenzbahnhöfen mit der Tschechoslowakei und Ungarn übernahmen ab 1927 die neuen Tenderlokomotiven der Baureihe 629.
Die italienischen Ferrovie dello Stato (FS) elektrifizierten ebenfalls einen Teil der vom Simplon-Orient-Express genutzten Strecken. Die E 626 lösten die Dampflokomotiven der Reihen 685 (Achsfolge 1’C1’) und 691 (Achsfolge 2’C1’) im Raum Triest bis nach Postumia, dem damaligen Grenzbahnhof zu Jugoslawien, ab, während es auf dem Abschnitt Mailand–Venedig vorerst bei der Bespannung mit Dampflokomotiven blieb, ebenso wie auf der Strecke vom Grenzbahnhof Domodossola bis Mailand.

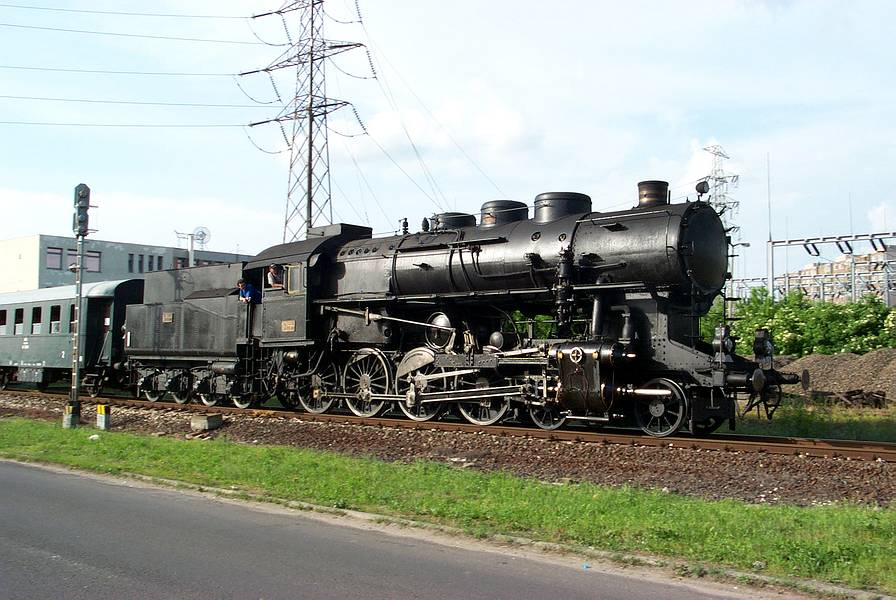
Die ungarische Baureihe 424 wurde vor dem Orient-Express eingesetzt.

Die ungarische Staatsbahn MÁV elektrifizierte 1934 die Strecke von Hegyeshalom an der Grenze nach Österreich bis Budapest und die Standardlokomotiven auf dieser Strecke, die Reihe V40, bespannten auch den Arlberg-Orient-Express. Östlich von Budapest und der italienischen Grenze blieben Dampflokomotiven bis nach dem Zweiten Weltkrieg im Einsatz. Die MÁV setzten ihre Standardlokomotiven der Reihe 424 ein, während die ČSD auf dem Abschnitt zwischen Bratislava und der ungarischen Grenze die Reihe 375.0 vor dem Orient-Express einsetzte. In Rumänien wurden die vor dem Krieg eingesetzten ungarischen 327 weiter verwendet, nunmehr von der CFR als Reihe 230 geführt. Die CFR verwendeten zudem weiterhin ihre Maffei-Pacifics der Reihe 231, zusätzlich kamen ab 1937 die nach Plänen der österreichischen BBÖ 214 gebauten Lokomotiven der Reihe 142 zum Einsatz.
Die neugegründeten Eisenbahnen des Königreichs der Serben, Kroaten und Slowenen (SHS) setzten die ehemals ungarische Reihe 323 (107 der JDŽ) vor dem Simplon-Orient-Express ein, vor allem aber ihre 1’C1’-Lokomotiven der Reihe 121 bis 126, später Reihe 01 der JDŽ. Ab Anfang der 1930er Jahre verwendeten die Jugoslawischen Staatsbahnen (JDŽ) auch die neu aus Deutschland gelieferten schweren 2’C1’-Lokomotiven der Reihe 05. Westlich von Zagreb führten die Lokomotiven der Reihe 06, mit den 05 eng verwandte Mikado-Lokomotiven, zeitweise den Simplon-Orient-Express. Die BDŽ setzten nach dem Krieg neben dem Einzelstück der Baureihe 09 Lokomotiven der Reihe 08 ein, die der Bayerischen P 3/5 N entsprachen. Ab 1930 kamen neue Mikados der Reihen 01 und 02 zum Einsatz, die Pacifics der Reihe 05 wurden erst ab 1941 aus Deutschland geliefert und kamen nur noch auf den während des Krieges verbliebenen Reststrecken des Orient-Express zum Einsatz.
Die Grenzziehung zwischen der Türkei und Griechenland sorgte für umständliche Betriebsverhältnisse, da die Strecke nach dem bulgarischen Grenzbahnhof Svilengrad zunächst das griechische Ormenio erreichte, dann ins türkische Edirne wechselte, den wiederum griechischen Bahnhof Pythio und schließlich das türkische Uzunköprü bediente. Der Abschnitt von Svilengrad bis Pythio wurde ab 1929 von der Chemin de fer Franco-Hellenique betrieben, die weiterhin die schon von der Orientbahn verwendeten Lokomotiven einsetzte. Der letzte Abschnitt von Uzunköprü bis Istanbul verblieb bis 1937 bei der Orientbahn und wurde erst dann von den türkischen Staatsbahnen TCDD übernommen. Beide Bahnen setzten 1’D-Schlepptenderlokomotiven ein, die bei der TCDD als Reihe 45.5 eingeordnet wurden. Auf dem griechischen Abschnitt wurde der Simplon-Orient-Express schließlich aufgrund der steigungsreichen Streckenführung von kräftigen, nach dem Vorbild der Reihe 580 der österreichischen Südbahn beschafften 1’E-Lokomotiven der Reihe Λα (Lambda-Alpha) befördert.

#### 1945 bis 2009

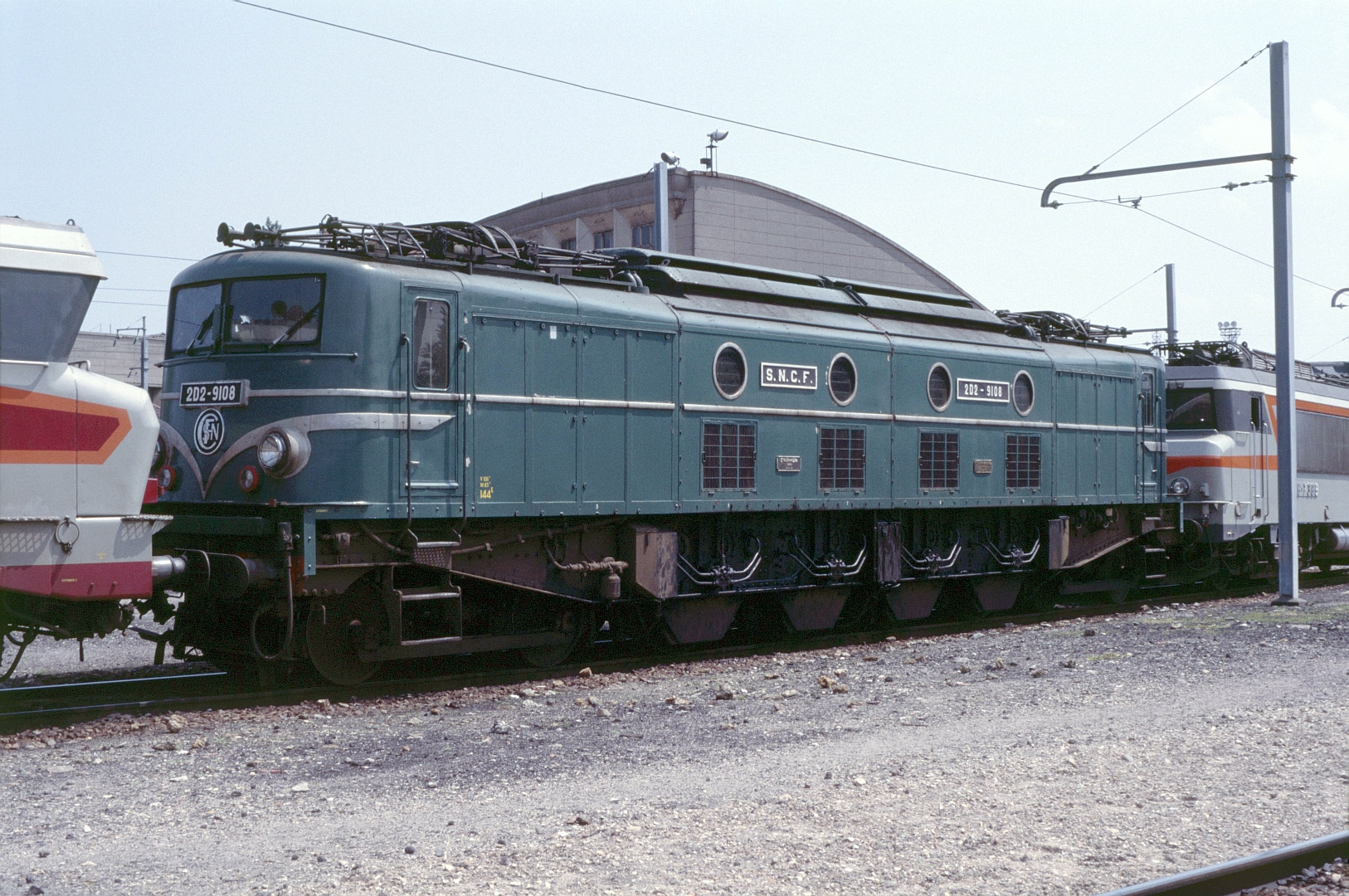
Die Lokomotiven der Reihe 9100 bespannten den Simplon-Orient-Express und den Direct-Orient seit Anfang der 1950er Jahre auf den elektrifizierten französischen Abschnitten bis hin zur letzten Fahrt am 19. Mai 1977.

Nach dem Zweiten Weltkrieg setzten die an den Zugläufen beteiligten Staatsbahnen zunächst weiterhin überwiegend Dampflokomotiven ein. Da nach 1945 nur noch wenige Dampflokomotiven neu gebaut wurden, handelte es sich überwiegend um die bereits vor dem Krieg verwendeten Baureihen. Zu den wenigen Ausnahmen gehörten beispielsweise die ab 1945 gelieferten 141 R, die die französische Staatsbahn bspw. nördlich von Paris sowie zwischen Dijon und Vallorbe vor dem Simplon-Orient-Express einsetzte. Neue Dampflokomotiven brachte mit den schweren 1’E1’ der Baureihe Μα (My-Alpha) auch die griechische Staatsbahn zum Einsatz.
Ab 1950 begann allerdings zügig die Elektrifizierung der Hauptstrecken sowie die Umstellung auf Diesellokomotiven. Der Orient-Express verkehrte ab 1962 von Paris bis Wien durchgehend mit elektrischen Lokomotiven, bei Arlberg-Orient- und Simplon-Orient-Express endete Anfang der 1960er Jahre ebenfalls der planmäßige Dampflokomotiveinsatz. Zuletzt bespannte die Deutsche Bundesbahn noch 1965 bei einer winterbedingten Umleitung den Arlberg-Express zwischen Lindau und München mit einer der letzten Lokomotiven ihrer Baureihe 18.6. Diesellokomotiven kamen in Westeuropa nur noch auf wenigen Strecken zu längeren Einsätzen, die meisten Strecken waren bis Mitte der 1960er Jahre elektrifiziert.
Die osteuropäischen Bahnen folgten einige Jahre später, was zu länger andauernden Diesellokomotiveinsätzen führte. Die letzten Dampflokomotiven verschwanden in den 1970er Jahren, zuletzt bespannten die griechische und türkische Staatsbahn gelegentlich den Direct-Orient und seine griechischen Kurswagenzubringer mit Dampfloks. Ab etwa 1980 fehlte der Fahrdraht nur noch auf wenigen Abschnitten der klassischen Orient-Express-Strecken. Neben der vom Arlberg-Express genutzten Strecke Paris–Belfort waren dies vor allem die nur abschnittsweise in Bulgarien elektrifizierte Strecke von Niš bis kurz vor Istanbul und der komplette griechische Abschnitt südlich des jugoslawischen Grenzbahnhofs Gevgelija. Sie blieben bis zur Einstellung der durchgehenden Zugläufe aus Westeuropa ohne Fahrleitung.

## Touristikzüge
Bereits vor Ende des durchgehenden Orient-Express bis Istanbul begannen private Unternehmer damit, alte Wagen der CIWL zu restaurieren und für Charterfahrten auf Schienen einzusetzen. Seit 1976 werden durch verschiedene Unternehmen die so entstandenen nostalgischen Zuggarnituren für Schienenkreuzfahrten eingesetzt. Sie führen alle Namen, die vom Orient-Express abgeleitet sind, die aber nicht den historischen Namen der fahrplanmäßigen Züge entsprechen.
Auch auf anderen Kontinenten werden für Schienenkreuzfahrten eingesetzte Luxuszüge gerne mit dem Epitheton „Orient-Express“ bezeichnet, teilweise auch in etwas abgewandelter Form. Beispiele sind der in den USA eingesetzte American Orient Express, der in Südostasien zwischen Bangkok und Singapur verkehrende Eastern and Oriental Express oder der indische Royal Orient Express.

### Nostalgie Istanbul Orient Express

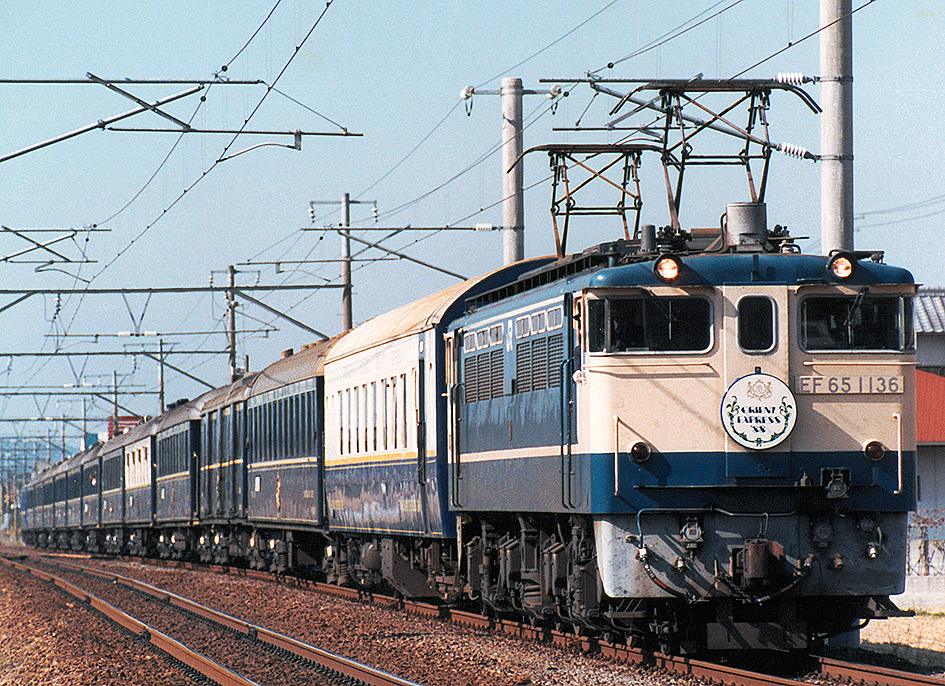
Der NIOE 1988 in Japan

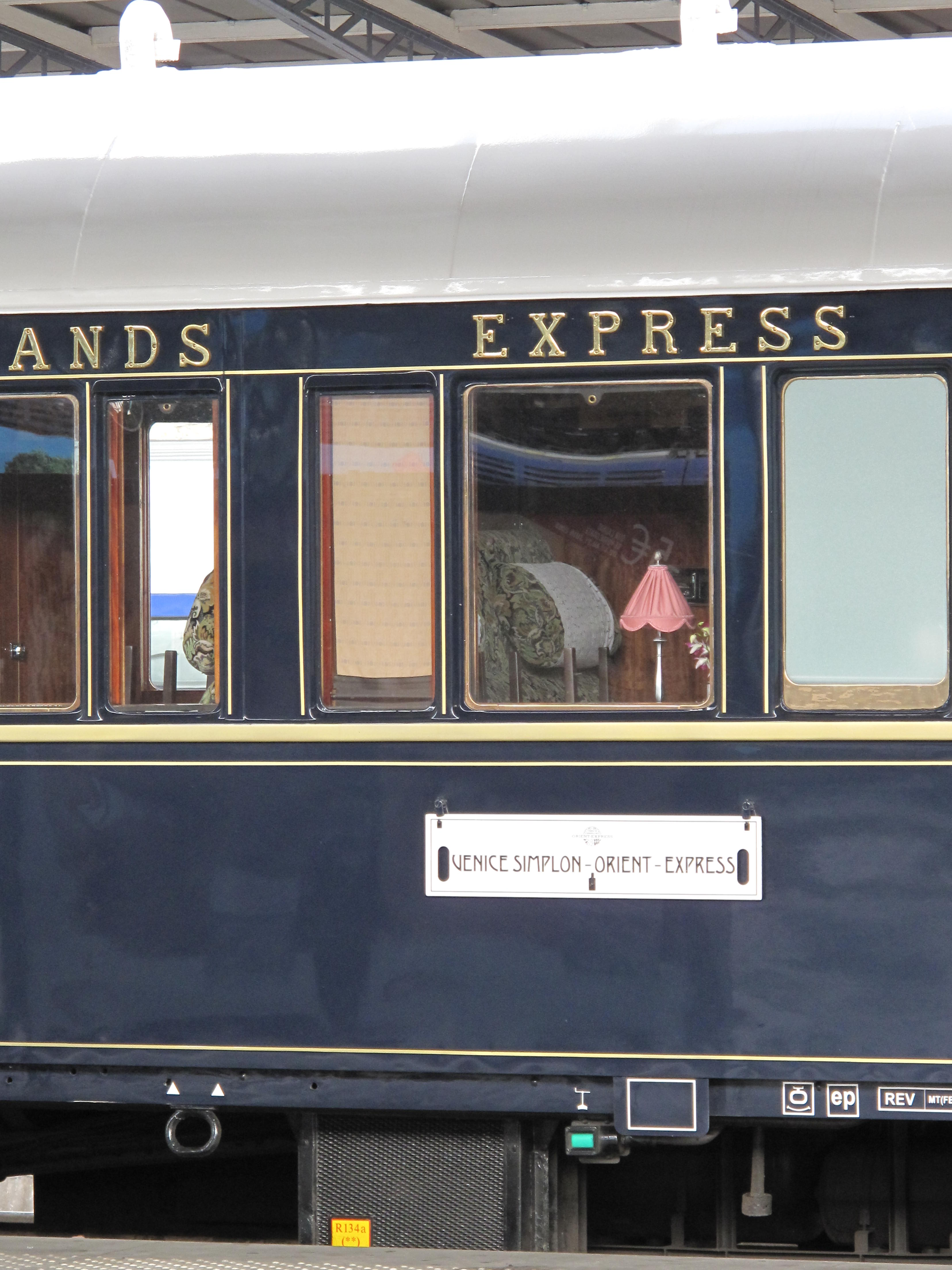
Wagen mit Zuglaufschild des VSOE

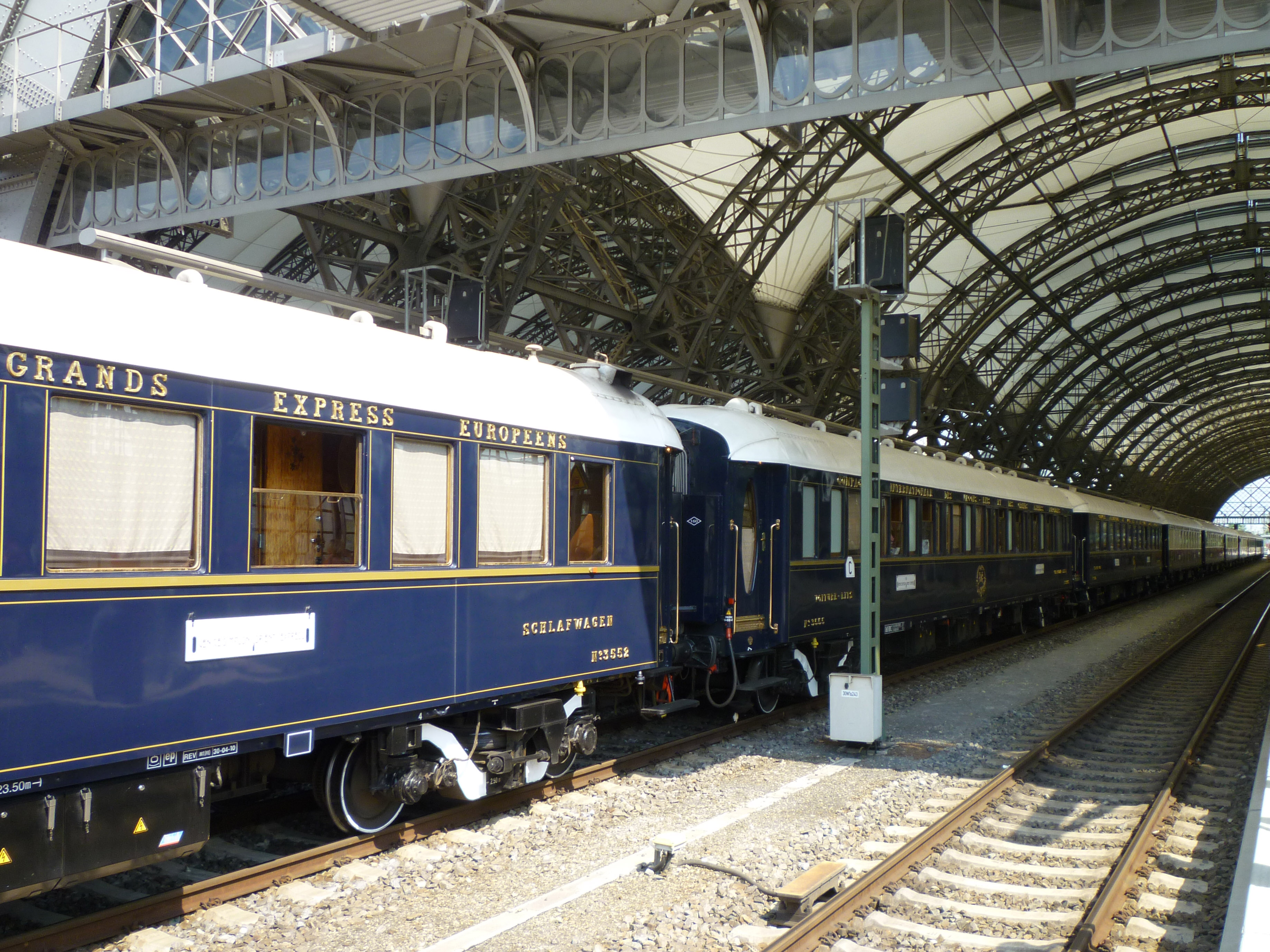
Schlafwagen des Typs Lx in Dresden Hbf, für den VSOE mit modernen Drehgestellen modernisiert

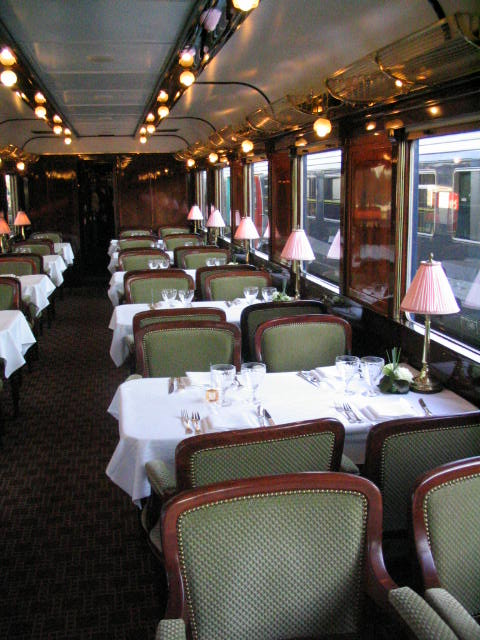
Blick in einen Speisewagen des Pullman Orient Express

Der erste Anbieter dieser Art von Schienenkreuzfahrten war der Schweizer Unternehmer Albert Glatt, Eigner der Intraflug AG. Er sammelte seit Anfang der 1970er Jahre CIWL-Originalwagen aus den 1920er und 1930er Jahren und ließ sie im Auslieferungszustand von 1926 bis 29 restaurieren. Der Nostalgie Istanbul Orient Express (NIOE) war der erste Luxuszug dieser Art und verkehrte von Anfang 1976 bis Mitte 2008. Eingesetzt wurden ausschließlich restaurierte Originalfahrzeuge der CIWL. Angeboten wurden verschiedene Strecken quer durch Europa.
Die weiteste Reise unternahmen die Wagen des NIOE im September 1988, als sie anlässlich des Jubiläums eines japanischen Fernsehsenders von Paris quer durch Europa über Berlin, Warschau, Moskau und die Transsibirische Eisenbahn bis nach Hongkong fuhren. Per Schiff nach Japan gebracht, wurden sie dort auf Kapspur umgespurt und für verschiedene Fahrten eingesetzt.
1993 übernahm das Reisebüro Mittelthurgau die Wagen des NIOE und setzte sie zusammen mit fünf Aussichtswagen des TEE Rheingold, zwei Wagen aus dem historischen Rheingold-Luxuszug der Deutschen Reichsbahn 1928 und dem umgebauten französischen Staatsspeisewagen No. 3354 (des französischen Präsidenten Charles de Gaulle) ein. Ebenso wurde ein SNCF-Speisewagen L’Aquitaine in nostalgischem Stil restauriert.
Dreizehn NIOE-Wagen wurden mit Drehgestellen für die russische Breitspur umgespurt und verkehrten auf dem russischen Breitspurnetz, unter anderem auf der Transsibirischen Eisenbahn bis zum Oktober 2007. Anfang 2008 kam der NIOE, Zugteil Russlandverkehr, vom Depot Moskau nach Europa zurück und wurde bei den PKP gesichert hinterstellt.
Nach der Insolvenz und Konkurs des Reisebüros Mittelthurgau und der Mittelthurgaubahn 2001 übernahm die Transeurop Eisenbahn AG (TEAG) in Basel den gesamten NIOE und seine mehr als 30 ehemaligen CIWL-Wagen der Baujahre 1926 bis 1929. Mit Millionenaufwand wurden die Wagen von 2003 bis 2005 komplett aufgearbeitet. Die Gesellschaft Orient-Express Train de Luxe Betriebs GmbH / Austria führte den Eisenbahnbetrieb und Verkauf. Der NIOE-Wagenpark der TEAG und zweier Tochtergesellschaften umfasst heute 32 ehemalige CIWL-Wagen. Auch im Bestand sind ehemalige Salonwagen der NS-Reichsregierung sowie sechs Altbau-Rheingold-Wagen von 1928, von denen zwei generalrenoviert sind.
Aufgrund eines von Seiten der Betreibergesellschaft des Venedig Simplon Orient Expresses (VSOE) angestrengten und mit der SNCF geführten gerichtlichen Markenstreitverfahrens rund um den Urmarkennamen Orient-Express musste der Betrieb des NIOE im Jahr 2007 zwangsweise eingestellt werden. 2008 sollte ein internationales Gericht über die Klage und eine inzwischen erhobene Widerklage entscheiden. Der Fall ist inzwischen vom Europäischen Gerichtshof angenommen worden, bislang fiel aber keine Entscheidung. Ein Entscheidungszeitraum ist völlig offen. Seit dem Juli 2008 ruhte daher der Geschäfts- und Fahrbetrieb des NIOE, die CIWL-Wagen wurden konserviert hinterstellt. Im Herbst 2008 wurden die Fahrzeuge an ein amerikanisches Eisenbahnunternehmen verkauft. Dieses betreibt den Zug als Grand Express European – Train de Luxe.
1988 wurde eine Fahrt von Paris nach Hongkong durchgeführt. 13 Wagen des dabei verwendeten historischen Zuges wurden an die russische Firma Orient-Express vermietet, die während zwölf Jahren in Wladiwostok und in Peking beginnende Charterfahrten organisierte. Nach Auslauf des Mietvertrages im Jahr 2008 sollten die Wagen an ihren Besitzer in Österreich zurückgegeben werden, jedoch war der Besitzer nicht bereit, Gebühren für die Lagerung der Regelspurdrehgestelle in Belarus zu bezahlen. Die hatte zur Folge, dass die Wagen auf einem breitspurigen Abstellgleis im polnischen Rangierbahnhof Małaszewicze nahe der Grenze zu Belarus, abgestellt wurden, wodurch die PKP ebenfalls Gebühren für die Benutzung des Abstellgleises einforderten. Umgekehrt verlangte der Besitzer von PKP Cargo die Begleichung der durch Vandalismus entstandenen Schäden. Die Wagen wurden am Schluss von der SNCF übernommen und im Januar 2019 ohne Drehgestelle abtransportiert.

### Venice Simplon-Orient-Express
1977 begann die Sea Containers Ltd., historische Wagen zu erwerben und aufwändig zu restaurieren, die 1982 erstmals als Venice Simplon-Orient-Express (VSOE) eingesetzt wurden. Die erste angebotene Reise war die Route des ehemaligen Simplon-Orient-Express von London bis Venedig und einmal im Jahr bis Istanbul. Außer den Fahrten auf der Route des ehemaligen Simplon-Orient-Express verkehrt der VSOE auch zu anderen Städten in Europa. Die auf dem europäischen Festland eingesetzten historischen Wagen wurden in den 2000er Jahren modernisiert und mit neuen Drehgestellen versehen, sodass sie mit 160 km/h verkehren können.
In Großbritannien wurden Wagen der Belmond-British-Pullman-Sammlung im Tagesverkehr als Zubringer eingesetzt. Die Reisenden fuhren anschließend im Schiff über den Ärmelkanal und reisen auf dem Kontinent mit dem VSOE weiter. Ende 2023 wurden diese Leistungen in Großbritannien aufgrund der mit dem Brexit verbundenen Grenzkontrollen eingestellt. VSOE-Passagiere aus London reisen seither mit Eurostar-Zügen nach Paris an.

### Pullman Orient Express
Die CIWL verfolgte 1967 erstmals kurzzeitig Pläne für eine Schienenkreuzfahrt mit ihren blauen Schlafwagen auf der historischen Route des Orient-Express zwischen Paris und Istanbul, die sie allerdings letztlich nicht realisierte. Nach dem Erfolg von NIOE und VSOE stieg die CIWL erst 1994 in das Geschäft der Nostalgiefahrten ein. Sie setzte zunächst sieben, später neun ihrer historischen Speise- und Pullmanwagen mit Baujahren zwischen 1920 und 1939 überwiegend in Tagesfahrten im Binnenverkehr in Frankreich ein oder vermietete sie an Reisegruppen. Im Unterschied zu NIOE und VSOE setzte die CIWL allerdings in der Regel keine Schlafwagen in diesen Zügen ein, bei Bedarf wurden normale Schlafwagen aus dem Bestand der SNCF verwendet.
Seit 2007 ruhte auch der Pullman Orient Express aufgrund des Markenrechtsstreits um den Namen Orient-Express. Die Accorgruppe als Eigner der CIWL entschied sich zur Einstellung des Betriebes, da sie seitens SNCF und VSOE markenrechtlich angegriffen wurde. Die Wagen wurden seither nicht mehr eingesetzt und sollten ggf. in ein Museum kommen. Eine Wiederinbetriebnahme war ausgeschlossen, so der Vorstandsbeschluss. Der Zug wurde 2008 von der SNCF übernommen und seitdem als Orient-Express von der Filiale Société des Trains Expos (STE) vermarktet.

### Orient Express La Dolce Vita
Das Markenrecht an der Wortmarke Orient-Express ging laut Markenregister des DPMA und der EUIPO im Jahr 2016 von der SNCF an eine Gesellschaft der Accor-Unternehmensgruppe, die ORIENT EXPRESS S.A.S. Der Hotelkonzern kündigte Ende 2021 an, ab dem Jahr 2024 mehrere Luxushotels unter der Bezeichnung ORIENT EXPRESS Hotel eröffnen zu wollen, zunächst eines in Rom. Ferner soll eine Betreibergesellschaft in Kooperation mit Trenitalia und der Stiftung Fondazione FS Italiane ab 2023 touristische Züge unter dem Namen Orient Express La Dolce Vita auf Routen innerhalb Italiens verkehren lassen. Jeweils mit dem Bahnhof Roma Termini als Ausgangs- bzw. Endpunkt sollen auch internationale Verbindungen nach Paris sowie über Venedig nach Split und nach Istanbul geschaffen werden.

## Kulturelle und politische Bedeutung
Der Orient-Express galt schon bald nach seiner Einführung als Zug der Diplomaten, Spione und Abenteurer. Er war „Inbegriff des luxuriösen Reisens, verbunden mit dem geheimnisvollen Zauber illustrer Namen und Geschehnisse“ (Hermann Glaser: Kulturgeschichte der Deutschen Eisenbahn, Gunzenhausen 2009). Der Orient-Express stand wie auch berühmte Passagierdampfer der Belle Époque für den Fortschritt der abendländischen Zivilisation. Der Spiegel beschrieb die Fahrgäste des Zuges 1948 so:

„In Nerz gekleidete Geheimagentinnen, Herren mit Monokel und Bärtchen, undefinierbare Häuptlinge irgendwelcher Volksstämme, bildschöne Frauen, von denen niemand weiß, wovon sie leben, königliche Hoheiten auf der Flucht und indische Maharadschas.“

Zugleich waren alle Fragen des Fahrplans und der Linienführung des Orient-Express eminent politisch bestimmt. Bereits seine Einführung 1883 war eine direkte Konsequenz der Ergebnisse des Berliner Kongresses 1878, der die beteiligten Balkanstaaten zum Ausbau der Bahnstrecken und zur Führung mindestens eines durchgehenden täglichen Zuges verpflichtete. Nach dem Abschluss der Pariser Vorortverträge 1919 wandelten die Siegermächte die verbindende Funktion des Orient-Expresses um in eine trennende – der Simplon-Orient-Express entstand unter der Prämisse „Revanche und Sicherheit“, die Frankreich in den Jahren nach dem Ersten Weltkrieg seiner Politik voranstellte. Zeitgleich mit der durch Gustav Stresemann und Aristide Briand betriebenen Aussöhnung und Rückkehr Deutschlands als gleichberechtigter Akteur in die internationale Politik wurden wieder erste Kurswagen des Orient-Express durch Deutschland und über Wien hinaus geführt. Zuletzt schlug sich das Ergebnis der Konferenz von Lausanne 1932 sinnbildlich in der im gleichen Jahr erfolgten Wiedereinführung direkter Wagen von Paris nach Istanbul im über Süddeutschland fahrenden Orient-Express nieder.
Zum Ruhm des Zuges trugen Bücher und Filme bei, die in und um den Orient-Express herum spielten. Der Begriff „Orient-Express“ wurde bereits kurz nach der ersten Fahrt des Zuges gerne als Synonym für als exotisch empfundenes Ambiente und Fernweh verwendet. Auch Fragen der generellen kulturellen und wirtschaftlichen Verbindung von West- und Mitteleuropa mit der Balkanhalbinsel und Vorderasien wurden und werden gerne mit dem Namen des Orient-Express verknüpft. Agatha Christie fasste diese Funktion des Zuges als Verbindung von Orient und Okzident in folgenden Worten zusammen, mit denen sie zugleich ihre Vorliebe für ihn ausdrückte:

„Ich liebe seinen Rhythmus, Allegro con fuoco zu Anfang, das Schütteln und Rattern in der wilden Hast, Calais und den Okzident hinter sich zu lassen; es vermindert sich auf dem Weg nach Osten zu einem rallentando, bis es in einem unverkennbaren lento endet.“

Andere Künstler nutzten den Zug eher als Hintergrund für gesellschaftskritische Themen und Werke. Einen Überblick über die künstlerische Rezeption des Orient-Express gab eine 1998 und 1999 gezeigte Sonderausstellung im Verkehrsmuseum Nürnberg. Das Institut du monde arabe (IMA) in Paris stellte die Legende des Zuges in den Mittelpunkt einer von April bis August 2014 gezeigten großen Sonderausstellung zur Geschichte sowie zu technischen, sozialen, kulturellen und geopolitischen Fragen rund um den Orient-Express und seine verschiedenen Fahrtrouten unter dem Titel „Il était une fois l'Orient Express“.

### Literatur

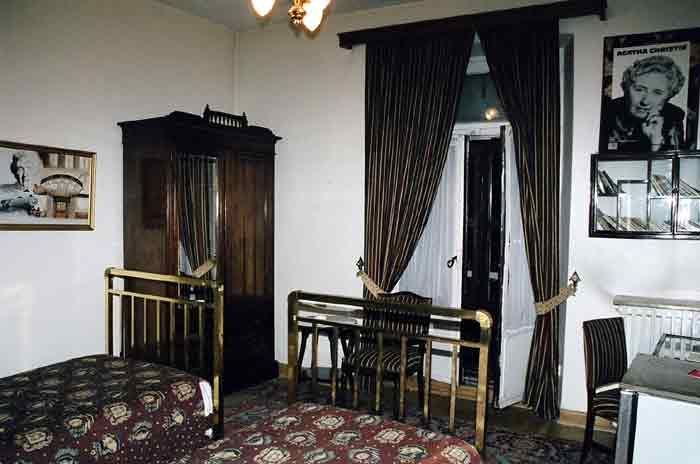
Zimmer des Hotels Pera Palace in Istanbul, in dem Agatha Christie den Roman Mord im Orientexpress geschrieben haben soll

### Filme und Fernsehen
Die literarische Verwendung des Orient-Express wie auch der Zug selber wurden bald vom neuen Medium Film entdeckt. 1927 entstand unter dem Titel Orientexpress ein deutsches Stummfilmmelodram unter Regie von Wilhelm Thiele mit Lil Dagover und Heinrich George in den Hauptrollen. Zu den ersten Titeln gehörte auch die Verfilmung von Graham Greenes Roman Orient-Express durch Paul Martin, die bereits 1934, zwei Jahre nach dem Erscheinen des Buches, entstand. 1972 wurde auch Greenes zweiter Roman mit dem Orient-Express, Reisen mit meiner Tante, verfilmt. Bei dem eher biederen Kriminalfilm Orient-Express, dem der Orient-Express als Schauplatz diente, führte Viktor Tourjansky 1944 Regie. Ein weiterer Film mit dem Titel Orientexpress war ein 1954 unter der Regie von Carlo Ludovico Bragaglia mit prominenten Darstellern wie Curd Jürgens, Silvana Pampanini und Eva Bartok entstandenes Liebesdrama.
In weiteren Filmen wurde der Orient-Express zwar als Hintergrund verwendet, ohne ihn jedoch namentlich zu erwähnen. Dazu gehört unter anderem Alfred Hitchcocks 1938 gedrehter Film Eine Dame verschwindet, in dem der Simplon-Orient-Express zwar nicht erwähnt wird, dessen Vorbild jedoch unverkennbar ist. Zwei Jahre später folgte Carol Reed mit dem Film Night Train to Munich, in dem der Orient-Express ebenfalls ohne namentliche Nennung der Hintergrund für die Flucht eines Paares vor den Nationalsozialisten ist.
Raoul Walsh drehte 1942 nach dem Roman Uncommon Danger von Eric Ambler den Spielfilm Spion im Orientexpress (Background to Danger), der vor dem Hintergrund des Zweiten Weltkriegs eine Geschichte um Spionage und eine Fahrt mit dem Orient-Express dramatisiert. 1948 diente der Arlberg-Orient-Express als Mittel der Flucht für die Hauptdarsteller in dem Film Arlberg-Express. Wesentlich bekannter ist der 1963 nach dem gleichnamigen Roman von Ian Fleming entstandene James-Bond-Film Liebesgrüße aus Moskau mit Sean Connery unter Regie von Terence Young. Wie beim Roman spielen wesentliche Teile des Films im Simplon-Orient-Express. Allerdings verbergen sich im Film einige Fehler. So müsste der Zug im Kopfbahnhof Belgrad die Fahrtrichtung wechseln, fährt aber in dieselbe Richtung weiter.
Vergleichsweise spät erstmals verfilmt wurde Agatha Christies Kriminalroman Mord im Orient-Express. Am bekanntesten ist die mit großem Staraufgebot von Sidney Lumet 1974 gedrehte erste Version Mord im Orient-Expreß mit Albert Finney als Hercule Poirot. 2001 folgte eine Verfilmung für amerikanische Fernsehsender und 2010 Murder on the Orient Express als Folge der britischen Serie Agatha Christie’s Poirot. Erneut mit großem Staraufgebot erschien 2017 eine neue Version, bei der Kenneth Branagh Regie führte und zugleich die Hauptrolle als Hercule Poirot übernahm. Ein weiterer bekannter Romandetektiv traf im 1974 entstandenen Film Kein Koks für Sherlock Holmes auf den Orient-Express. Dieser Film entstand nicht nach einem der Originalromane von Arthur Conan Doyle, sondern nach einem Roman des Drehbuchautors Nicholas Meyer. Der im Film zu sehende Orient-Express wurde in einer Kritik allerdings als ein eher „surrealistischer und extravaganter“ Zug bezeichnet.
Der ebenfalls das Ambiente und den Ruf des Orient-Express der Zwischenkriegszeit nutzende Roman Orient-Express von Pierre-Jean Rémy wurde noch im Jahr seines Erscheinens 1979 in Frankreich als Fernsehserie verfilmt. Die Serie lief 1982 und 1984 auch auf deutschen Fernsehsendern. In Bullseye – Der wahnwitzige Diamanten Coup aus dem Jahr 1990 mit den Hauptdarstellern Roger Moore und Michael Caine fährt der Orient-Express quer durch Schottland. Ein neueres Werk ist der Horrorthriller Night Train to Venice von 1993, unter anderem mit Hugh Grant und Kristina Söderbaum in ihrer letzten Rolle. Ebenfalls ins Thriller-Genre gehört der Film Terror im Orient Express – Einmal Hölle und zurück aus dem Jahr 2002 mit Christoph Waltz. In Zeichentrickfilmen fand der Orient-Express ebenfalls schon Verwendung, so etwa in der Episode Schreckensfahrt im Orient-Express der Teenage Mutant Hero Turtles. In einer Episode der SF-Serie Raumschiff Enterprise – Das nächste Jahrhundert fährt der Orient-Express sogar durch das Holodeck des Raumschiffs.
Die touristisch vermarkteten Nachfolgezüge und Schienenkreuzfahrten wurden ebenfalls künstlerisch verarbeitet. So begleitete die Dokumentation Träume auf Rädern – Orient-Express eine Fahrt des VSOE von Boulogne über Venedig nach Prag und zurück nach Paris.
Auf Arte erschien 2018 die Dokumentation Der Orient-Express – Vintage auf Schienen, in der Arthur Mettetal, ein französischer Historiker, der sich mit dem industriellen Kulturerbe befasst, auf den Spuren der Geschichte des Orient-Express und seines Wagenparks wie auch der Werkstätten und dem Verbleib des Wagenmaterials in ganz Europa forscht.
ZDF und ORF produzierten 2020 die einstündige Terra-X-Folge Orient Express – Ein Zug schreibt Geschichte über den Orient-Express und seinen Gründer Georges Nagelmackers.
Im übertragenen Sinne greift der Videoblog Orient-Express der ARD, in dem regelmäßig kurze Berichte aus Istanbul erscheinen, den Mythos des Zuges auf.

### Musik und Theater

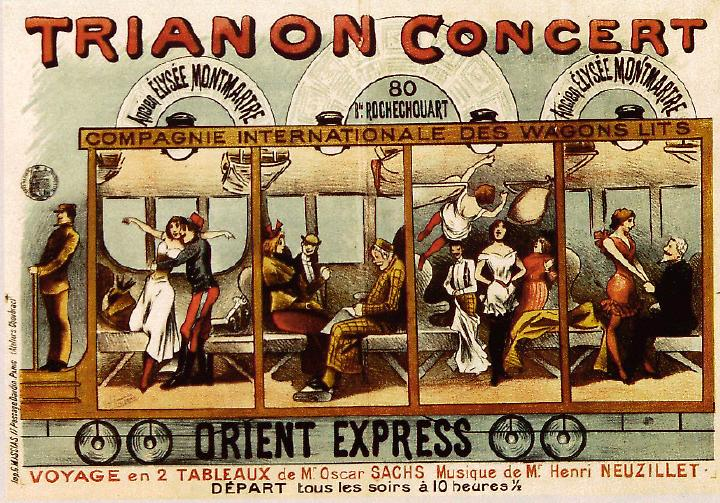
Plakat aus dem Jahr 1896 für das Theaterstück „Orient Express“

Auf der Bühne ist der Orient-Express seit Jahrzehnten präsent, wobei meist allerdings weniger der Zug als vielmehr das mit ihm verbundene Image des exotischen und orientalischen Ambientes Anlass der Namensverwendung ist. Bereits 1896 erschien in Paris ein Theaterstück Orient-Express, das Szenen der Zugfahrt revueartig verarbeitete. 1952 erschien beispielsweise das erste Album der österreichischen Sängerin und Diseuse Liane Augustin mit dem Titel Orient-Express. Die deutsche Synthie-Pop-Band C.C.C.P. veröffentlichte 1988 eine Single Orient-Express.
Der britische Komponist Philip Sparke gewann mit seinem Werk Orient Express für symphonisches Blasorchester den Kompositionswettbewerb der European Broadcasting Union für neue Blasorchesterwerke. Mit dem Stück Orient-Express spielte der türkische Musiker Cem Karaca auf seinem Album Die Kanaken auf ausländerfeindliche Parolen an.
Karacas Musikstück wurde auch im Musical Ab in den Orient-Express nach dem gleichnamigen Theaterstück des deutschen Schriftstellers Harry Böseke verwendet, in dem dieser Wunsch den Orient-Express als Synonym für ausländerfeindliche Sprüche wirken lässt. In anderer Hinsicht verwendete der Autor und Regisseur Christian Tschirner den Orient-Express, indem er in seinem Stück 80 Tage, 80 Nächte Plüschfiguren und echte Darsteller auf eine Reise entlang der historischen Route des Zuges schickte.

### Sonstiges
In Computer- und Rollenspielen ist der Orient-Express inzwischen ebenfalls vertreten. Die Kampagne Horror im Orient-Express des Pen-&-Paper-Rollenspiels Call of Cthulhu spielt im Orient-Express. Der Zug bietet zudem den Hintergrund für zwei Szenarien von Railroad Tycoon wie auch eine der Routen des Microsoft Train Simulators, die den Arlberg-Orient-Express über die Arlbergbahn führt. Mehrfach diente der Zug auch als Kulisse für Adventure-Spiele:
- The Last Express (1997, Smoking Car Productions) – spielt vollständig im Orient-Express
- Agatha Christie: Mord im Orient Express (2006, AWE Productions) – spielt im Orient-Express und orientiert sich an der Romanvorlage
- The Raven: Vermächtnis eines Meisterdiebs (2013, King Art) – spielt im Orient-Express auf der Strecke zwischen Paris und Venedig

Gefragte Sammlerstücke sind inzwischen die Plakate, die die CIWL für den Orient-Express und die weiteren Züge des Orient-Verkehrs entwerfen ließ, vor dem Ersten Weltkrieg überwiegend als Art Nouveau, in den 1920er-Jahren meist als Art déco. Sie verpflichtete dazu bekannte Plakatkünstler wie etwa Roger Broders oder A. M. Cassandre.